# Lago di Como

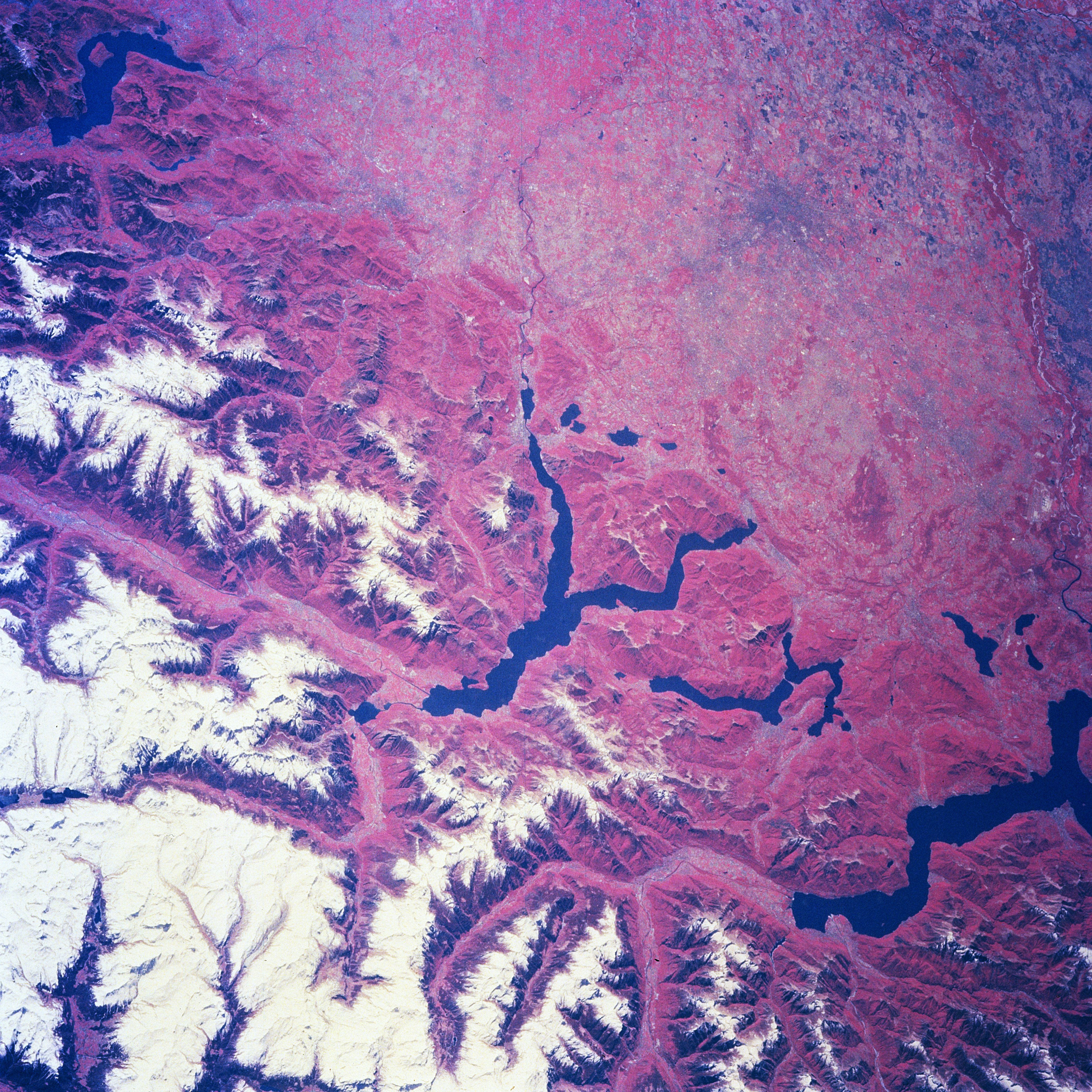
Il lago di Como attorniato dagli altri laghi lombardi visto dal satellite

Il lago di Como o Lario (in lombardo Lagh de Comm AFI: /ˈlaːk de ˈkɔm/) è un lago italiano naturale prealpino di origine fluvio-glaciale ricadente nei territori appartenenti alle province di Como e di Lecco a forma di una "Y" capovolta con tre rami sottili che convergono in corrispondenza dell’epicentro di Bellagio con la sua punta detta “spartivento”.
Posto a circa 50 km a nord di Milano, è il lago più profondo d'Italia, quello con maggiore estensione perimetrale e il terzo per superficie e volume: la portata del fiume Adda all'uscita del lago si aggira intorno ai 130 metri cubi al secondo, i quali derivano in gran parte dall'alto Adda (87 metri cubi al secondo) e dal Mera (23 metri cubi al secondo), mentre i rimanenti 20 derivano da corsi d'acqua minori.  Le cave di marmo presenti nei dintorni del lago sono state essenziali per quanto riguarda la tradizione lombarda di scultori, scalpellini e architetti, «incrementata dalla lunga e impegnativa fabbrica del Duomo di Milano».
Nel 2014 il Lago di Como è stato definito come il lago più bello del mondo dal quotidiano statunitense The Huffington Post, per il suo microclima e per il suo ambiente costellato da ville e villaggi di prestigio. Oltre a esser stato reso celebre da Alessandro Manzoni che sulla sponda lecchese ambientò il romanzo I promessi sposi, annovera un'imbarcazione a remi tipica che nel tempo è diventata simbolo stesso del lago: il batell, noto più informalmente come "lucia" in ricordo della fuga da Lecco di Lucia Mondella.

## Etimologia
(Virgilio, Georgiche, II, 159.)
Gli autori latini designano il lago di Como con il termine latino Larius o, come Polibio, nella forma greca Λάριος, Làrios. Il limnonimo è di origine prelatina. Secondo Alfredo Trombetti deriva dalla radice preindoeuropea *lar- col significato di "luogo incavato". Alexander Falileyev interpreta la derivazione dal celtico lāro- ʿpiana, suoloʾ < ie. *plāro- < *pelh- ʿlargo, pianoʾ. Si veda anche l'antico irlandese lár ʿsuoloʾ, l'antico cimrico laur ʿplateaʾ, l'antico bretone lor ʿsuoloʾ.
A partire dal Medioevo venne chiamato anche lacus commacinus, comacenus o comensis fino al definitivo lago di Como.

## Geografia fisica

### Morfologia
Geograficamente posto tra la Pianura Padana e le Alpi, il bacino del lago di Como, posto a un'altitudine di 197,39 m s.l.m., ha una geometria molto articolata con una caratteristica forma a "Y" rovesciata o, come recita un diffuso detto locale, a forma di uomo: 
Il bacino, che misura 145 km², è composto da tre parti differenti: a sud-ovest il ramo di Como, a sud-est il ramo di Lecco e a nord il ramo di Gera o Alto Lago, il più aperto dei tre. I fiordi meridionali rinserrano il montagnoso Triangolo Lariano. È il lago più profondo d'Italia, toccando i 418 metri di depressione massima fra le località di Argegno e Nesso, e quinto in Europa, caratterizzato dai fondali in criptodepressione trovandosi a oltre 200 metri sotto il livello del mare. In Italia è inoltre quello con maggiore estensione perimetrale, misurando 170 km, terzo come superficie con 145 km² e volume con 23,37 km³.
Raggiunge una lunghezza massima di 45,7 km da Gera Lario a Como, mentre la sua larghezza varia dai 650 metri tra Careno e Torriggia e i di 4,4 km tra Cadenabbia e Fiumelatte. Il bacino idrografico si estende su una superficie di 4 552 km² in suolo italiano e di 487 km² in suolo svizzero, per un totale di 5 039 km², il cui punto più elevato culmina sul Pizzo Bernina al confine fra i due Stati.

### Territorio
Il lago di Como è un bifido fiordo naturale profondamente scavato nei versanti montuosi delle prealpi comasche e bergamasche che fanno da cornice a una costa contraddistinta da una morfologia territoriale di tipo variegato alternando dolci pendii arrotondati ed erbosi alle dolomie con rocce dentate e pareti a picco sul lago. Geograficamente è diviso in tre bacini, ciascuno con proprie caratteristiche. Nel ramo di sud-ovest, stretto e tortuoso, con i versanti ripidi e boscosi, si trova l’Isola Comacina, l’unica del Lario. Il ramo sud-est, denominato ramo di Lecco, con la città al suo apice, guarda a oriente il Gruppo delle Grigne (2 410 m). Infine il ramo nord che è il più largo e aperto. I tre rami confluiscono al centro del lago davanti al promontorio di Bellagio, una delle località più celebrate per la bellezza del paesaggio e per le antiche tradizioni turistiche. I depositi alluvionali, trasportati da fiumi e torrenti, iniziarono a formarsi con la postglaciazione e furono la causa della separazione dei laghi minori connessi al bacino principale (il lago di Mezzola a nord e i laghi di Garlate e di Olginate a sud).

### Paesaggio
(Alessandro Manzoni, I promessi sposi, capitolo I, 1840)

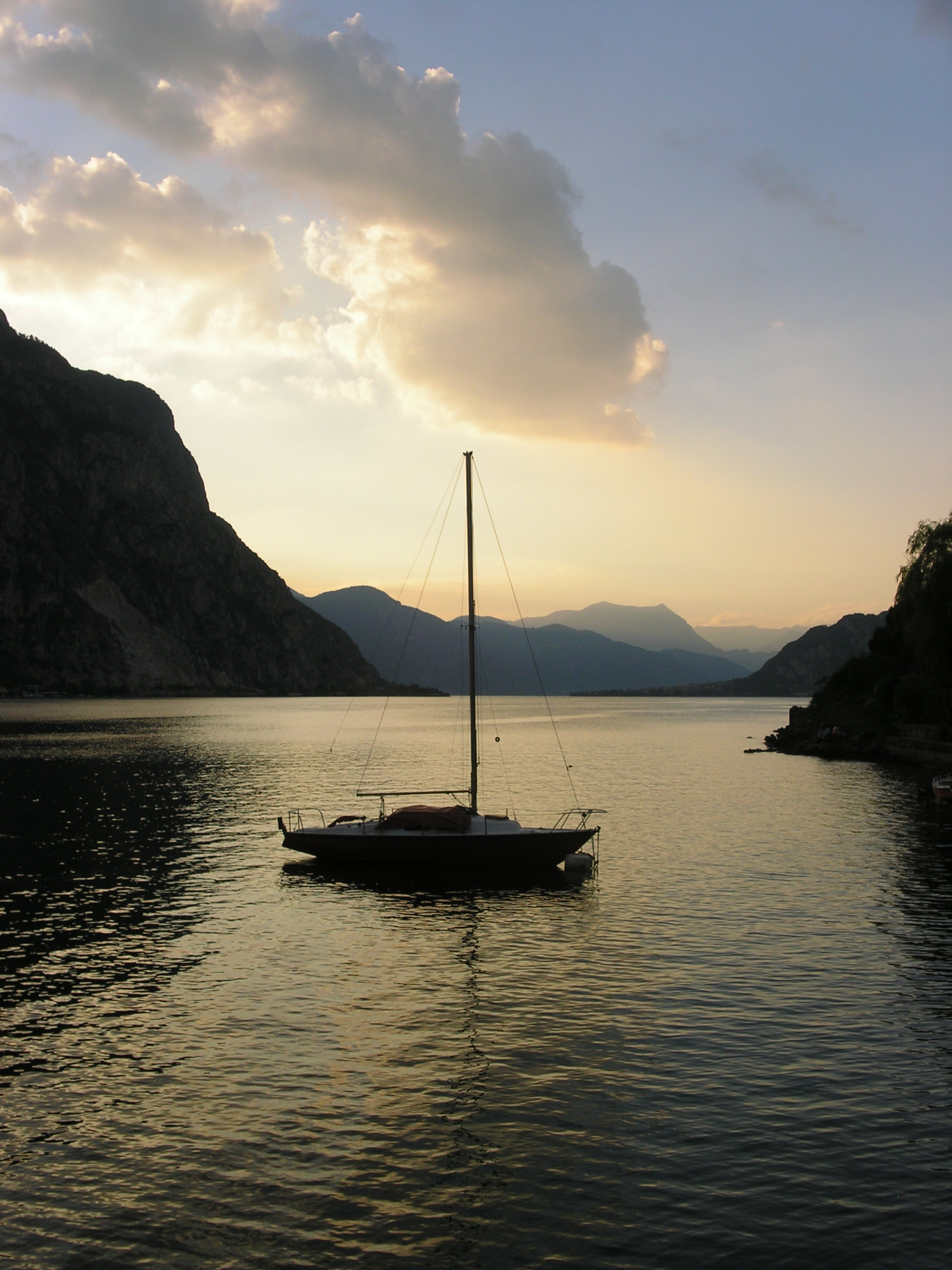
Imbrunire sul ramo orientale

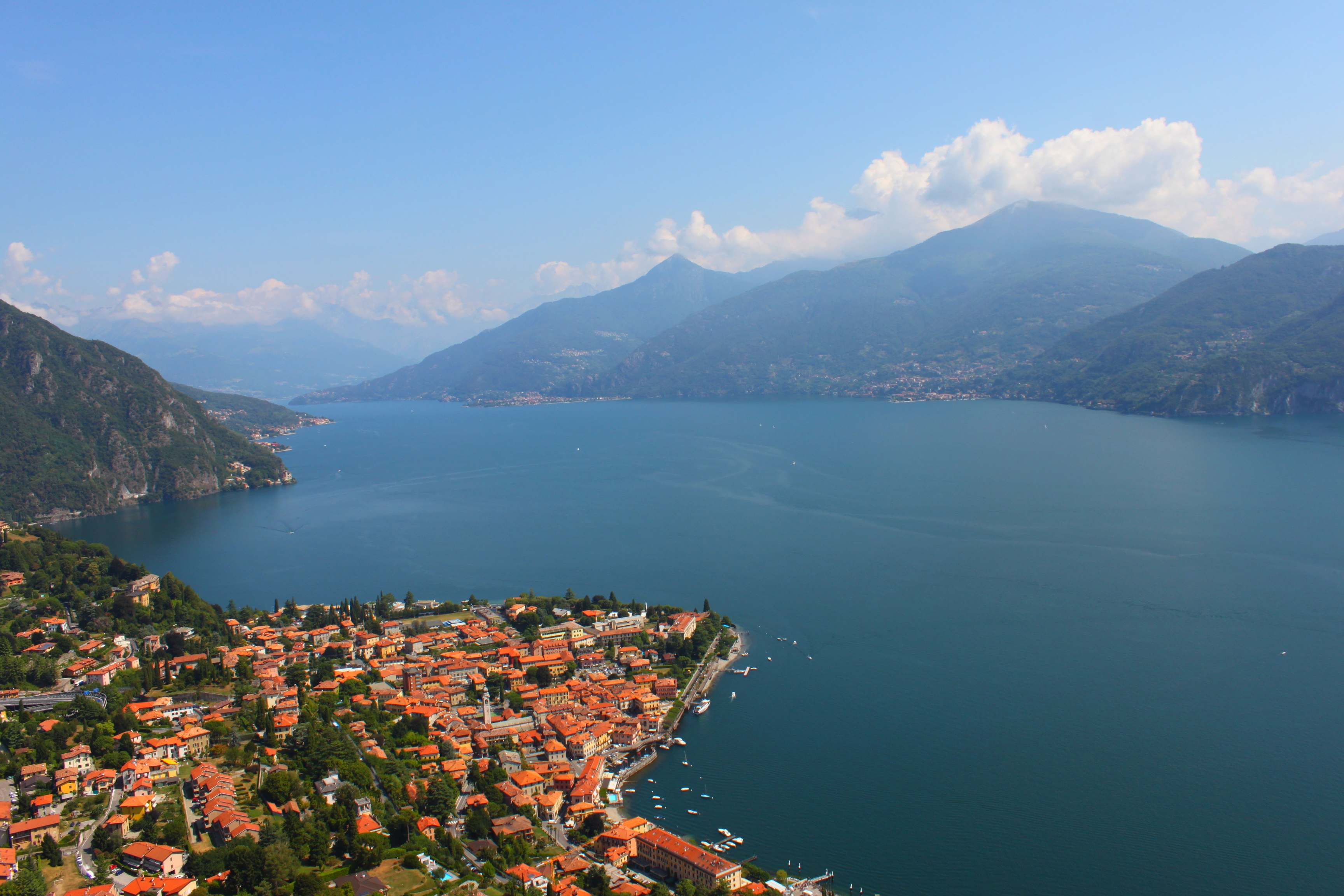
La località di Menaggio e l'alto lago

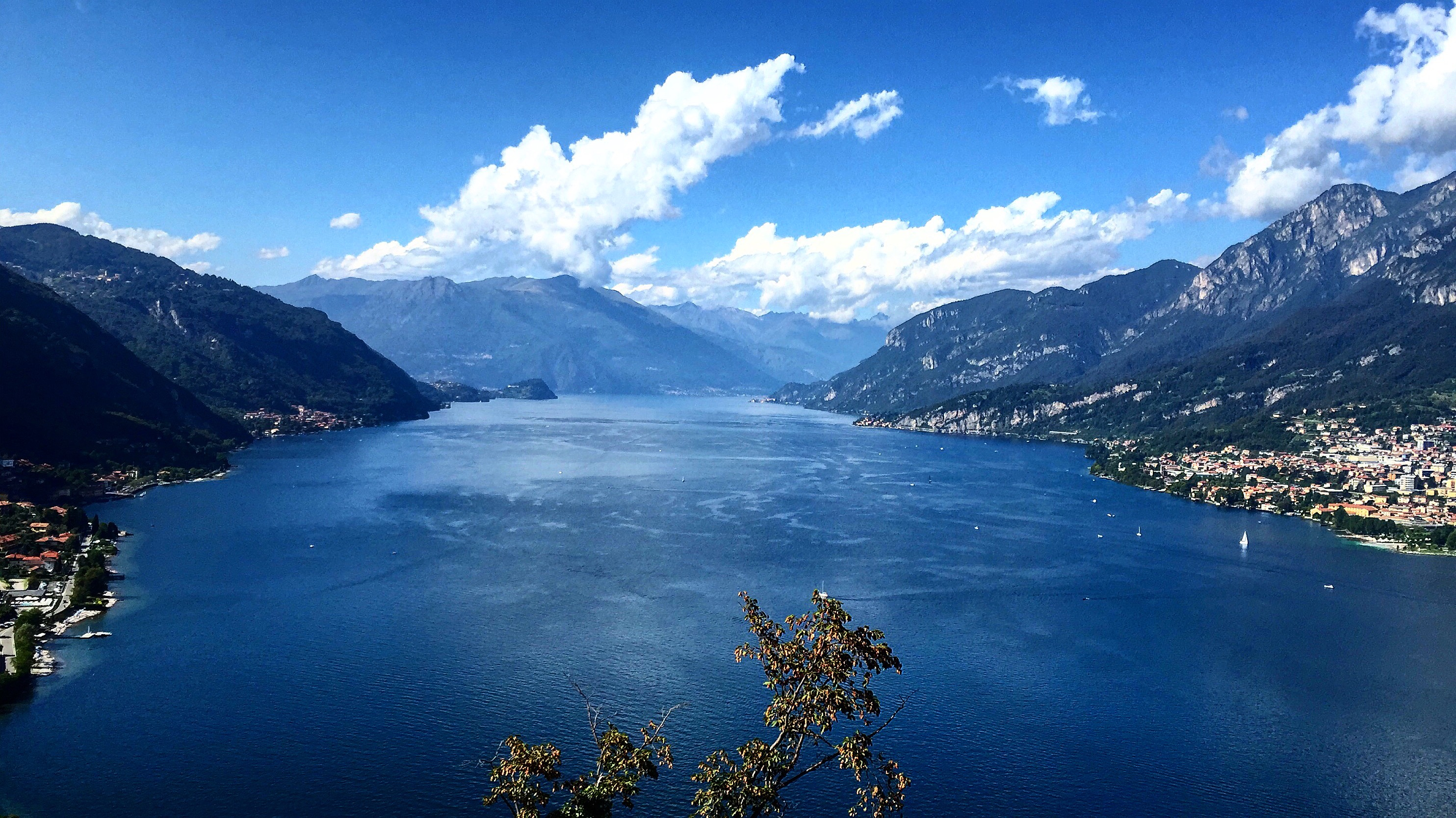
Il ramo lecchese visto dalla Valbrona

Decantato fin dall'Ottocento dai maggiori poeti e musicisti del Romanticismo, da Alessandro Manzoni a Stendhal, da George Gordon Byron a Franz Liszt il paesaggio offre un territorio profondamente variegato e ricco di storia ma nell'insieme discreto e armonioso.
I due principali centri abitati sono Como e Lecco, entrambi situati sulla punta inferiore dei due rami meridionali.
Como è una città carica di storia e nel suo passato è stata di importanza strategica per tutta la regione, tanto da esser in grado di rivaleggiare con Milano. È la città con il più ricco patrimonio storico-artistico del Lario. Sulle sponde del ramo orientale si trova la città di Lecco la quale deve la sua fama al celebre romanzo del Manzoni che in questo territorio ambientò il capolavoro letterario de I promessi sposi.
Arroccata su un promontorio situato al centro del Lario, la località di Bellagio, celebre in tutto il mondo per la bellezza paesaggistica e la mondanità che la contraddistingue, è lo spartiacque che divide i due rami principali del lago. Mentre quello di Lecco offre un panorama più aspro reso suggestivo dalla presenza di calette e insenature alternate a piccole località, quello di Como è caratterizzato dalla presenza dell'unica isola del lago e dalla penisola del Lavedo. Particolarmente tipica è la costa orientale del ramo comasco, impervia e ricoperta di boschi; qui i paesi sono ancora costituiti da antiche case arroccate tra lago e montagna, con ripide scalinate rivierasche.
Tutto il Lario, comunque, è caratterizzato da un paesaggio scosceso che forma un delicato equilibrio con la tipologia costruttiva dei paesi e delle grandi ville storiche, ben visibili da un punto all'altro della sponda grazie all'esigua larghezza del bacino (non più di un chilometro nei due rami meridionali). Anche a causa di questa severa conformazione fisica, il turismo lariano non ha conosciuto il fenomeno "di massa" tipico del lago di Garda, riguardando esclusivamente i salotti dell'aristocrazia e gli artisti che spesso vi erano ospitati; un soggiorno di tipo meditativo che ancora oggi si riscontra nelle ville d'epoca (osservabili dal lago più che dalla strada) e - per contro - dall'antica semplicità dei borghi più umili (Pognana, Careno, Nesso, Brienno, Colonno, Corenno Plinio, ecc.). A Como città e nel centro lago, il turismo di massa nei mesi primaverili ed estivi è però un fenomeno in crescita negli ultimi anni.
A nord, presso i territori comunali di Colico e Dorio, è presente un piccolo golfo incavato, quasi a sembrare uno specchio d'acqua indipendente, chiamato laghetto di Piona; quest'ultimo fa da cornice all'omonima abbazia cistercense che sorge in prossimità delle sue rive delimitata dalla penisola dell'Olgiasca e dal Montecchio Sud. Nella baia sfocia il torrente Merla, le cui acque sono abbondanti solo durante il periodo delle piogge.

### Geologia
L'origine del lago di Como è complessa e tuttora oggetto di ipotesi e discussioni scientifiche. L'origine più probabile è quella prodotta da antiche e profonde escavazioni fluviali durante la crisi di salinità del Mediterraneo nel periodo miocenico e messiniano, rimodellato dalle ripetute erosioni glaciali pleistoceniche negli ultimi due milioni di anni. La sua formazione, avvenuta durante l'era della postglaciazione, oltre un milione e ottocentomila anni fa, è dovuta allo scioglimento di un enorme ghiacciaio che si estendeva sino ai confini della Brianza dove ha formato le attuali colline moreniche.
Il ghiacciaio Abduano, che ha originato il lago, scendeva dalla Valtellina e dalla Valchiavenna allungandosi con due enormi lingue verso la fossa padana; in corrispondenza di Menaggio si ramificava verso il Ceresio dando origine a una faglia, chiamata in geologia linea di Menaggio creando in questa frattura la valle omonima con il lago di Como a est e il lago di Lugano a ovest. Il dislivello relativo tra i due bacini è di 72 metri. Il lago si è formato quindi nella cavità scavata dal ghiacciaio, del quale si possono ancora vedere i segni dell’erosione lasciati sulle rocce delle montagne che circondano il Lario e dai numerosi massi erratici presenti soprattutto sulle alture del Triangolo Lariano.

### Isola

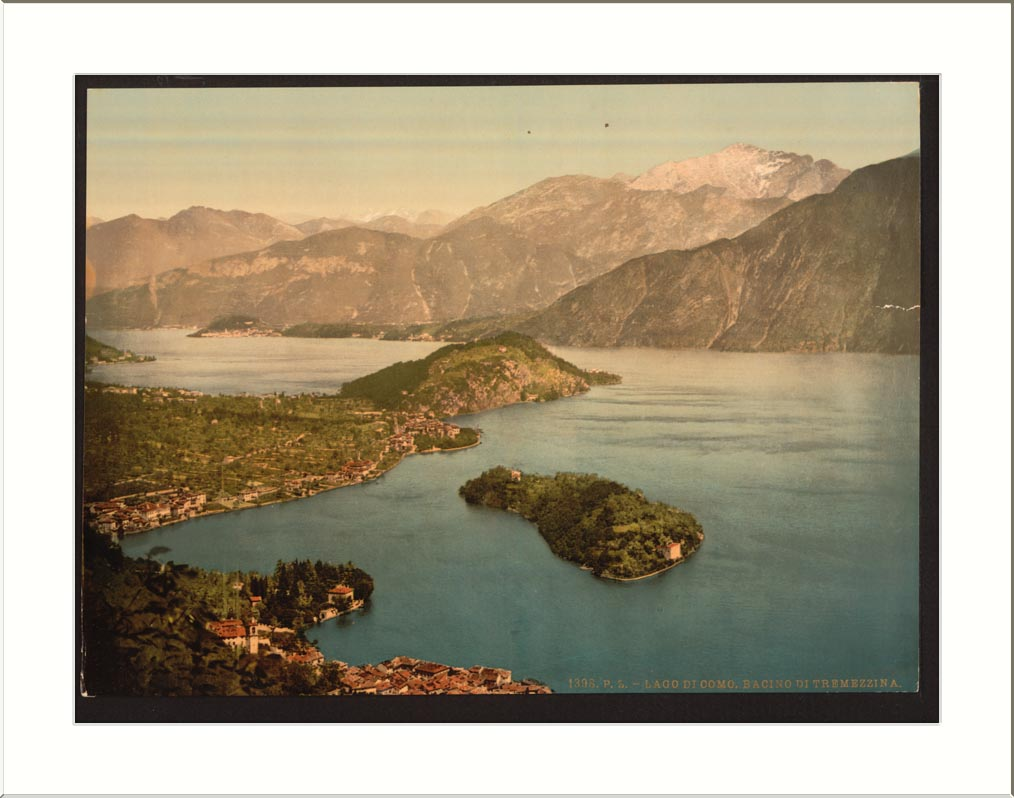
Bellagio, la penisola di Lavedo e l'isola Comacina

L'unica formazione insulare del lago è l'isola Comacina, di modeste dimensioni ma con un prestigioso passato. Nel Medioevo, infatti, l'isola era una roccaforte indipendente e fu al centro di importanti avvenimenti storici. Nel 588 Autari espugnò il castello sconfiggendo il magister militum bizantino Francione debellando così l'ultima resistenza anti longobarda. Nel 1169 venne definitivamente distrutta dai comaschi aiutati dall'alleato germanico Federico Barbarossa come conseguenza della guerra decennale. Da allora, l'isola è rimasta totalmente disabitata. Gli edifici oggi presenti sono la seicentesca chiesetta di San Giovanni, unica rimasta delle nove presenti, la locanda con annesso ristorante dove soggiornò Alfred Hitchcock e le piccole costruzioni razionaliste opera dell'architetto Pietro Lingeri. Le rovine dell'antica basilica di Sant'Eufemia sono il simbolo di antiche vestigia, rievocate annualmente il 29 giugno nella Sagra di San Giovanni.
L'isola è delimitata da una baia detta "Zoca de l'oli", così chiamata per la tranquillità delle acque lacustri e per la crescita spontanea dell'ulivo, oggi in parte ridotta a causa dell'incremento edilizio. Il campanile dello xenodochio di Santa Maria Maddalena di Ossuccio è una delle opere più significative del lago; il soprastante Sacro Monte di Ossuccio è stato inserito dall'UNESCO nella Lista del Patrimonio Mondiale nel 2003. Oltre la baia si protende verso Lenno la penisola di Lavedo che delimita il golfo di Venere e che culmina nella villa del Balbianello, patrimonio del FAI. Anticamente il dosso di Lavedo era un'isola formatasi dal ghiacciaio Abduano, come l'isola Comacina. I detriti alluvionali l'hanno poi congiunto alla terraferma.

## Idrografia

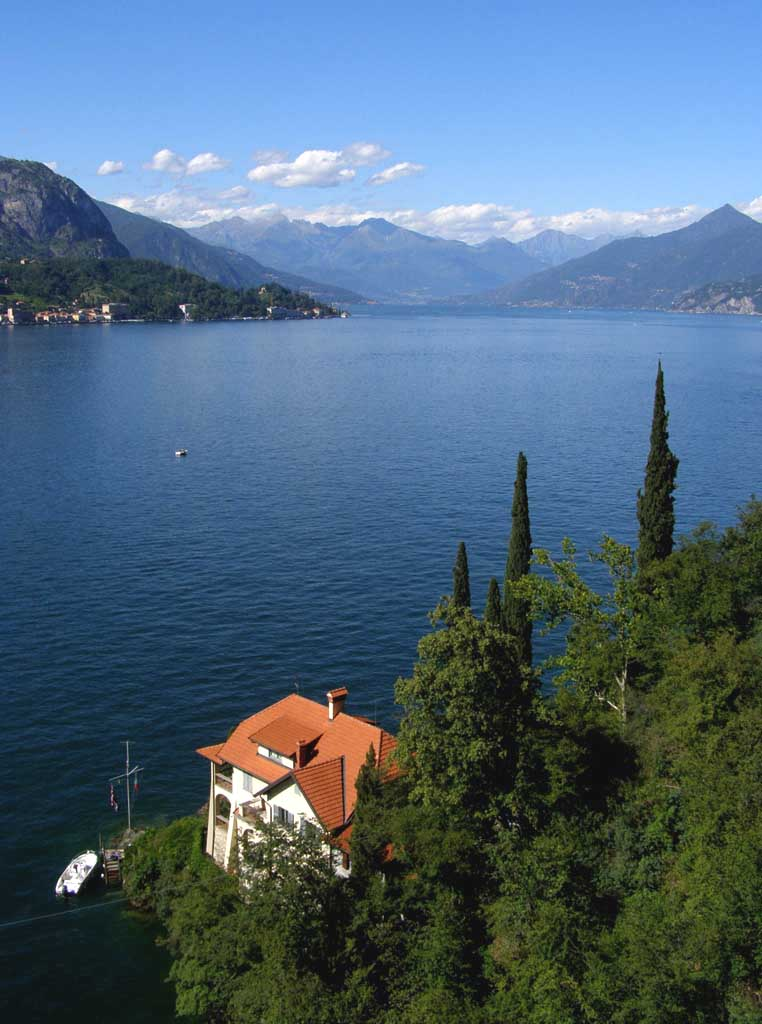
Villa Lucertola con lo sfondo dell'alto lago

### Livello e temperatura dell'acqua
Il livello medio delle acque del Lario, che si trova a 197,37 metri sul livello del mare, subisce variazioni stagionali talvolta di rilievo dovute principalmente alle abbondanti portate degli immissari durante il disgelo: le oscillazioni variano di circa due metri. Le portate abbondanti si presentano tra maggio e giugno, per le piogge e lo scioglimento delle nevi, e in autunno, per le consuete piogge. La regolazione tende dunque ad accumulare acqua nel lago tra aprile, maggio e giugno. Al superamento del livello di 1,20 metri è fissata la soglia di attenzione dove si ha l'esondazione in piazza Cavour a Como; i dati storici sono registrati dall'ente preposto fin dal 1946 mentre la regolazione idraulica del lago di Como è amministrata dal Consorzio dell'Adda. II tema riveste un'importanza notevole considerando l'enorme bacino imbrifero a monte del Lario e la conseguente necessità di evitare allagamenti e regolare lungo l'arco dell'anno il deflusso di acque che vengono impiegate da agricoltura e industria.
L'opera di sbarramento del lago di Como, situata a Olginate, è stata completata nel 1945. La regolazione tende dunque ad accumulare acqua nel lago tra aprile, maggio e giugno, poi il lago si svuota gradualmente tra luglio e settembre, per il forte utilizzo a valle, quindi a settembre comincia un nuovo periodo di invaso che dura sino a novembre e mira a soddisfare le esigenze idroelettriche invernali. Questi dati indicativi possono dunque far prevedere quale potrà essere il livello lacustre e dunque l'agibilità di porticcioli e dei moli in dati mesi dell'anno. La regolazione del lago consente dunque un razionale impiego delle acque e limita i danni provocati dall’acqua alta. Famosissima fu la piena del 1868 avvenuta prima dell'esecuzione delle opere di regolazione che superò di 3,97 metri lo zero idrometrico sommergendo vaste località rivierasche oltre al capoluogo comasco che fu inondato completamente nella zona intorno alla cinta murata.
A causa della sua posizione, nonché per le caratteristiche morfologiche, non è difficile comprendere le motivazioni per cui le acque del lago di Como risultano essere caratterizzate da temperature medio basse che variano di diversi gradi tra le varie località rivierasche principalmente connesse al fatto che esse si trovino o meno vicino a fiumi o grossi torrenti: nel periodo invernale la temperatura è pari a 5/6 °C a ogni profondità mentre nel periodo estivo la temperatura superficiale (10-20 metri di profondità) si aggira intorno ai 23/24 °C.

### Immissari ed emissari

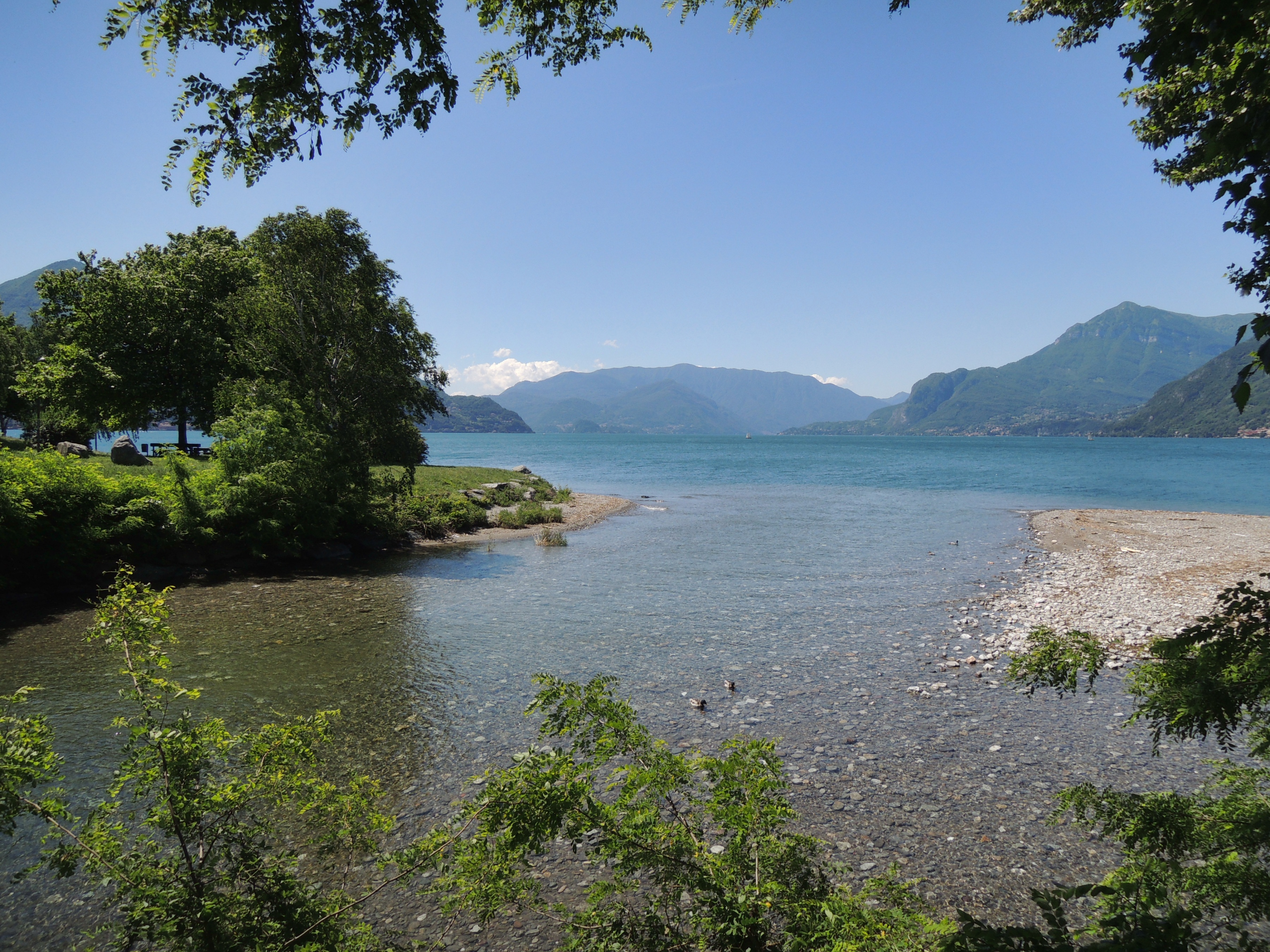
Foce del torrente Varrone a Dervio

Il lago di Como ha 37 immissari. L'immissario principale, nonché unico emissario, è l'Adda (che si immette nel Lario a nord, dove segna il confine tra le province di Como e Sondrio, nei pressi del Pian di Spagna). Accanto a esso vi sono tuttavia molti altri corsi d'acqua che vi confluiscono direttamente. Il principale è il Mera che porta le acque di Valle San Giacomo e Val Bregaglia nel lago di Mezzola, un tempo facente parte del Lario e da esso separato dalla zona umida del Pian di Spagna; assieme all'Adda è l'unico altro fiume di carattere alpino e non a regime torrentizio e risulta l'unico immissario navigabile in quanto anche barche di media stazza possono risalirlo per circa 6 km. Sino al 1858, anno in cui venne rettificato l'attuale letto del fiume Adda, il Mera era un affluente diretto dell'Adda nell'ultimo tratto prima del lago di Como. Tutti gli altri immissari sono caratterizzati da percorso breve e regime torrentizio; essi nascono infatti dalle montagne che circondano e si specchiano direttamente nel Lario. Spesso gli stessi paesi sorgono sui conoidi di deiezione formati nel corso dei millenni dal materiale trasportato a lago da questi torrenti, e basta un'accurata visione di una cartina per rendersene conto.
Partendo da nord e dalla sponda occidentale i principali sono: il San Vincenzo, che entra all'altezza di Gera Lario; il Livo, all'altezza di Domaso; il Liro, poco dopo Gravedona; l'Albano, all'altezza di Dongo; il Sanagra, all'altezza di Menaggio; il Perlana, all'altezza di Lenno; il Telo, all'altezza di Argegno; il Breggia, all'altezza di Cernobbio, il Cosia e il Valduce, che, interrati, entrano direttamente a Como (il primo sfociando accanto allo stadio Giuseppe Sinigaglia, il secondo davanti alla stazione di Como Nord Lago). Sulla sponda orientale, sempre partendo da nord, si trova il Varrone, che sfocia all'altezza di Dervio; il Pioverna, all'altezza di Bellano; il Masna e l'Esino a Perledo, il Meria a Mandello del Lario, il Gerenzone e il Caldone che sfociano entrambi sul lungolago di Lecco. Nella zona del Triangolo Lariano l'unico immissario di una certa rilevanza è il Perlo, che sfocia nel lago all'altezza di Bellagio oltre al Rio Torto che è l'unico emissario del vicino lago di Annone.
A fronte dei numerosi immissari il lago di Como ha, come tutti gli altri laghi prealpini, un solo emissario, che è l'Adda. Esso esce dal lago all'altezza di Lecco e, dopo avere formato i piccoli laghi di Garlate e Olginate, prosegue la sua corsa verso la Pianura Padana e il Po. Data la caratteristica forma a "Y" rovesciata, il ramo di Como riceve un minore apporto d'acqua corrente rispetto al resto del lago. Complice la forte urbanizzazione presente nel bacino comasco, quest'area risulta avere un ricambio delle acque più lento e di conseguenza si registra un maggior inquinamento e una minor balneabilità. Come precedentemente accennato, l'Adda rappresenta, per importanza di portata, il principale emissario e immissario del Lario. Per tale ragione, il fiume dovrebbe svolgere la normale funzione di regolatore di livello idrografico, una sorta di naturale "troppo pieno".

### Regolazione delle portate
La regolazione delle portate di afflusso nel lago di Como è suddivisa in tre diversi regimi idrologici di Adda e Mera.
L'Adda, infatti, oltre al regime naturale del fiume è regolato da venti serbatoi alpini stagionali situati sia in territorio elvetico sia italiano e dalla traversa di Olginate oltre la quale le sue acque proseguono il loro corso verso il Po. I due serbatoi più grandi, entrambi facenti parte della centrale idroelettrica di Premadio, sono quello di San Giacomo di Fraele e quello di Cancano II attigui fra loro nel comune di Valdidentro; oltre alle acque del proprio bacino naturale, il serbatoio di San Giacomo riceve, attraverso il canale Spöl, una parte delle acque della Val di Livigno appartenente al bacino idrografico dell'Inn e del Danubio. Il Mera presenta una diga a Villa di Chiavenna e il Liro suo affluente una a Madesimo e una a Campodolcino. Benché l'inizio della regolazione risalga al 1946, il periodo di osservazione statistica cominciò soltanto nel 1959, anno a cui risalgono le prime osservazioni disponibili relative alla gestione dei serbatoi.

### Le esondazioni
Tutte le località costiere del Lario sono da sempre interessate da fenomeni di straripamenti anche veloci delle sue acque che fuoriescono dagli argini, inondando le zone poste a quote altimetriche inferiori. La città che più di altre subisce tali calamità è Como dove il centro storico è spesso protagonista di esondazioni. Quando le acque del lago raggiungono la quota di 120 centimetri oltre lo zero idrometrico coincidono con l'allagamento di piazza Cavour attivando la soglia d'attenzione. Questa soglia è stata modificata più volte nel tempo passando dai 186 cm nel 1955 ai 125 cm del 1978 fino all'attuale soglia di 120 cm a causa del progressivo abbassamento della piazza di circa 60 cm subito fra il 1965 e il 1973. La quota ha dunque un significato convenzionale e, oltre a non essere costante nel tempo, a causa del fenomeno di subsidenza che solo nell'ultimo decennio si è sostanzialmente fermato subisce anche influenze di tipo meteorologico come la direzione del vento sulla superficie dell'acqua. Di questo fenomeno ne risentono prepotentemente le attività commerciali, la viabilità, la gestione degli acquedotti e delle fogne. Oltrepassata la quota 140 cm i danni iniziano a essere rilevanti in quanto si supera la soglia di allarme dando origine a diffusi fenomeni di esondazione nelle aree prospicienti le sponde.
La prima esondazione documentata è del 1431; dal XV secolo al XXI se ne contano centinaia e alcune molto estese in città, come quella del 1673, ricordata da due lapidi in via Volta e in via Diaz. Nel 1703 l’acqua arrivò, all'interno del Duomo di Como, ai pilastri degli organi. Altre ne seguirono fino al 2010, quando la sistemazione della diga di Olginate costruita nel 1946 e situata a sud di Lecco pose quasi fine alla fuoriuscita straordinaria del lago. I provvedimenti sono stati tuttavia minimi e si limitano alla pulizia dell’alveo dell’Adda a Lecco (ghiaia da togliere e reti o nasse da evitare), mentre a Como, dopo il repentino innalzamento del livello stradale nel tardo Medioevo, non si può far nulla se non sopraelevare, forse, qualche edificio. Il terzo millennio si apre con il lago in piazza Cavour ogni anno: nel novembre 2000, giugno 2001 e novembre 2002. Curiosamente dal 7 gennaio 2008, giorno dell’avvio del cantiere delle paratie, il lago è uscito solo in rare occasioni: nel luglio 2008 con conseguenze notevoli e nel maggio 2010 senza creare però particolari disagi.
Di seguito i principali eventi:

(Dati riferiti all'idrometro di Malgrate e resi attendibili a partire dal 1º gennaio 1946 dall'ente preposto alle osservazioni)
| Anno                         | Altezza oltre lo zero idrometrico | Note |
| ---------------------------- | --------------------------------- | --- |
| 1431                         | ???                               | Prima esondazione di cui si ha una traccia (lettera ducale datata 20 settembre 1431). Dopo tale evento fu aggiunto un nuovo arco al ponte visconteo di Lecco per permettere un maggior deflusso delle acque                               |
| 29 giugno 1673               | ???                               | Punto di esondazione segnalato da due lapidi, in via Volta e in via Diaz (all'altezza del Teatro Cressoni); all'interno del Duomo in corrispondenza degli scalini dell'altare maggiore                                                    |
| 17 giugno 1703               | ???                               | Il livello dell'acqua raggiunse i pilastri dell'organo all'interno del Duomo di Como |
| novembre 1801                | ???                               | Il livello del lago raggiunse il Duomo di Como |
| giugno 1804                  | ???                               | Il livello del lago raggiunse il Duomo di Como |
| novembre 1807                | ???                               | Il livello del lago raggiunse il Duomo di Como |
| maggio 1810                  | ???                               | |
| 1816                         | ???                               | Definita esondazione di notevole entità |
| 1821                         | ???                               | Definita esondazione di notevole entità |
| settembre 1829               | 393 cm                            | |
| 18 giugno 1855               | 356 cm                            | |
| maggio-giugno 1868           | 397 cm                            | Circa ⅓ della città di Como sommersa; massimo livello idrometrico registrato |
| 1886                         | 200 cm                            | |
| 9-13 settembre 1888          | 368 cm                            | |
| 16-17 giugno 1901            | 312 cm                            | |
| settembre 1920               | ???                               | |
| 2 novembre 1928              | ???                               | |
| 4-24 giugno 1946             | 199 cm (livello max 24/6/1946)    | Portata erogata: 549 m³/s (24/6/1946); afflusso al lago: 1112,6 m³/s (22/6/1946) |
| 20-22 giugno 1948            | 205 cm (livello max 21/6/1948)    | Portata erogata: 567 m³/s (21/6/1948); afflusso al lago: 905,8 m³/s (20/6/1948) |
| 13-15 agosto 1948            | 178 cm (livello max 13/8/1948)    | |
| 30 maggio 1951-3 giugno 1951 | 182 cm (livello max 30/5/1951)    | Portata erogata: 561,0 m³/s (30/5/1951) - 546,0 m³/s (31/5/1951); afflusso al lago: 1184 m³/s (27/5/1951) - 987,6 m³/s (28/5/1951) |
| 26-28 giugno 1951            | 205 cm (livello max 26/6/1951)    | Portata erogata: 601 m³/s (25/6/1951); afflusso al lago: 791,8 m³/s (23/6/1951) |
| 8-12 agosto 1951             | 198 cm (livello max 11/8/1951)    | Esondazione del torrente San Vincenzo a Gera Lario che causò la morte di 17 persone (8/8/1951); portata erogata: 589 m³/s (10/8/1951); afflusso al lago: 1178,4 m³/s (8/8/1951);                                                          |
| 12 novembre-14 dicembre 1951 | 208.5 cm (livello max 13/11/1951) | Portata erogata: 617 m³/s (12/11/1951); afflusso al lago: 1030,6 m³/s (11/11/1951) |
| 28-30 ottobre 1953           | 203 cm (livello max 30/10/1953)   | Portata erogata: 598 m³/s (29/10/1953) |
| 25-27 agosto 1954            | 149 cm (livello max 25/8/1954)    | |
| 28-30 agosto 1956            | 150 cm (livello max 29/8/1956)    | Afflusso al lago: 1019,8 m³/s (3/9/1956) |
| 25 giugno 1957               | 197 cm                            | Afflusso al lago: 1118 m³/s (24/6/1957) |
| 11-12 giugno 1960            | 159 cm                            | |
| 9 luglio 1960                | 168 cm                            | Portata erogata: 520 m³/s; afflusso al lago: 690,6 m³/s (26/6/1960) |
| 18-26 settembre 1960         | 241 cm (livello max 21/9/1960)    | Portata erogata: 675 m³/s (21/9/1960); afflusso al lago: 1212,2 m³/s (17/9/1960) |
| 25 ottobre-4 novembre 1960   | 203 cm (livello max 31/10/1960)   | Portata erogata: 603 m³/s (30/10/1960); afflusso al lago: 938,2 m³/s (29/10/1960) |
| 10 giugno 1961               | 151 cm                            | |
| 17-22 agosto 1963            | 172 cm (livello max 19/8/1963)    | Portata erogata: 561 m³/s (22/8/1963) |
| 5-11 novembre 1963           | 232 cm (livello max 7/11/1963)    | Portata erogata: 644 m³/s (7/11/1963); afflusso al lago: 1307,8 m³/s (4/11/1963) |
| 3-14 settembre 1965          | 216.5 cm (livello max 4/9/1965)   | Portata erogata: 723 m³/s (4/9/1965); afflusso al lago: 1242 m³/s (2/9/1965) |
| 2 ottobre 1965               | 185.5 cm                          | Portata erogata: 652 m³/s |
| 6 agosto 1967                | 145 cm                            | |
| 17 settembre 1968            | 181 cm                            | Portata erogata: 604 m³/s |
| 17-18 luglio 1973            | 166 cm                            | Portata erogata: 798,8 m³/s (16/7/1973) |
| 15-16 settembre 1976         | 170.5 cm (livello max 16/9/1976)  | Portata erogata: 604 m³/s (16/9/1976); afflusso al lago: 1007 m³/s (14/9/1976) |
| 30 settembre-8 ottobre 1976  | 259.5 cm (livello max 4/10/1976)  | Portata erogata: 895 m³/s (5/10/1976); afflusso al lago: 1777,6 m³/s (3/10/1976) |
| 1-2 agosto 1977              | 151.5 cm (livello max 1/8/1977)   | Portata erogata: 520 m³/s (1/8/1977) - 497 m³/s (2/8/1977); afflusso al lago: 755,6 m³/s (31/7/1977) |
| 23 agosto-1 settembre 1977   | 192.5 cm (livello max 1/9/1977)   | Portata erogata: 641 m³/s (31/8/1977) - 643 m³/s (1/9/1977); afflusso al lago: 1214,4 m³/s (30/8/1977) - 775,4 m³/s (31/8/1977) |
| 8-10 agosto 1978             | 217 cm                            | Portata erogata: 1090 m³/s |
| 18-22 ottobre 1979           | 261.5 cm                          | Portata erogata: 868 m³/s (18/10/1979); afflusso al lago: 1400 m³/s (16/10/1979) |
| 10-13 luglio 1980            | 197.5 cm (livello max 10/7/1980)  | Portata erogata: 651 m³/s (10/7/1980) - 620 m³/s (11/7/1980); afflusso al lago: 1504,8 m³/s (9/7/1980) - 525 m³/s (10/7/1980) |
| 29 settembre 1981            | 157 cm                            | Afflusso al lago: 1164,5 m³/s (27/9/1981) |
| 15-25 maggio 1983            | 210.0 cm (livello max 24/5/1983)  | Portata erogata: 640,7 m³/s (22/5/1983) - 719,3 m³/s (23/5/1983) - 736,7 m³/s (24/5/1983) - 686,6 m³/s (26/5/1983); afflusso al lago: 1172,6 m³/s (15/5/1983) - 1157,5 m³/s (16/5/1983) - 1329,5 m³/s (22/5/1983)                         |
| 18-29 luglio 1987            | 264 cm (livello max 21/7/1987)    | Alluvione in Valtellina; massima portata di deflusso registrata: 918 m³/s; portata erogata: 825,6 m³/s (19/7/1987) - 917,7 m³/s (20/7/1987); afflusso al lago: 802,0 m³/s (17/7/1987) - 1835,6 m³/s (18/7/1987) - 1657,2 m³/s (19/7/1987) |
| settembre/ottobre 1993       | 264 cm (livello max 15/10/1993)   | Livello di esondazione superato per 33 giorni consecutivi: dal 25/9 al 28/10/1993; portata erogata: 847,4 m³/s (15/10/1993); afflusso al lago: 1627,3 m³/s (2/10/1993) - 1397.5 m³/s (8/10/1993)                                          |
| 29 giugno-8 luglio 1997      | 233.5 cm (livello max 1/7/1997)   | Portata erogata: 765,7 m³/s (30/6/1997) - 750,6 m³/s (1/7/1997) - 647 m³/s (4/7/1997); afflusso al lago: 1529,4 m³/s (27/6/1997) - 1384 m³/s (28/6/1997) - 1101,4 m³/s (29/6/1997) - 824,5 m³/s (1/7/1997)                                |
| 17-21 novembre 2000          | 208.5 cm (livello max 19/11/2000) | Portata erogata: 731,1 m³/s (18/11/2000); afflusso al lago: 1397,5 m³/s (17/11/2000) |
| 26 novembre-5 dicembre 2002  | 261.5 cm (28/11/2002)             | Disastrosa frana in Valsassina; portata erogata: 879,3 m³/s (29/11/2002); massima portata di afflusso registrata: 1849,7 m³/s (25/11/2002)                                                                                                |
| 14-16 luglio 2008            | 160 cm (livello max 15/7/2008)    | Portata erogata: 572,8 m³/s (14/7/2008) - 625,6 m³/s (15/7/2008) - 616,5 m³/s (16/7/2008) - 593,5 m³/s (17/7/2008); afflusso al lago: 1201,8 m³/s (13/7/2008) - 791,2 m³/s (14/7/2008)                                                    |
| 4-10 ottobre 2020            | 157.6 cm (livello max 5/10/2020)  | Portata erogata: 606.8 m³/s (4/10/2020)- 633.9 m³/s (5/10/2020); afflusso al lago: 887.5 m³/s (3/10/2020) - 1566,2 m³/s (4/10/2020) |
| 31 Ottobre-10 Novembre 2023  | 171.2 cm (livello max 4/11/2023)  | Portata erogata: ~800 m³/s (3/11/2023); afflusso al lago: ~1200 m³/s (3/11/2023) - 791,2 m³/s (14/7/2008) |

## Clima

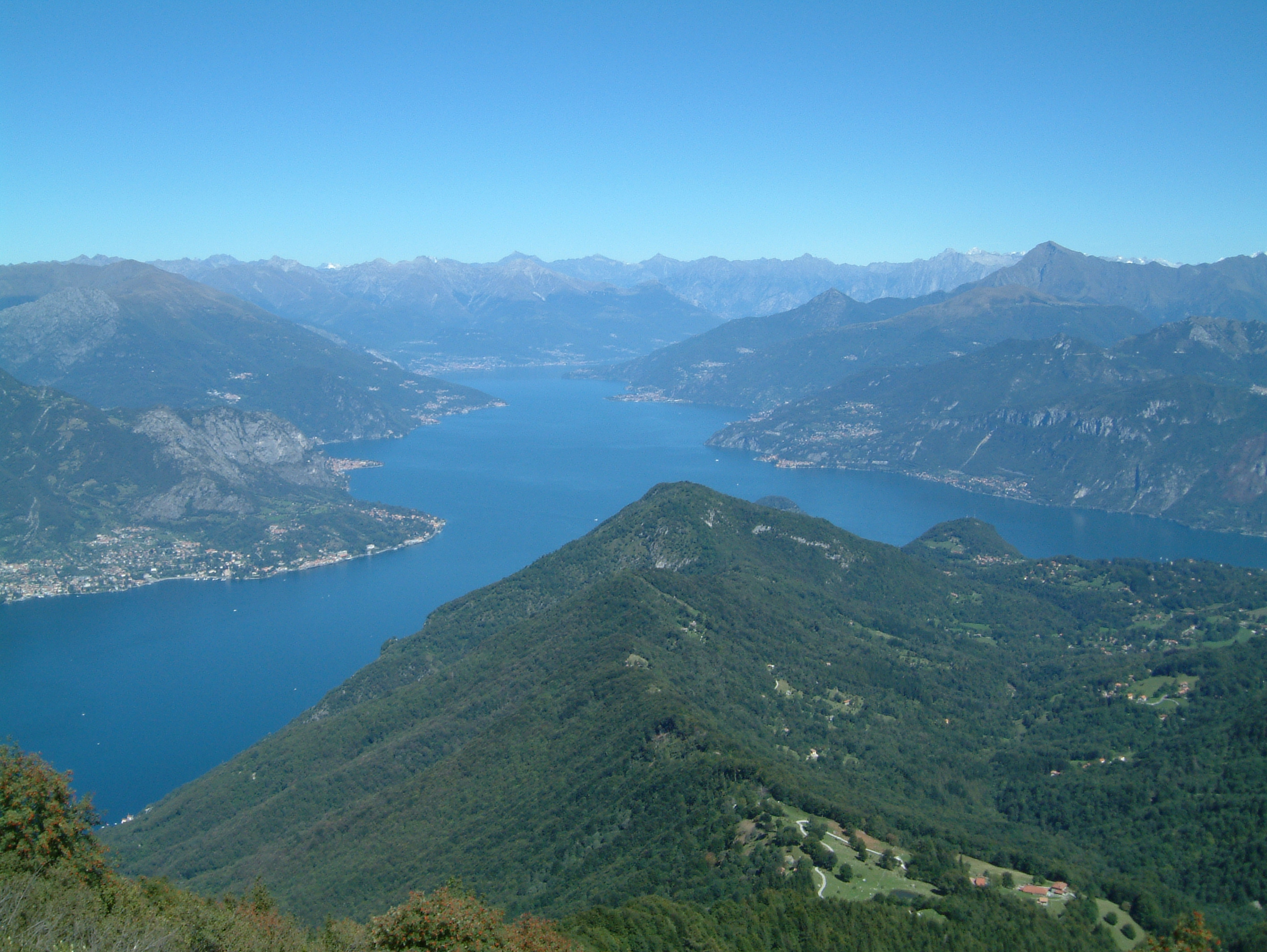
Panorama verso nord dal Monte San Primo

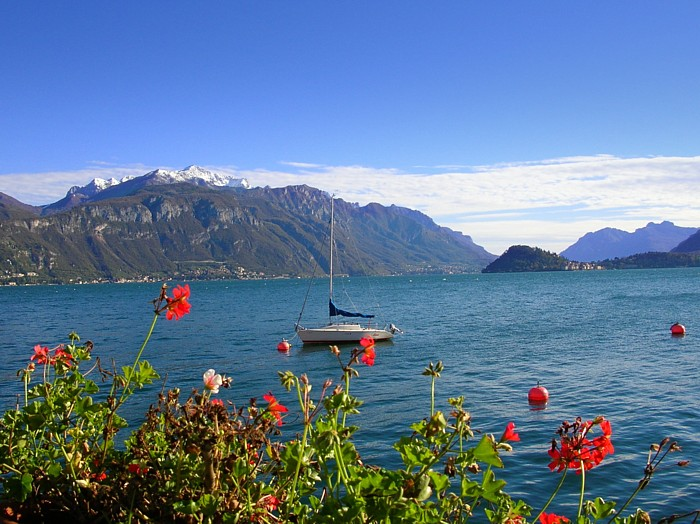
Veduta del centro lago

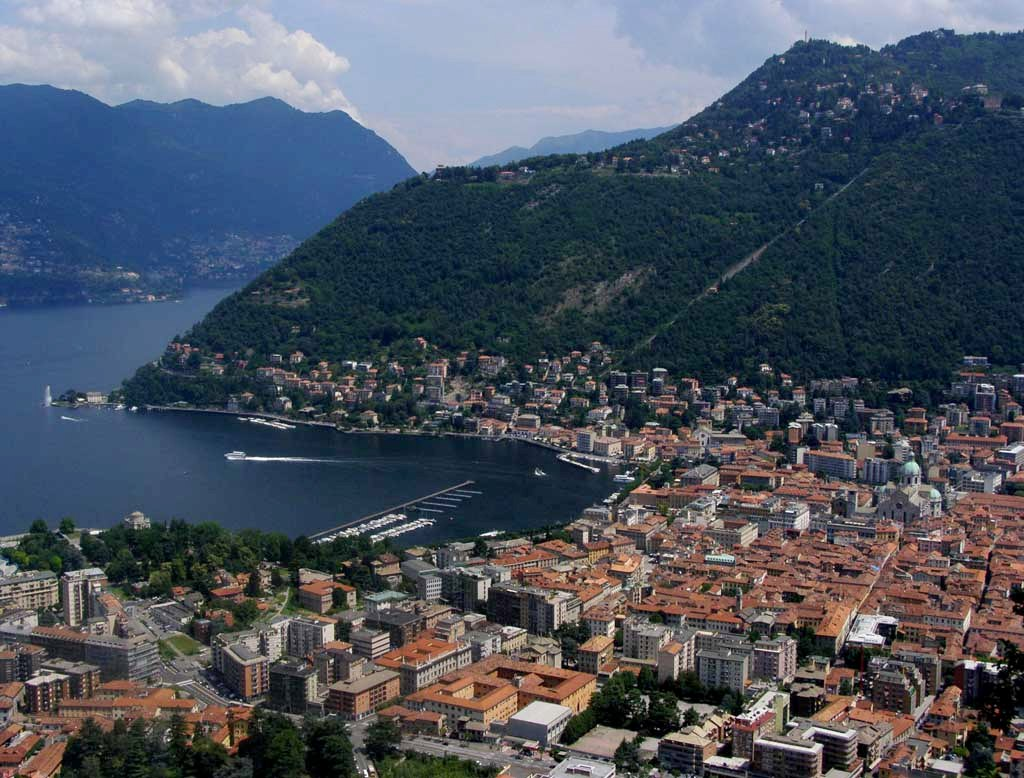
Centro di Como

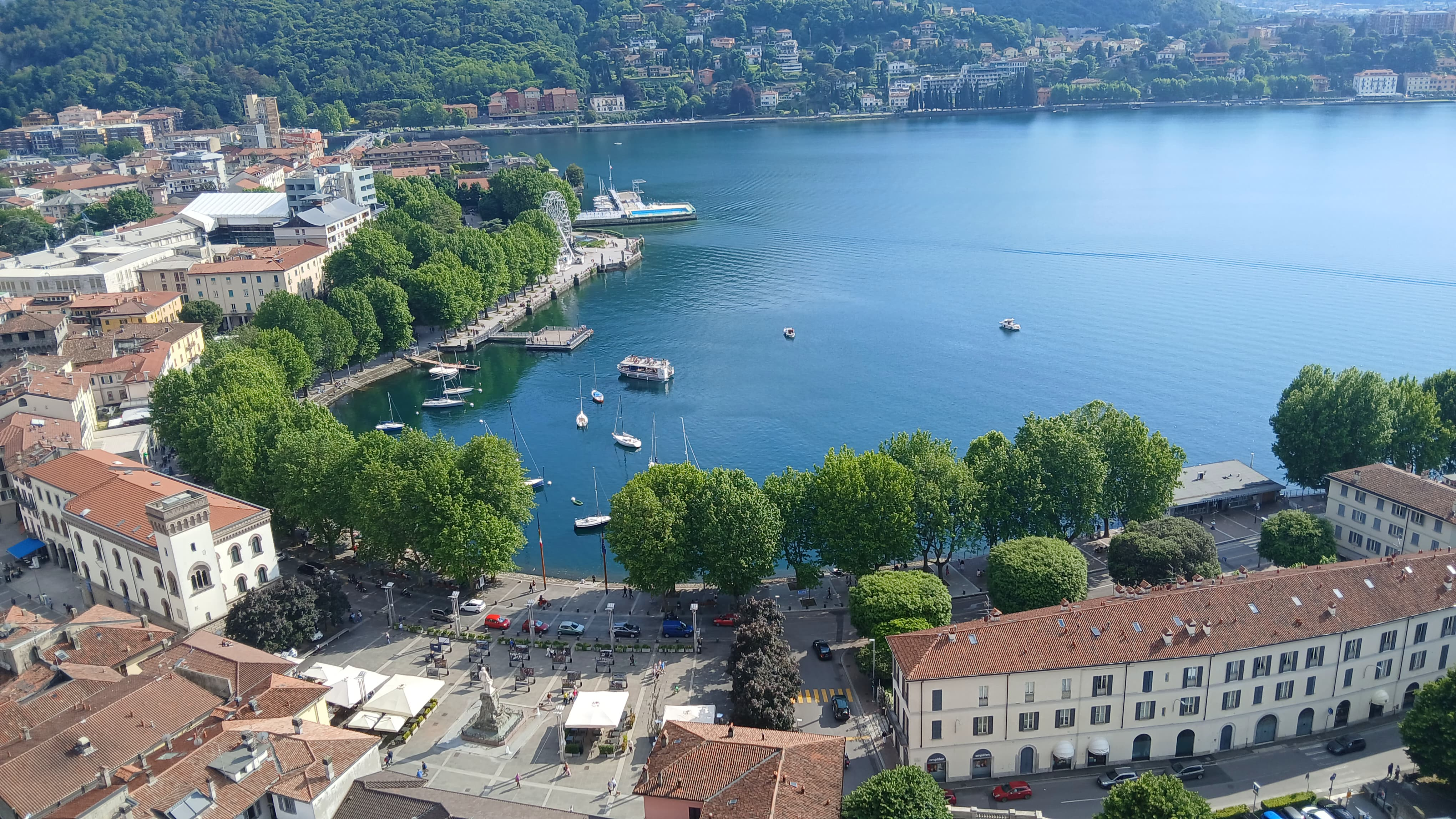
Panorama del golfo di Lecco dal campanile di San Nicolò

Il clima è quello continentale della Lombardia, lievemente mitigato dalla massa d'acqua lacustre. Più freddo, comunque, del lago di Garda, presenta piccole differenze da zona a zona determinate dall'orografia locale. È rigido nel ramo comasco, specialmente nella sponda interna esposta a nord, più mite nel centro lago e lungo la riviera orientale lecchese. Le precipitazioni sono maggiori a occidente e nel Triangolo Lariano.

### Venti
Il lago di Como è protetto dalla catena alpina dai venti freddi che spirano dal nord Europa ma nel momento in cui impattano sulle montagne circostanti, o semplicemente si incanalano lungo le sponde, i venti sinottici subiscono spesso forti variazioni di intensità e direzione, determinando spesso locali rinforzi o mollane. In generale i venti di brezza hanno la maggiore forza quando i contrasti termici tra acqua e terreno e tra pianura e montagne sono più evidenti. Ciò nonostante su tutto il territorio lariano il fenomeno è alimentato principalmente da due venti locali e a ore regolari: la Breva e il Tivano.
- la Breva (da Brivio, località lungo l'Adda da cui questo vento spira) è determinato dalla differenza termica dell'aria più fredda presente sul lago e sulla Pianura Padana rispetto alle coste e alle montagne alpine. Proveniente da meridione il vento soffia in maniera costante e senza eccessive variazioni di direzione (se non determinate dalla particolare orografia dei luoghi) da mezzogiorno sino a poco prima del calare del sole rimanendo comunque più intenso da Dervio verso nord. Non è raro assistere a una Breva di 20 nodi, in particolare nel periodo di tarda primavera o inizio autunno dando sollievo al caldo diurno, ovvero quando i contrasti termici tra terreno e acqua e tra montagne e pianura sono maggiori. In alto lago è facile intuire l'arrivo della Breva, e anche la sua intensità con un certo preavviso, osservando l'intensità della foschia verso Bellagio: tanto meno si riesce a scorgere il promontorio bellagino, tanto più intenso sarà il vento. Se le condizioni meteorologiche sinottiche favoriscono sin dal mattino la comparsa di vento da sud, è molto probabile che durante il giorno la Breva si presenti particolarmente forte, con punte sino a 25 nodi. In basso lago si fa attendere più a lungo, rimanendo spesso un'illusione. Questo avviene soprattutto nel ramo di Como, dove la conformazione del lago non permette al vento di distendersi regolarmente. Fa eccezione la zona tra Argegno e Brienno, dove riesce a soffiare con una certa regolarità, seppur debole rispetto all'alto lago.
- il Tivano (dal francese petit vent, vento debole) è un vento meno forte e durevole ma presente in maniera regolare tutto l'anno che soffia la notte e durante le prime ore del mattino dai quadranti settentrionali determinato dalla differenza di temperatura tra l'acqua relativamente calda e il terreno ancora freddo raggiungendo una velocità media di 12-15 nodi nel basso lago specialmente nel ramo lecchese dove il fenomeno raggiunge i suoi picchi. La natura termica del fenomeno è spesso accompagnata da una leggera foschia che si dirada velocemente. I dislivelli termici tra lago e costa, e tra Pianura Padana e montagne, si vanno infatti progressivamente colmando e a breve il Tivano, laddove presente, si attenua, lasciando spazio a una situazione di calma. L'assenza del vento in basso lago è generalmente segnale premonitore dell'arrivo di brutto tempo.

Allo scemare del contrasto termico, il vento, dove non scompare, cambia direzione, sino a provenire dalle montagne circostanti: sono questi i venti montivi, che soffiano dal tramonto sino alle prime ore della notte dalle vallette laterali, in maniera parecchio irregolare e non riuscendo in alcun caso a stendersi su tutta l'estensione del lago. I temporali estivi, alterando il normale regime delle brezze, lasciano spazio a un ulteriore nutrito ventaglio di venti laterali particolarmente insidiosi. Il più temibile di questi è il menaggino, che scende improvviso in luglio e agosto dal corridoio della Val Menaggio che sconvolge le acque e crea pericolo per le barche. Altri venti con la stessa modalità soffiano dalle vallate circostanti: il garzeno dalla Valle Albano, il sant'Anna dalla Val d'Intelvi, il bellanasco dalla Valvarrone e altri minori.

## Ambiente

### Flora e fauna

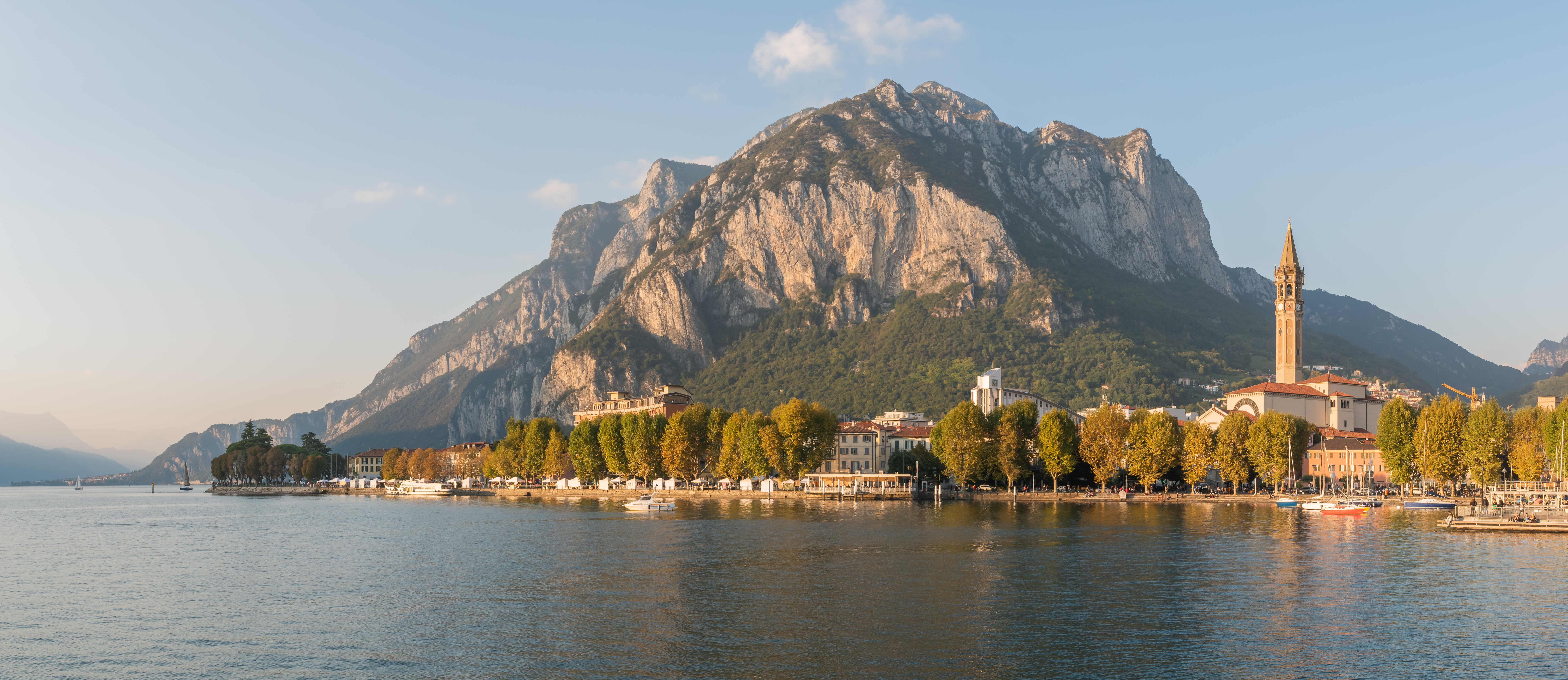
Vista di Lecco e, sullo sfondo il Monte San Martino

Il territorio lariano, che costituisce un'area a clima privilegiato e mite, è una zona protetta per via della presenza di fauna e flora particolari sempre più rare in Italia. Presso il Museo delle Grigne a Esino Lario è presente una ricca sezione naturalistica dedicata all'analisi dettagliata delle diverse zona fito-climatiche del territorio lariano suddivise per fasce altimetriche e ambientazioni naturalistiche dell'ambiente.
ll clima e le piogge (2 000 mm circa l’anno), concentrate in primavera e in autunno, favoriscono lo sviluppo di una flora di tipo mediterraneo: olivo, alloro e cipresso sono frequenti sui pendii che fiancheggiano il lago mentre nei parchi delle ville si trovano anche piante tropicali e subtropicali che si sono ben adattate. La vegetazione è ripartita per zone altimetriche, con essenze mediterranee lungo la costa, querce e castagni nella zona collinare (500-800 metri), faggeti, abeti, larici e pini mughi in montagna. Il piano più elevato (fino a 2 000 metri) è caratterizzato da ginepri, rododendri, mirtilli e ontani verdi.
L'ittiofauna del lago conta oltre 26 specie ittiche di cui alcune autoctone. Nonostante la pesca in passato fu una delle attività eminenti del territorio, la particolare morfologia del lago di Como, caratterizzata da ripide sponde subito digradanti verso grandi profondità, determina una grande estensione della zona pelagica a discapito di una zona litorale molto ridotta e circoscritta. Ne consegue che il popolamento ittico è in gran parte costituito dalle specie pelagiche, come i coregoni (presenti nelle due specie quali il lavarello e la bondella), la trota di lago, l'agone e l'alborella; con l'eccezione di quest'ultima, che si spinge nella zona litorale anche per motivi alimentari, queste specie trascorrono gran parte della loro esistenza in profondità, cibandosi di zooplancton mentre sulle rive la loro pur abbondante presenza è avvertibile solo durante il periodo riproduttivo, quando gli esemplari maturi si portano sui bassi fondali per la deposizione delle uova. Di essi solo la bondella predilige anche per la riproduzione i fondali profondi sino a 50 metri.
Le specie ittiche più legate all'ambiente litorale, estremamente ridotto, raggiungono localmente densità molto elevate ma, nell'insieme, costituiscono una componente largamente minoritaria dell'ittiofauna lacustre. Molte delle specie caratteristiche della zona litorale del Lario appartengono alla famiglia dei ciprinidi, come il triotto, il cavedano, il pigo, la scardola e la tinca. Tra i predatori litorali, spicca per importanza il persico reale, mentre il luccio non raggiunge popolazioni consistenti a causa dell'habitat poco congeniale alle sue esigenze dipendente da una generale scarsità di vegetazione acquatica sommersa unitamente alla ripidità delle sponde. Le piante acquatiche costituiscono infatti il substrato naturale per la deposizione delle uova e l'ideale territorio di caccia del luccio, che non a caso raggiunge densità decisamente più elevate nell'estrema porzione settentrionale del lago e nel canale del Mera, dove sono tuttora presenti vaste aree a canneto.
Il carassio e il pesce gatto nero hanno recentemente fatto la loro comparsa nelle zone litorali del Lario ma la loro presenza è ancora molto rara. Con ancora minore frequenza è possibile avvistare qualche raro esemplare di persico trota, pesce predatore tipico dei bassi fondali ricchi di vegetazione acquatica e pertanto non molto attratto dalle ripide sponde del Lario. Alcune specie alloctone si sono rivelate invasive e dannose per l'ecosistema lacustre e sono oggetto di interventi di contenimento, ad esempio il siluro, il gardon e il carassio ma è il gambero della Louisiana che, data la sua aggressività, si è sviluppato in maniera prepotente nelle acque del lago superando le specie autoctone. Importante l'incubatoio Marco de Marchi di Fiumelatte, moderno stabilimento per la piscicoltura. La pesca sul lago è oggi severamente regolamentata. Sulle sponde del lago in una cava nei pressi del comune di Perledo a fine 1800 sono stati ritrovati anche fossili di pesci preistorici come il Perleidus e il più famoso rettile Lariosaurus, scambiato erroneamente per il mostro del Lario, il cui primo esemplare fossile fu rinvenuto a Perledo circa nel 1830.

### Aree protette e parchi naturalistici

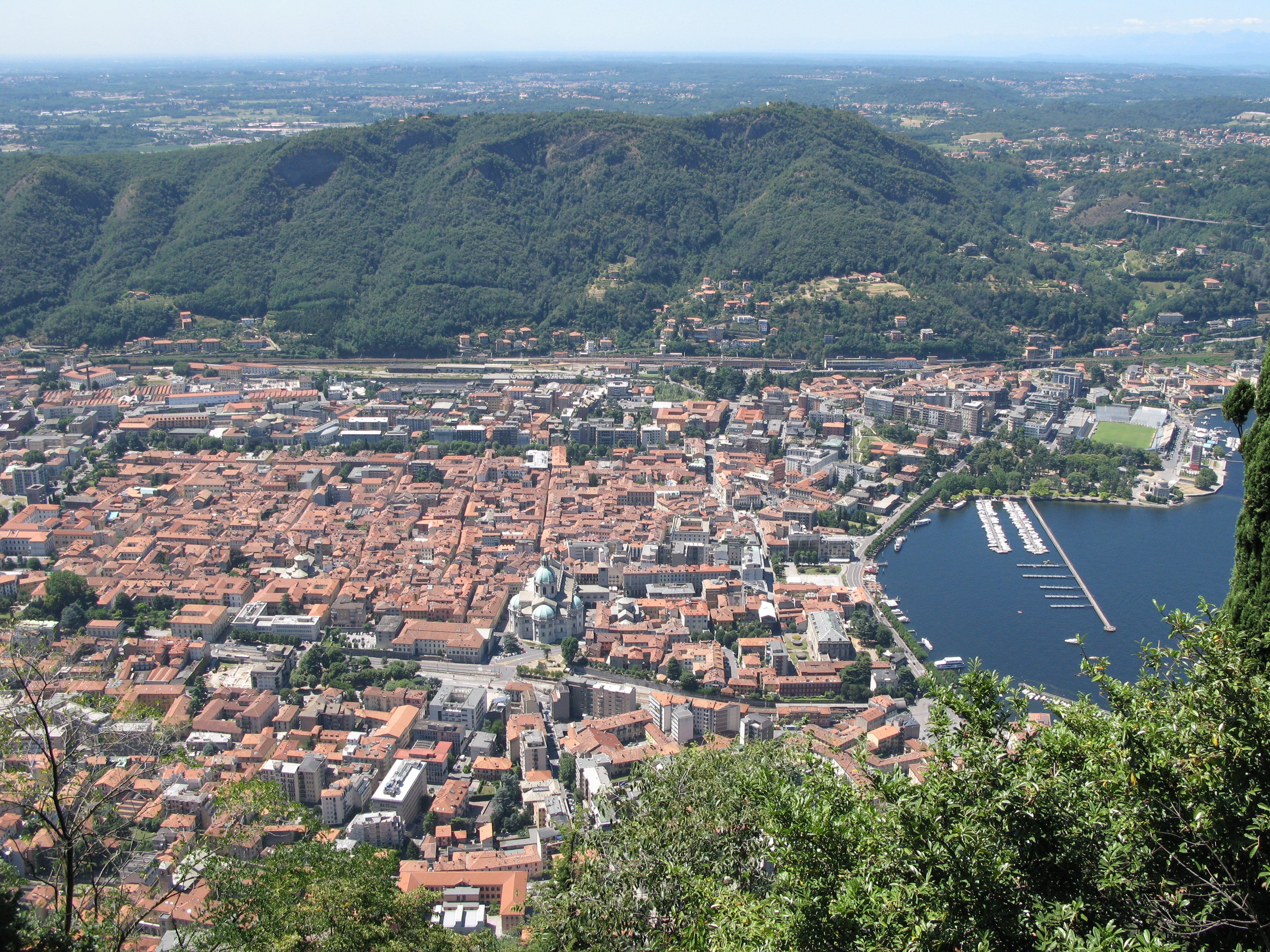
Centro storico di Como delimitato dal Parco Spina Verde

Tutto il territorio lariano, dall'alto lago fino alla Brianza passando per le valli montane è un'area caratterizzata da parchi e riserve naturali protette, ricche di vegetazione e popolati da numerose specie animali. Grazie alle numerose proposte e attività svolte i parchi sono mete ideali per gli amanti del trekking e del turismo didattico.
I parchi regionali che circondano il lago di Como sono:
- Parco Adda Nord che comprende i territori di pianura attraversati dal fiume Adda, a valle del Ramo di Lecco;
- Parco della Grigna Settentrionale situato sulla sponda orientale fra il lago e le Alpi Orobie attorno al Gruppo delle Grigne;
- Parco Spina Verde di Como che si estende sulla fascia collinare a nord ovest di Como;
- Parco naturale del Monte Barro incastonato fra il lago di Como, il lago di Garlate e il lago di Annone;
- Parco regionale della Valle del Lambro che si estende dal Triangolo Lariano fino al Parco di Monza seguendo il percorso del fiume Lambro.

Oltre ai parchi regionali sono numerose le riserve naturali, autentiche perle del lago di Como caratterizzate da una grande varietà di flora e fauna. Tra queste spicca la Riserva del Pian di Spagna che domina l'Alto Lago, alla quale si aggiungono aree più piccole ma non meno incantevoli come quella presso il lago di Sartirana, il parco Valle Albano e la riserva di Malascarpa.

### La speculazione edilizia
Nonostante il Lario sia rimasto relativamente intatto fino agli anni 1990, il recente fenomeno dell'incremento edilizio ha incontrato una grande opposizione da parte della popolazione più sensibile - con l'appoggio della stampa locale - che individua nello sviluppo residenziale incontrollato uno scempio alla delicata tipologia costruttiva, culturale e ambientale del territorio. Diffuso in tutta Italia (soprattutto sul lago di Garda), il fenomeno è al centro di numerose polemiche che nel 2007 hanno portato a una decisione politica bipartisan atta a revisionare il sistema vigente e alla nascita di alcuni comitati di cittadini, tra cui spicca la firma di George Clooney.
In pratica, si chiede che il rilascio delle autorizzazioni edilizie da parte dei comuni (liberalizzato dalla Regione Lombardia con una legge del 1997) debba sottostare al vincolo statale della soprintendenza, molto restrittiva per quanto concerne la salvaguardia dell'ambiente e del delicato paesaggio lacustre. Si chiede, inoltre, l'inserimento totale del Lario nella lista del patrimonio mondiale dell'UNESCO, oggi limitato alla sola località di Ossuccio.

### Inquinamento
Nel 2018, durante il monitoraggio scientifico a cura di Legambiente, è emerso che il Lario risulta il lago italiano con la densità media più alta riguardo alla presenza di microplastiche: 157 000 frammenti per chilometro quadrato. La zona più inquinata risulta essere quella settentrionale in corrispondenza del restringimento situato fra Santa Maria Rezzonico e Dervio dove è stato registrato un picco di 500 000 particelle per chilometro quadrato. La colpa di questa situazione è da attribuirsi agli scarichi fluviali che spesso non sono adeguati a filtrare e trattenere le microplastiche. Non solo il bacino, ma anche i fiumi immissari sono stati presi in considerazione nello studio e, nel caso del Lario, nell’Adda sono state rilevate 0,26 particelle ogni metro cubo di acqua, con un incremento del 62% del numero di microplastiche a valle del depuratore. Durante il convegno sulla presentazione dei risultati 2018 è stato fatto anche il punto sullo stato ecologico e chimico del lago di Como il quale è stato classificato come sufficiente nonostante nel 2012 risultava essere il più inquinato d'Italia.
Al di là dell’attività di Legambiente, che effettua un prelievo annuale, il controllo della balneabilità del lago è comunque affidato a tre differenti Agenzie di tutela della salute a seguito della recente riforma sanitaria della regione. Nel complesso la balneabilità è di buon livello con l'eccezione della città di Como dove si raggiunge la sufficienza. Di livello eccellente invece le località dell'alto lago e dell'intero ramo lecchese il quale gode di un più favorevole riciclo delle acque in virtù del fatto che l'unico emissario si trova nei pressi del capoluogo. 
I campionamenti specifici, effettuati durante l'intera stagione estiva, è sempre disponibile online dai siti di competenza delle Agenzie:
- Ats Montagna: per la sponda occidentale da Schignano a Gera Lario;
- Ats Insubria: per la città di Como ed entrambe le sponde del triangolo lariano;
- Ats Brianza: per la città di Lecco e la sponda orientale.

## Storia

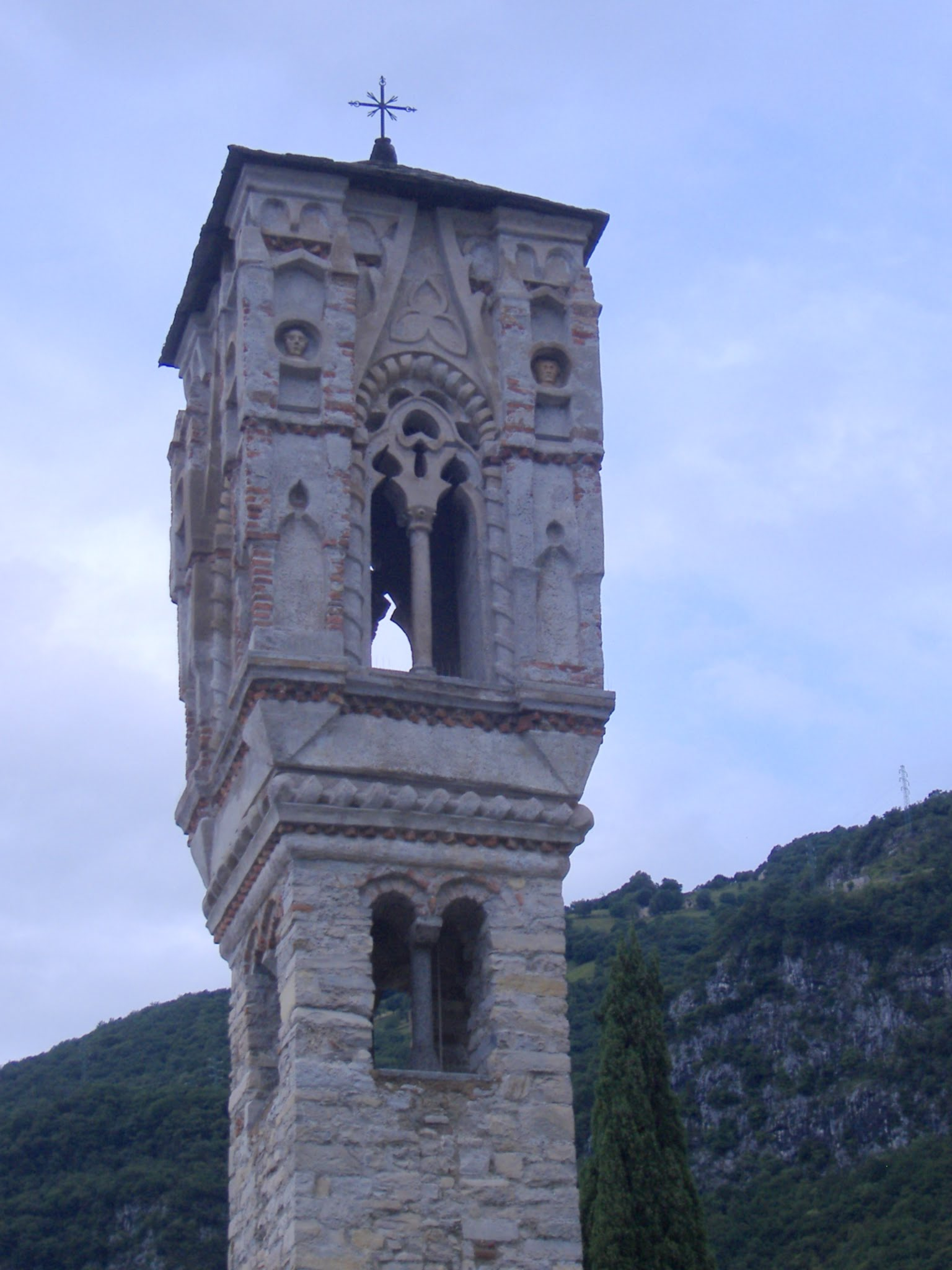
Il campanile dello xenodochio di santa Maria Maddalena a Ossuccio

### Preistoria
Testimonianze archeologiche risalenti al paleolitico, al musteriano e al mesolitico riscontrate in altura a Erbonne e al buco del piombo, documentano la frequentazione di cacciatori - raccoglitori che giungevano a caccia di grandi branchi di erbivori, spinti dalla ricerca del cibo. L'eneolitico vede fiorire la cultura di Civate.
All'inizio del primo millennio a.C. durante l'età del ferro nasce Comum oppidum e si sviluppa la civiltà comacina, inserita nella più ampia cultura di Golasecca. Gli storici comaschi classici, riportando le parole di Catone il Censore, Plinio il Vecchio e Tito Livio, attribuiscono la fondazione di Como agli Orobi o Orumbovii. Gli archeologi moderni chiamano questa popolazione Golasecchiani, popolazione di Liguri celtizzati, perché nati dalla fusione della precedente gente ligure con la popolazione celtica della Cultura di Canegrate.
Nel VI secolo a.C. Como raggiunge il massimo sviluppo intrattenendo rapporti culturali e commerciali da una parte con le popolazioni hallstattiane transalpine, dall'altra con il mondo italico etrusco a sud e paleoveneto a est. La città non era costruita nella paludosa convalle attuale, ma sulle pendici sud del monte Croce. Altre popolazioni sono documentate abitanti il territorio lariano oltre ai Comenses: gli Adsuciates nella zona di Ossuccio e gli Aneuniates in altolago.

### Epoca Romana e Medioevo

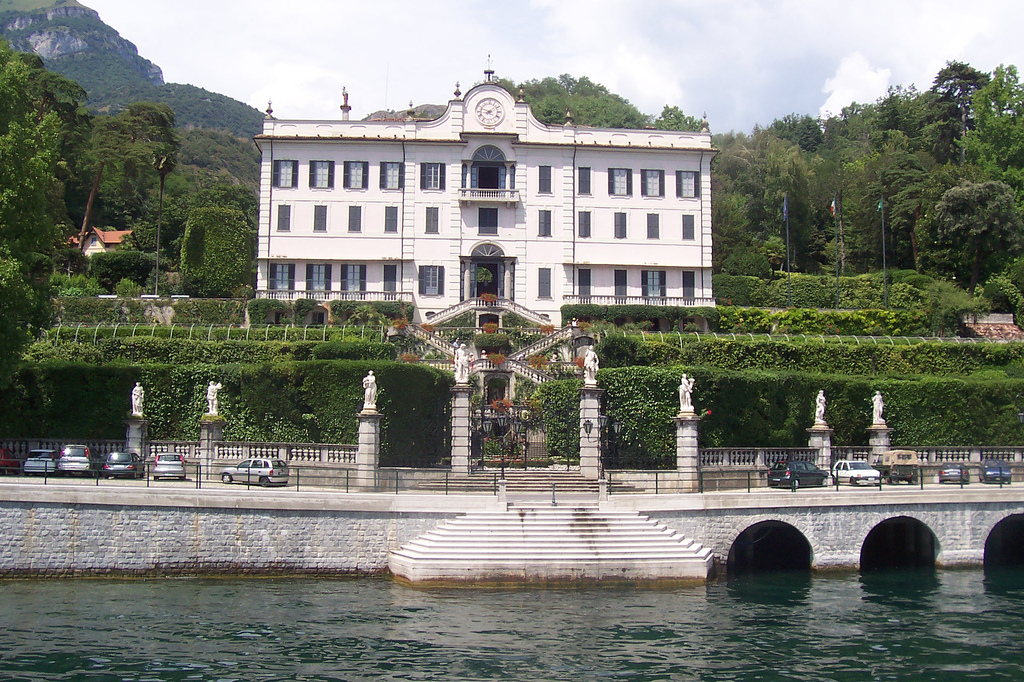
Villa Carlotta

Nel 196 a.C. l'esercito del console Claudio Marcello sconfigge i Comenses e conquista la città. Comum verrà poi rafforzata e ricostruita dopo una scorreria di Reti e ripopolata con 3 000 coloni nel 77 a.C. Infine, dopo aver bonificato la zona paludosa, nel 59 a.C. verrà rifondata col nome di Novum Comun nella sede attuale in riva al lago per volere di Gaio Giulio Cesare probabilmente in un'ottica di espansione transalpina, considerando l'importanza strategica della città e del suo lago. 5 000 coloni, tra cui 500 nobilissimi greci, si insedieranno per popolare la nuova colonia.
È in questo contesto che viene tracciata sulla sponda occidentale del lago la via Regia da Como a Summus Lacus dove vi era l'ultimo porto sulle sponde del Mera. In epoca imperiale poi Como vedrà un notevole sviluppo demografico, la città verrà abbellita con sontuosi edifici, come le terme e la biblioteca e sulle rive del lago Plinio il Giovane costruirà le sue due ville, la Comoedia e la Tragedia, di cui ancora oggi ogni comune rivierasco si contende l'appartenenza. La città lariana quindi si assume la supremazia dei traffici commerciali tra l'Italia e le regioni transalpine, supremazia che manterrà per tutto il Medioevo, mentre dal punto di vista strategico militare diventerà un avamposto per la pacificazione dei popoli alpini e per la conquista della Germania poi. Certamente la via Regina ha avuto la sua importanza per raggiungere via terra i passi alpini dello Spluga e del Maloja ma fondamentale fu la via d'acqua rappresentata dal lago. I nautae lariani raggruppati nel Collegium nautarum Comensium erano i veri padroni del lago e la flotta del lago era sotto la responsabilità del Praefectus classis cum curis civitatis, l'autorità civile e militare della città.
Durante il medioevo e il rinascimento le acque del lago furono anche teatro di scontri militari, come nel XII secolo durante la guerra decennale, che vide la flotta comasca in azione contro le navi dei milanesi e dei loro alleati o tra il 1525 e il 1532 a causa delle guerre di Musso scatenate da Gian Giacomo Medici.

## Geografia antropica

### La sponda occidentale

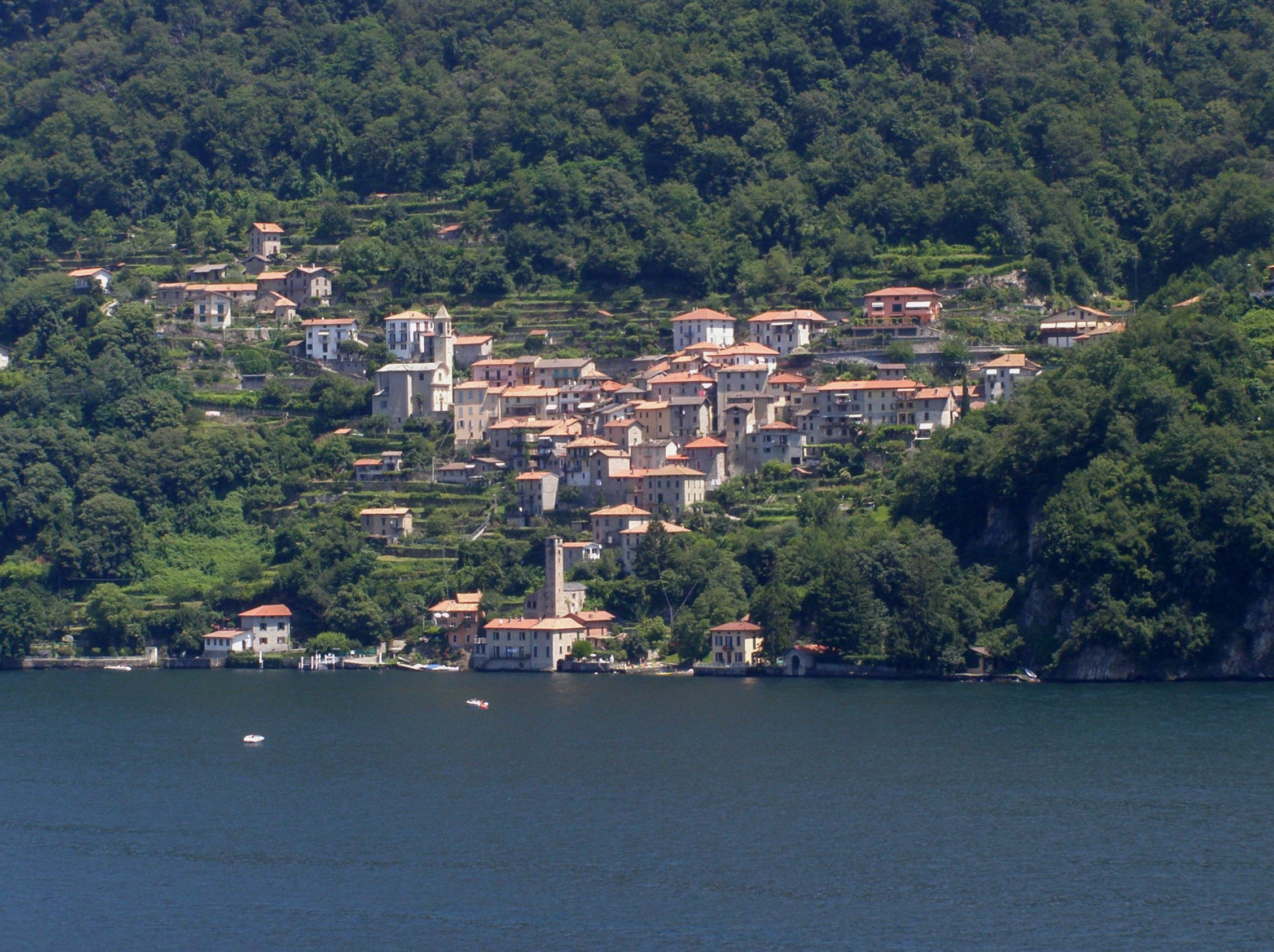
Borgo di Careno

Partendo da Como e risalendo lunga la sponda occidentale, si incontra Cernobbio, sede di ville monumentali quali Villa d'Este, Villa Erba e Villa Pizzo (quest'ultima costruita nel XVI secolo). A Moltrasio soggiornarono il musicista Vincenzo Bellini, Matthew Bellamy (frontman dei Muse) e il primo ministro inglese Winston Churchill. Dopo Laglio - il paese noto per la residenza dell'attore George Clooney -, Brienno è uno dei borghi più antichi, rimasto praticamente intatto da oltre un secolo, ma danneggiato da alcune frane nel 2011. Risalendo sempre lungo la sponda occidentale, oltre il promontorio del Lavedo si apre il golfo di Venere, una suggestiva insenatura situata nei pressi di Lenno che insieme ai borghi di Mezzegra, Ossuccio e Tremezzo formano il comune di Tremezzina; Cadenabbia e Griante (quest'ultimo già luogo di villeggiatura del cancelliere tedesco Konrad Adenauer), sono mete del tradizionale turismo anglosassone. Sono classiche le visite ai giardini di Villa Carlotta e le escursioni alla panoramica chiesetta di San Martino.
Poco distante si trova Menaggio, fiorente ed elegante cittadina situata in una posizione baricentrica rispetto all'intero lago e posta all'imboccatura della valle omonima, che, passando dalla frazione Croce situata in altura nota come balcone sul lago, porta al Ceresio e al confine svizzero. L'ampio paesaggio dell'alto lago è caratterizzato da un aspetto più solitario. I venti regolari che spirano al mattino da nord (il Tivano) e al pomeriggio da sud (la Breva) sono più burrascosi che non nei rami meridionali del lago. Superata Rezzonico e i tre paesi Cremia, Pianello del Lario e Musso si giunge a Dongo, dove si consumò l'ultimo atto della storia del fascismo con la cattura di Benito Mussolini e la sua fucilazione a Giulino. Poco più avanti, Gravedona è sede di uno dei massimi esempi dell'architettura romanica lombarda: la Chiesa di Santa Maria del Tiglio.

### La sponda orientale

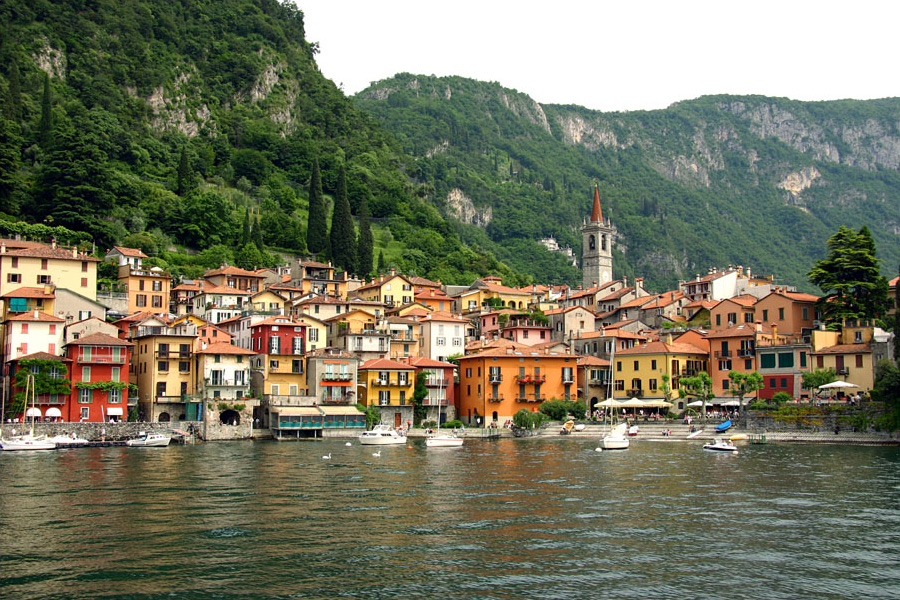
Il pittoresco borgo di Varenna

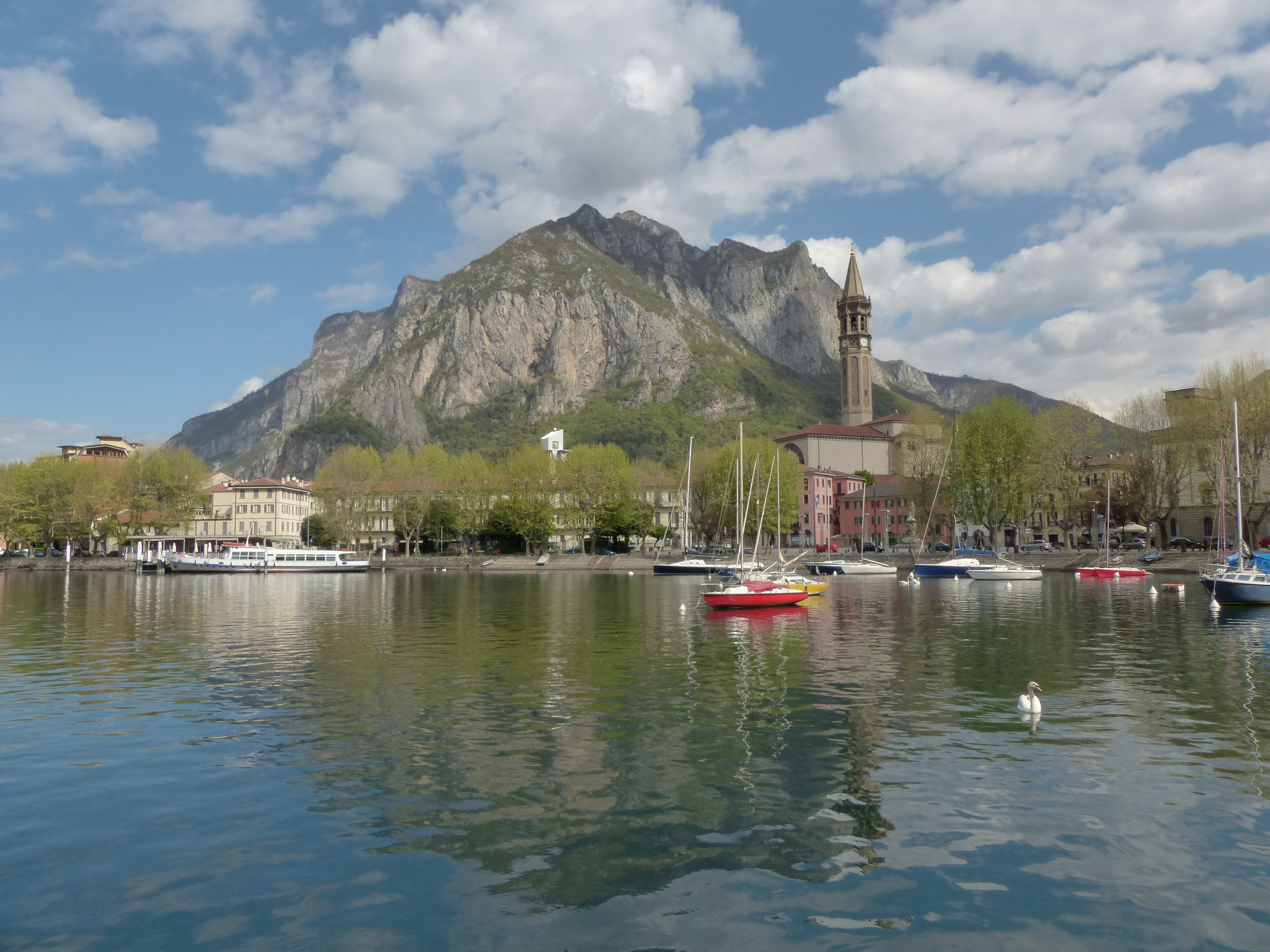
Lungolago di Lecco e il campanile di San Nicolò, simbolo della città

Al limite settentrionale del Lario, alla confluenza dei fiumi Mera e Adda, si stende l'oasi naturale del Pian di Spagna, area pianeggiante di interesse naturalistico circondata da campeggi rivieraschi. Scendendo lungo la sponda orientale, si trova Colico, il comune più popoloso dell'alto lago; in questa località si trovano le due opere difensive di Montecchio Nord e il Forte di Fuentes. Mentre la prima risale alla Grande Guerra la seconda venne ultimata nel 1609 sotto la dominazione spagnola per contrastare l'espansione della Repubblica delle Tre Leghe. Poco più a sud un'insenatura boscosa forma il laghetto di Piona, nelle cui vicinanze sorge l'omonima abbazia cistercense. Alle spalle si erge la mole del monte Legnone, alto 2 609 metri. Poco più a sud è situato il pittoresco borgo di Corenno Plinio, frazione del comune di Dervio, noto per il suo caratteristico borgo dominato dal castello e per le sue attività sportive legate alla vela e ai windsurf. Da Dervio si possono inoltre raggiungere i piccoli comuni montani della Valvarrone o proseguire verso Lecco raggiungendo Bellano dove il celebre canyon dell'Orrido scavato nella roccia 15 milioni di anni fa dal fiume Pioverna attrae numerosi visitatori ogni anno.
Si ritorna quindi nel centro lago, a Varenna, uno dei borghi più suggestivi di tutto il Lario; sormontata dal Castello di Vezio è una rinomata meta turistica celebre per Villa Monastero con l'attiguo giardino botanico di pregevole bellezza e la frazione di Fiumelatte. Da Varenna si può percorrere la strada provinciale che, passando da Perledo, sale a Esino Lario e al Gruppo delle Grigne; è inoltre il punto d'approdo principale della riviera orientale dove numerosi traghetti con trasporto auto la collegano a Bellagio e Cadenabbia. Il ramo orientale che scende verso la città di Lecco (Ramo di Lecco) è caratterizzato da rocce a strapiombo e piccole spiagge di ghiaia. I paesi lungo il tragitto sono Lierna (chiamata "la piccola perla del lago di Como") dove si può ammirare il grazioso borgo di Castello arroccato su un piccolo promontorio sulla costa di riva bianca, Mandello del Lario, sede storica della Moto Guzzi, e Abbadia Lariana oltre al capoluogo lecchese reso celebre dal romanzo I promessi sposi che ivi fu ambientato.

### Il triangolo lariano

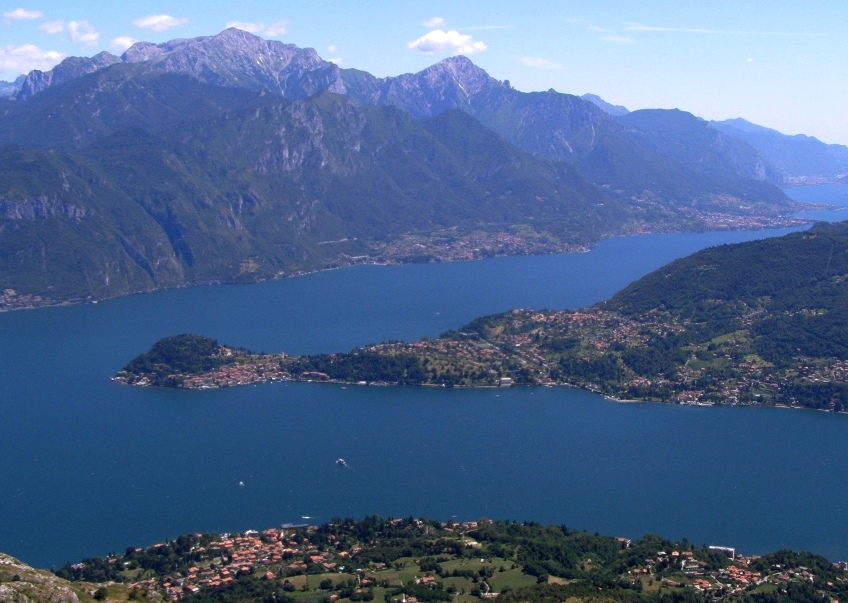
L'incrocio dei tre rami con la penisola di Bellagio

Risalendo il Lario dal capoluogo lecchese il primo borgo che s'incontra è Malgrate, un piccolo centro molto vivace e caratteristico, il cui lungolago recentemente restaurato regala un suggestivo panorama su Lecco e il Resegone. Oltre Valmadrera la strada provinciale costeggia il monte Moregallo lasciando spazio a piccole spiagge rocciose prima di attraversare i centri di Onno, Vassena e Limonta. Bellagio è la località turisticamente più frequentata. Situata sulla punta del promontorio che divide i tre rami del Lario, è nota per le sue ville monumentali (Villa Melzi e Villa Serbelloni, sede della fondazione Rockefeller) e per la scalinata dei negozi sulla quale si affaccia la casa di Franz Liszt. Vi trascorse una giornata il presidente americano J. F. Kennedy. Bellagio vanta inoltre il prestigio di essere il comune italiano scelto per il Douzelage, una sorta di associazione di gemellaggio comprendente una città per ogni paese dell'Unione europea.
Dalla frazione di Visgnola si può raggiungere il valico del Ghisallo, celeberrima strada nota nel ciclismo internazionale. Scendendo verso Como, Lezzeno è preceduta da Villa Lucertola e dalla scogliera dei Grosgalli, in gran parte disabitata e ancora memore di antiche credenze legate alla stregoneria. Più a sud, a Nesso, sono da segnalare le antiche case raccolte intorno all'imboccatura dell'orrido e il ponte medievale della Civera. Una nota a parte merita la misteriosa villa Pliniana a Torno. Nei suoi saloni furono ospiti Napoleone, Alessandro Manzoni, Ugo Foscolo, Stendhal, Byron, Giuseppe Verdi, Vincenzo Bellini e Gioachino Rossini. Leonardo da Vinci studiò la fonte intermittente che sgorga da una roccia, oggi racchiusa nella corte interna dell'edificio. Antonio Fogazzaro vi ambientò il romanzo Malombra, da cui le scene dell'omonimo film di Mario Soldati.

## Economia

### Olivicoltura
Sulle coste del lago fra le province di Como e Lecco si estende una presenza di 55 000 ulivi i quali producono l'olio DOP lariano. Nella località Biosio di Bellano si trova il frantoio più nordico d'Europa. L’effetto mitigante del lago di Como rende possibile la coltivazione degli ulivi soprattutto nelle aree del centro lago nei comuni di Tremezzina, Bellagio, Oliveto Lario, Perledo e Varenna per un totale di 15 aziende (5 nella provincia di Como e 10 in quella di Lecco) impiegando circa mille olivicoltori. In totale, si producono tra i 2 000 e i 3 500 quintali di olive all’anno, con una resa di circa 200-300 quintali di olio (non solo DOP).

Il prodotto, di assoluta eccellenza, ha caratteristiche di delicatezza più pronunciate rispetto ad altri oli del Sud Italia che, in virtù del terreno e del clima, risultano più amari e piccanti.
L'ottima qualità dell'olio prodotto sul lago di Como è confermata dagli ottimi risultati pubblicati da Gambero Rosso nell'annuale Guida degli Oli d'Italia, la quale, ha assegnato il massimo punteggio giudicato in 3 Foglie a due aziende di Perledo in una regione dove sono stati menzionati solo quattro aziende lombarde e 2 Foglie Rosse ad altrettante aziende della provincia di Lecco.

### Viticoltura
La tradizione vitivinicola del Lario è tornata a essere una realtà da pochi decenni poiché, intorno al 1800, i terrazzamenti coltivati a vite lungo le coste furono sostituiti dalle coltivazioni di gelso per l'allevamento dei bachi da seta; attività che è andata espandendosi sul territorio per la presenza radicata di molte filande.
Nell'area brianzola di Montevecchia così come nelle zone più settentrionali del lago fra il Ceresio e Domaso oltre alla periferia del capoluogo comasco nel Parco Spina Verde sono presenti 36 imprese agricole che in totale producono circa 3 500 quintali di uva all'anno. Una nicchia di assoluta eccellenza fra le realtà vinicole lombarde risorta grazie alla professionalità degli operatori del settore i quali hanno saputo cogliere il valore di un luogo straordinario come quello del lago di Como e declinarlo in un prodotto di altissima qualità. Tutto ciò non ha solo un significato culturale di legame con i territori, le tradizioni, le famiglie, l’arte e la storia ma rappresenta anche una certa dimensione economica dimostrata dal crescente interesse alla viticoltura da parte dei giovani.
Il mesoclima alpino, secondo la Coldiretti lariana, è contraddistinto da importanti escursioni termiche fra la notte e il giorno che determinano un’ottima concentrazione di sostanze aromatiche nella buccia delle uve favorendo la presenza di acidi fissi nella polpa, indispensabili per una buona conservazione del vino. Il Domasino bianco  ha ottenuto per due volte consecutive l’argento europeo al concorso Vini di Montagna.

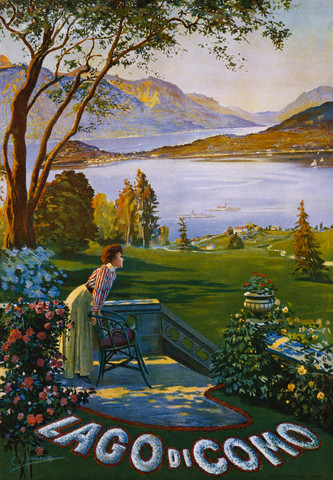
Uno dei numerosi manifesti illustrati che sponsorizzano il lago

### Industria e artigianato
Le provincie di Como e Lecco sono tra le più antiche aree di industrializzazione d’Italia e hanno una storia molto importante soprattutto nel settore industriale caratterizzato dalla presenza di numerose fabbriche impegnate nella lavorazione tessile e metallurgica. Sin dai tempi antichi Como era famosa per la lavorazione dei panni di lana che, nel Trecento, venivano spediti non solo a Venezia e Genova, ma anche nei mercati d’oltralpe.
In tutto il territorio lariano venne importata dalla Cina, passando per la Sicilia, la lavorazione della seta riscuotendo subito un grande sviluppo grazie anche alla lungimiranza del duca Ludovico Sforza, il quale obbligò i contadini a piantare nei loro campi gli alberi di gelso. Questa sua decisione gli valse il titolo di Ludovico il Moro, dal nome della pianta di gelso, in latino bombix mori e in dialetto comasco murun le cui foglie sono infatti ancora oggi l’unico nutrimento del baco da seta, che da migliaia di anni compie il suo ciclo vitale dalle minuscole uova al prezioso bozzolo. Fino agli inizi del 1900 i contadini si trasformavano in bachicoltori nel periodo primaverile, per riuscire a integrare le loro magre entrate economiche mentre le donne della famiglia e i bambini erano incaricati di raccogliere e tagliare le foglie di gelso. Ancora oggi Como con il suo distretto serico è considerata la capitale mondiale della seta nonostante il filo grezzo venga però importato dalla Cina e dal Giappone nelle numerose tessiture, stamperie e seterie lariane per trasformarsi in foulard, cravatte abiti e accessori firmati dai nomi più importanti della moda mondiale, che vengono a Como per scegliere i disegni esclusivi per le loro maison.
Degli antichi setifici si può trovare ancora traccia negli stabilimenti convertiti in musei come quelli presenti ad Abbadia Lariana (Civico museo setificio Monti) e la filanda di Garlate. A Como invece è presente il Museo didattico della Seta. Le attività erano affidate soprattutto alle donne che, da sempre, puntavano sulla qualità anziché sulla quantità della produzione in modo da poter sconfiggere la temibile concorrenza dei paesi asiatici. La lavorazione tessile oggi è maggiormente diffusa nell'area limitrofa a Como, per esempio Bellagio, dove è possibile trovare stamperie, tintorie e laboratori dove si confezionano cravatte, foulard in seta, capi d’abbigliamento e altri dove si tessono i tessuti anche per arredamento.
Fra Ottocento e Novecento, a seguito della Rivoluzione industriale la città di Lecco si affermò come uno dei principali centri industriali specializzati nella metallurgia e siderurgia tanto da essere conosciuta con l'appellativo di Città del ferro. Lecco è rinomata anche per la lavorazione artigianale del vimini finalizzata alla produzione di ceste e canestri. In età contemporanea le prestigiose industrie hanno fatto posto allo sviluppo di attività commerciali, edilizie e metalmeccaniche. A Mandello del Lario è presente la storica azienda di motociclette Moto Guzzi i cui raduni richiamano sul lago ogni anno numerosi appassionati da tutto il mondo.

## Infrastrutture e trasporti

### Strade
Il lago di Como è sfiorato dall' Autostrada A9 Milano - Como- Chiasso o Autostrada dei Laghi: uscite Como sud, Como Monte Olimpino e Lago di Como. Quest'ultima permette l'entrata solo in direzione Milano, mentre l'uscita è per entrambe le direzioni.
La rete stradale nazionale che costeggia interamente il lago ed è costituita dalle seguenti infrastrutture gestite da ANAS: 
- Strada statale 36 del Lago di Como e dello Spluga sulla sponda orientale da Lecco allo svincolo di Piantedo
- Strada statale 340 Regina sulla sponda occidentale da Como allo svincolo di Piantedo
- Strada statale 583 Lariana sulla sponda meridionale da Como a Bellagio e Lecco
- Strada statale 639 dei Laghi di Pusiano e di Garlate collega Como a Lecco

Il trasporto pubblico è garantito da corse regolari di autobus delle aziende ASF Autolinee nella provincia di Como e Linee Lecco nella provincia di Lecco.
È inoltre possibile usufruire anche dei mezzi di FNM Autoservizi che collegano la città con il resto della provincia.

### Ferrovie
L'intera sponda orientale è percorsa dalla linea ferroviaria della Valtellina da Lecco a Colico. Tutti gli impianti sono gestiti da Trenord nell'ambito del contratto di servizio stipulato con la Regione Lombardia. A Lecco confluiscono e si attestano anche i treni provenienti da Bergamo, Brescia, Como e le linee S7 e S8 del Servizio ferroviario suburbano di Milano.
Nella sponda occidentale, solo Como è raggiunta da Trenitalia attraverso la linea che collega il capoluogo lombardo alla Svizzera. Nei pressi del lungolago si attestano i treni provenienti dalla Ferrovia Saronno-Como (stazione di Como Lago).

Como e Lecco sono inoltre collegate dalla Ferrovia Como-Lecco.
Il Triangolo Lariano è raggiunto dalla Ferrovia Milano-Asso.
Dal 1884 al 1939 ha svolto regolare servizio la linea ferroviaria Menaggio-Porlezza, oggi dismessa.

### Aeroporti
Gli aeroporti più vicini al lago di Como sono quelli milanesi di Linate e Malpensa, quello bergamasco di Orio al Serio e quello svizzero di Lugano.
Como è sede dell'Idroscalo Internazionale di Como gestito dall'Aero Club Como.

### Impianti a fune
- nei pressi del lungolago di Como è in funzione fin dal 1884 la storica Funicolare Como-Brunate che collega il capoluogo con il piccolo comune di Brunate noto per la presenza di numerose ville in stile eclettico e Liberty. L'impianto supera un dislivello di 500 metri e contribuì nei primi anni del XX secolo allo sviluppo turistico di nobili famiglie milanesi nel celebre periodo della Belle Époque;
- la Funivia Argegno-Pigra, attiva dal 1971, raggiunge il paese di Pigra da Argegno superando un dislivello di 540 metri;
- a Lecco è situata la funivia che collega il capoluogo ai Piani d'Erna. Attiva fin dal 1965 fu completamente rinnovata negli impianti e nella sostituzione delle cabine nel 2008. Il punto di partenza è situato in località Versasio facilmente raggiungibile sia in auto, sia con i mezzi pubblici (autobus n. 5 dal centro della città) e in soli 5 minuti permette di raggiungere i 1 300 m dei Piani d'Erna, sul monte Resegone superando un dislivello di oltre 700 metri. Dalla sua sommità si può ammirare nelle giornate più terse un panorama che spazia dai grattacieli di Milano alle vette del Monte Rosa oltre al sottostante golfo di Lecco.

### Navigazione

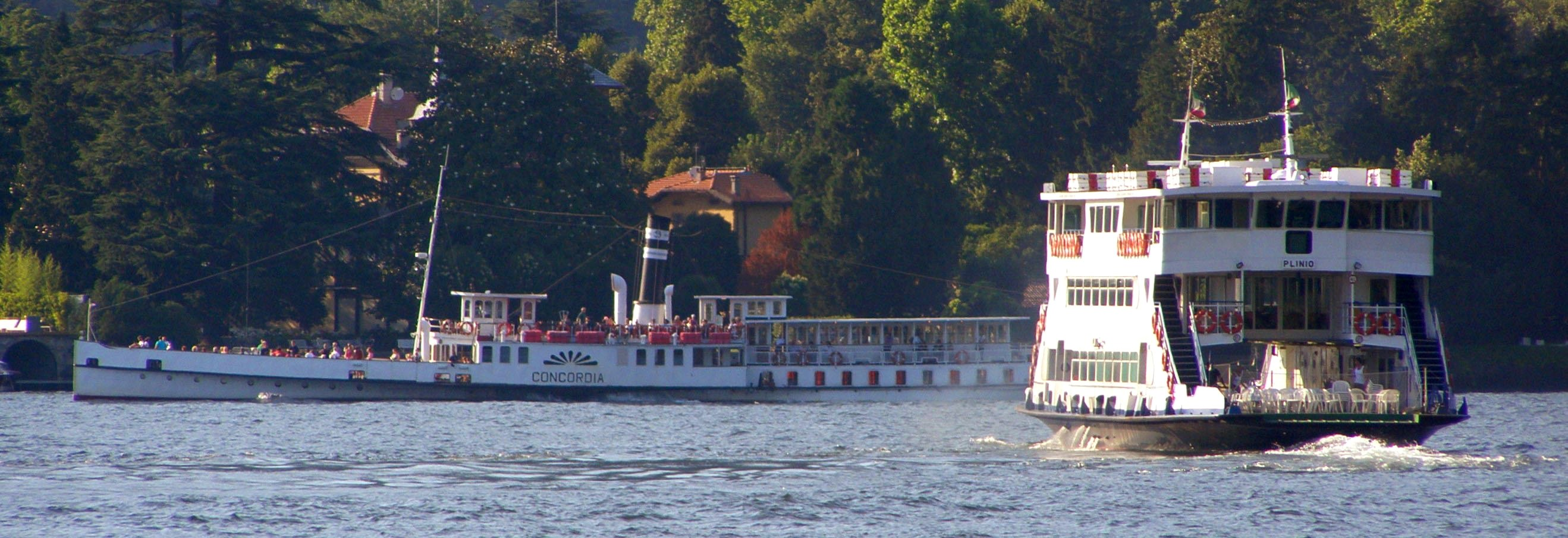
Il battello a vapore "Concordia" e il traghetto "Plinio"

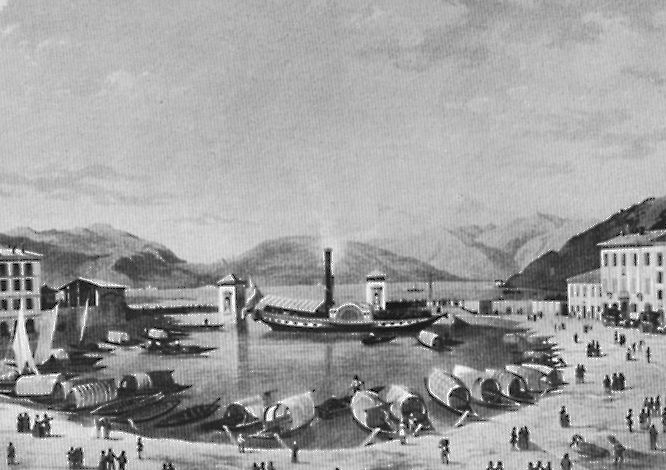
Il vecchio piroscafo "Lariano" nel porto di Como nel 1848

È attivo sul lago un servizio di navigazione di linea. Le crociere più lunghe fanno capo a Como, con partenze alla mattina e rientro alla sera (possibilità di sosta nelle località prescelte). Il servizio è attivo da quasi due secoli ed è inserito a pieno titolo nella storia stessa del territorio. Sono ancora in funzione gli ultimi battelli a ruote, il Concordia e il Patria (1926), dotati di macchina a vapore a vista del tipo Caprotti.
Il primo battello a vapore entrato in servizio - il Lario - fu varato nel 1826. Negli anni settanta del XIX secolo si sviluppò un'accanita concorrenza tra le due principali società di navigazione: la "Società Lariana" e la "Società Italiana"; furono costruiti numerosi piroscafi a ruote, appartenenti alla categoria dei battelli-salone e mezzo-salone. Sorsero anche società minori. In questo periodo fu costruito il più grande battello che abbia mai solcato le acque lariane, il Lombardia, lungo 63 metri. Successivamente, le due compagnie si fusero nelle "Società Riunite", che nel 1884 assunsero il nome "Lariana" e assorbirono le aziende minori. Fu sviluppato anche un servizio di trasporto merci per mezzo del mercantile Commercio e alcuni piccoli rimorchiatori.
All'inizio del Novecento venne creata una flottiglia di motoscafi per i servizi secondari e fu aperto un servizio di traghettamento veicoli - il primo sui laghi italiani - con l'autochiatta Mussolini. Gravi danni vennero apportati dagli attacchi aerei durante la seconda guerra mondiale, che costrinsero molte unità all'ancoraggio e alla mimetizzazione con piante e frasche. Gli attacchi affondarono quattro navi danneggiandone diverse altre.
Nel dopoguerra si vide un sostanziale mutamento della tipologia dei natanti, adeguandoli alle moderne tecnologie costruttive. La motrice a vapore fu abbandonata a favore del motore Diesel, che fu applicato su battelli di più piccola stazza, più pratici ma sicuramente meno "romantici". Nel 1953 la "Lariana" fallì e demolì le sue navi secolari. La nuova Gestione Commissariale (poi divenuta Gestione Governativa) rinnovò quasi completamente la flotta (motoscafi serie "Uccelli", motonavi serie "Laghi", "Fiori" e "Volta", traghetti serie "Spluga"). Negli anni settanta fecero la loro comparsa anche gli aliscafi (i piccoli tipo PT20 e RHS70). Oggi gli aliscafi svolgono un servizio per pendolari e studenti.
Attualmente si contano una trentina di battelli; i più recenti sono la grande motonave Orione (2007) e i tanto discussi catamarani. Caratteristica importante sotto il profilo storico e tecnologico rivestono gli antichi battelli a vapore, talvolta dismessi e adibiti a ristoranti galleggianti. Ne esistono ancora sei:
- il piroscafo Concordia, costruito dal cantiere navale di Sestri Ponente nel 1926 come 28 ottobre (ribattezzato Concordia nel 1943) e tuttora in servizio di linea. È possibile ammirare la sua motrice a vapore originale, realizzata applicando il brevetto dell'ingegner Arturo Caprotti;
- il piroscafo Milano, varato nel 1904 come piroscafo a pale, poi trasformato in motonave Diesel nel 1926 e tuttora navigante, per quanto il suo aspetto "classico" sia assolutamente fittizio (le sovrastrutture sono state ricostruite nel periodo 1989-1991). Nel 1912 ebbe l'onore di imbarcare a Villa Carotta la granduchessa Teodora di Weimar;
- il piroscafo Patria, gemello del Concordia, costruito nel 1926 come Savoia e ribattezzato nel 1943. Nel 1927 ospitò a bordo Vittorio Emanuele III. Si tratta del natante più amato e legato alle caratteristiche costruttive originarie. Quando nel 1990 venne posto in disarmo per dotarlo di un più pratico motore Diesel si sollevò un coro unanime di dissenso; furono raccolte circa 20 000 firme e si mobilitò perfino una società di navigazione americana. Il piroscafo fu privato della caldaia (ancora perfettamente funzionante) e dei preziosi arredi originali del salone, rovinati dell'abbandono; in seguito acquistato dall'Amministrazione Provinciale di Como, restaurato e aperto al pubblico in mostra dapprima all'ormeggio a Como, Colico e Griante, dal gennaio 2016 è stato restituito alla gestione della Navigazione Laghi e attende di essere ripristinato per il trasporto passeggeri[18].
- il piroscafo Bisbino, costruito nel 1907 e trasformato in motonave nel 1951. Nel 1991 venne acquistato da un privato che lo restaurò riportandolo all'aspetto originale. Dal 1997 era ormeggiato a Tremezzo come pub e galleria d'arte. Dal 2008 è semiabbandonato al suo ormeggio.
- il piroscafo Plinio, costruito nel 1902. Era il battello più veloce della flotta e aveva ospitato a bordo l'attore Tyrone Power. Discutibilmente posto in disarmo nel 1963, venne acquistato dal Centro Nautico Alto Lario e adibito a ristorante galleggiante. Nel 1999 fu trasferito a Verceia per utilizzarlo ancora una volta come ristorante, ma le autorità dell'oasi naturale del Pian di Spagna non rilasciarono i necessari permessi. Per evitare la probabile demolizione, nel 2008 nacquero due piccole associazioni che si battono per la sua salvaguardia (“Comitato per la salvaguardia del piroscafo Plinio” e “Amici del Plinio”. Una terza associazione - che si prefigge però la salvaguardia in generale delle imbarcazioni storiche lariane - è "Navilariane"). Nell'agosto 2009 il Ministero dei Beni Culturali lo proclamò 'bene di particolare interesse storico-culturale' ma, date le pessime condizioni, lo scafo è affondato l'8 dicembre 2010.
- il piroscafo Balilla, costruito nel 1878 come piroscafo a elica col nome di Umberto I. Venne trasformato in motonave e ribattezzato Balilla nel 1933. Messo in disarmo negli anni sessanta, è dal 1974 esposto presso il Museo Barca Lariana di Pianello del Lario. Necessita di interventi di restauro. Il suo scafo (essendo le sovrastrutture totalmente ricostruite dopo la trasformazione) è il più antico dei laghi italiani.

2018: di recente è stato messo al bando un nuovo battello Diesel-elettrico.

#### Piroscafi a ruote
- Lario (1826-1846)
- Plinio (I) (1826-1846)
- Falco (1830-1865)
- Arciduchessa Elisabetta (1831-1841)[20]
- Veloce (1843-1865)
- Lariano (I) (1843-1865)[21]
- Adda (I) (1848-1884)[22]
- Unione (1858-1953)[23]
- Forza (1859-1895)
- Vittoria (1860-1916)[24]
- Italia (1865-1950)[25]
- Lariano (II) (1872-1950)[26]
- Volta (1872-1947)[27]
- Lombardia (1873-1947)[28]
- Elvezia (1873-1936)[29]
- Como (1874-1953)[30]
- Lecco (1874-1937)[31]
- Plinio (II) (1892-1953)[32]
- Plinio (III) (1903)[33]
- Milano (1904)[34]
- Savoia (1926)[35]
- 28 ottobre (1926)[36]

#### Piroscafi a elica
- Bellagio (1878-1925)
- Val d'Intelvi (1878-1930)[37]
- Umberto I (1878)[38]
- Menaggio (1878-1953)[39]
- Bellano (1878-1922 circa)[40]
- Cadenabbia (1884-1959)[41]
- Brunate (1896-1959)[42]
- Adda (1899-1953)[43]
- Bisbino (1907)[44]
- Baradello (1908-2000)[45]
- San Fermo (1910-1937 circa)[46]
- Tremezzo (1912-1937 circa)
- Trento (1927-?)[47]

#### Rimorchiatori
- Valtellina
- Cigno (1908-1917)[48]
- Zara (1911-1953)
- Trieste (1925-?)[49]

#### Motonavi
- Lario (1952)[50]
- Verbano (1952-2000)
- Benaco (1952-2000)
- Iris (1954)[51]
- Giglio (1954)[51]
- Ninfea (1954)[51]
- Dalia (1954)[52]
- Narciso (1954)[53]
- Alessandro Volta (1956)[54]
- Alessandro Manzoni (1956)[55]
- Renzo (1984)
- Lucia (1984)
- Fra Cristoforo (1985)
- Innominato (1987)
- Orione (2006)[56]
- Cormorano (2009)
- Grifone (2009)
- Fenicottero (2009)
- Civetta (2010)
- Sparviero (2011)[57]
- Bisbino (2015)
- Nuova nave (2022, in costruzione a Dervio)

#### Traghetti
- Mussolini (1925-1940)[58]
- Tremezzina (1939)[59]
- Stelvio (1955)[60]
- Spluga (1960)[61]
- Ghisallo (1964)
- Plinio (1988)[62]
- Adda (1993)
- Lario (2004)

#### Aliscafi
- Freccia del Lario (1964-1994)
- Freccia degli Ulivi (1965-1994)[63]
- Freccia delle Azalee (1969-2003)
- Freccia delle Betulle (1974-2015)[64]
- Freccia delle Gardenie (1976-2003)
- Freccia dei Gerani (1977)[65]
- Freccia delle Valli (1980)
- Guglielmo Marconi (1983)
- Voloire (1989)
- Lord Byron (1990)[66]

#### Motoscafi
- Gardenia (1912-1963)
- Moltrasio (1918-1963)
- Nibbio[67]
- Alcione (1950)[68]
- Gabbiano (1950- 2014)[69]
- D'Annunzio (1950)[70]
- Falco (1952)[71]
- Aquila (1953-2018)[72]
- Rondine (1953-2023)[73]
- Torino (1961)[74]

#### Catamarani
- Città di Como (2001)[75]
- Città di Lecco (2001)[76]
- Tivano (2002)
- Breva (2002)[77]

## Cultura

### Letteratura

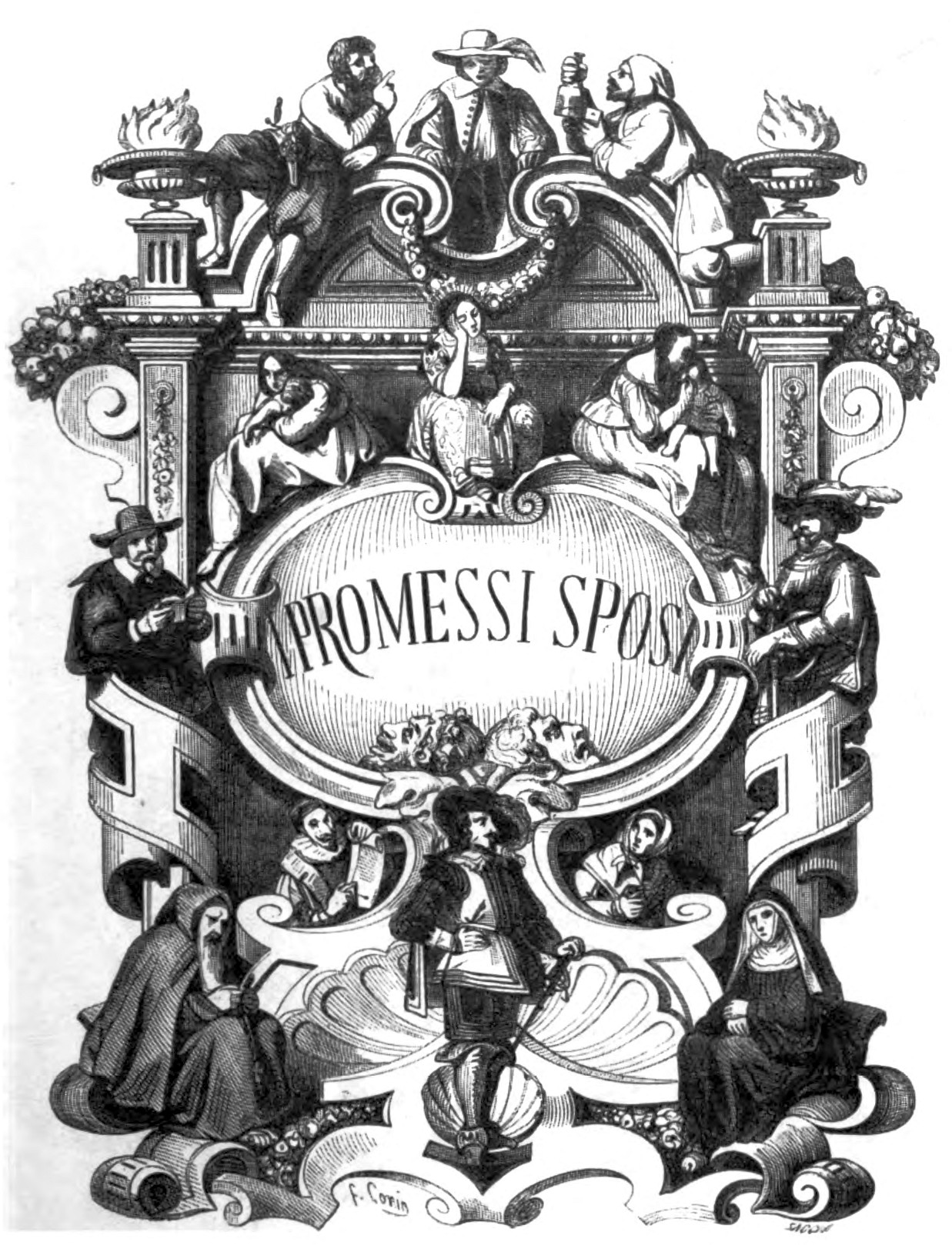
Antiporta figurata della seconda edizione de I promessi sposi (1840)

Al lago di Como, e più precisamente nella zona di Lecco, Alessandro Manzoni collocò buona parte delle vicende del suo capolavoro, il romanzo I promessi sposi, sottolineando gli aspetti importanti del paesaggio dell'epoca. Un lago che si colloca ...tra due catene non interrotte di monti e che si presenta in tutte le sue sponde popolato,con insediamenti umani vari in un suggestivo tracciato tutto ...a seni e a golfi, a seconda dello sporgere e del rientrare di quelli. Nasce da questa integrazione di acque e montagne la continuità fisica e naturale che fonde entrambi questi elementi tanto che Manzoni poté scrivere di ...monti sorgenti dalle acque ed elevati al cielo nel celebre Addio ai monti che chiude l'ottavo capitolo del romanzo.
Lo scrittore vicentino Antonio Fogazzaro ambientò alcuni episodi del Malombra, un romanzo gotico ambientato presso Torno. Alle bellezze del lago si dedicò anche lo scrittore statunitense Mark Twain che elogiò questo territorio nel suo viaggio in Italia descritto ne Gli Innocenti all'estero pubblicato nel 1869, a differenza delle critiche descritte riguardo al degrado e allo stato di abbandono dei Fori Imperiali e degli Scavi di Pompei.
(Mark Twain, Gli Innocenti all'estero, 1869)

### Tradizioni popolari
Per preservare il forte legame con il passato e le sue tradizioni, l'identità del territorio si esprime attraverso svariate manifestazioni che spesso riportano alle più antiche forme di espressioni della cultura popolare. In molte località sono, tutt'oggi, molto significative alcune ricorrenze e rievocazioni nell'arco di tutto l'anno, di impronta storica, religiosa, ma anche semplicemente legate ai riti e allo scorrere delle stagioni. Ne sono un esempio la riuscita commistione tra sacro e profano della caratteristica rappresentazione storica della Pesa Vegia che si tiene annualmente a Bellano nel mese di gennaio.

Altri importanti eventi sono la festa del lago a Varenna e la sagra di San Giovanni all'Isola Comacina entrambi unite dalla storia delle conquiste di queste terre per opera del Barbarossa, l'antico carnevale di Schignano e la rievocazione in costume della Como medievale a Premana in Valsassina.
Ancora presenti in diverse località sono tracce di antichi riti propiziatori, di probabile origine celtica, legati alla cacciata dell’inverno e all'auspicio di una prospera primavera dal raccolto abbondante. Testimonianze permanenti dell'origine e della cultura di queste terre sono raccolte in diversi musei etnografici, storici e archeologici, che attraverso manufatti e reperti sanno raccontare la vita quotidiana delle popolazioni locali, fin dai più antichi insediamenti.
I principali eventi sono:
| Periodo                   | Località                         | Evento                        | Note                                                        |
| ------------------------- | -------------------------------- | ----------------------------- | ----------------------------------------------------------- |
| gennaio                   | Bellano                          | Pesa vegia                    | corteo storico e spettacolo pirotecnico                     |
| febbraio                  | Cernobbio                        | Felina Maxima                 |                                                             |
| marzo                     | Gravedona                        | Mostra delle camelie          |                                                             |
| aprile                    | Bellagio                         | Camelie sul lago              |                                                             |
| giugno                    | Bellagio                         | Sagra di Bellagio             |                                                             |
| giugno                    | Dervio                           | Regata delle Lucie            |                                                             |
| giugno                    | Lezzeno                          | Regata longa                  | competizione per barche a remi                              |
| giugno                    | Ossuccio / Isola Comacina        | Sagra di San Giovanni         | spettacolo pirotecnico                                      |
| ultima domenica di giugno | Lecco                            | Festa del lago                | benedizione del lago e spettacolo pirotecnico               |
| giugno-luglio             | Colico                           | Festival Musica sull'acqua    |                                                             |
| giugno-settembre          | Lecco                            | Sere d'Estate                 | eventi vari                                                 |
| luglio                    | Varenna                          | Festa del lago                | spettacolo pirotecnico                                      |
| luglio-agosto             | Tremezzo                         | LakeComo Festival             | concerti vari a Villa Carlotta                              |
| agosto-settembre          | Como                             | Palio del Baradello           |                                                             |
| 10 agosto                 | Mandello del Lario               | Sagra di San Lorenzo          | spettacolo pirotecnico                                      |
| 14 agosto                 | Gravedona                        | Sfilata di barche allegoriche | spettacolo pirotecnico                                      |
| 15 agosto                 | Dervio-Cremia/Pianello del Lario | Festa delle sponde            | spettacolo pirotecnico attraversata a nuota tra le 2 sponde |
| 31 agosto                 | Como                             | Fiera di Sant'Abbondio        | patrono della città                                         |
| ottobre                   | Cernobbio                        | Orticolario                   | fiera a Villa Erba                                          |
| Dicembre e Gennaio        | Como e primo bacino              | Como città dei Balocchi       | Proiezione immagini su chiese e luoghi storici.             |

### Musei
La ricca storia del territorio è raccolta in diversi musei che rappresentano dei piccoli scrigni di arte e cultura che testimoniano l’importanza del lago di Como nei secoli. Alcuni di grande importanza, tanto da richiamare visitatori da tutta Italia, ma non solo, sono dedicati alle eccellenze del territorio, altri invece incentrati sui personaggi celebri della storia che hanno associato le loro gesta al lago di Como.
Da non dimenticare però sono i piccoli musei che raccolgono oggetti, cimeli e varie testimonianze della realtà rurale e contadina che caratterizza le aree circostanti, in particolare quelle immerse nelle valli lariane.
Alcuni fra i più importanti musei che raccolgono la storia del territorio sono:
| Località           | Museo                                    |
| ------------------ | ---------------------------------------- |
| Abbadia Lariana    | Civico museo setificio Monti             |
| Abbadia Lariana    | Museo minerario dei Piani Resinelli      |
| Bellagio           | Museo degli strumenti per la navigazione |
| Colico             | Museo della cultura contadina            |
| Como               | Tempio Voltiano                          |
| Como               | Museo archeologico Paolo Giovio          |
| Dongo              | Museo della Resistenza comasca           |
| Galbiate           | Museo etnografico dell'Alta Brianza      |
| Garlate            | Museo della seta Abegg                   |
| Lecco              | Villa Manzoni                            |
| Lecco              | Museo archeologico                       |
| Magreglio          | Museo del ciclismo                       |
| Mandello del Lario | Museo Moto Guzzi                         |
| Pianello del Lario | Museo Barca Lariana                      |
| San Siro           | Museo della casa rurale                  |

### Cucina tipica

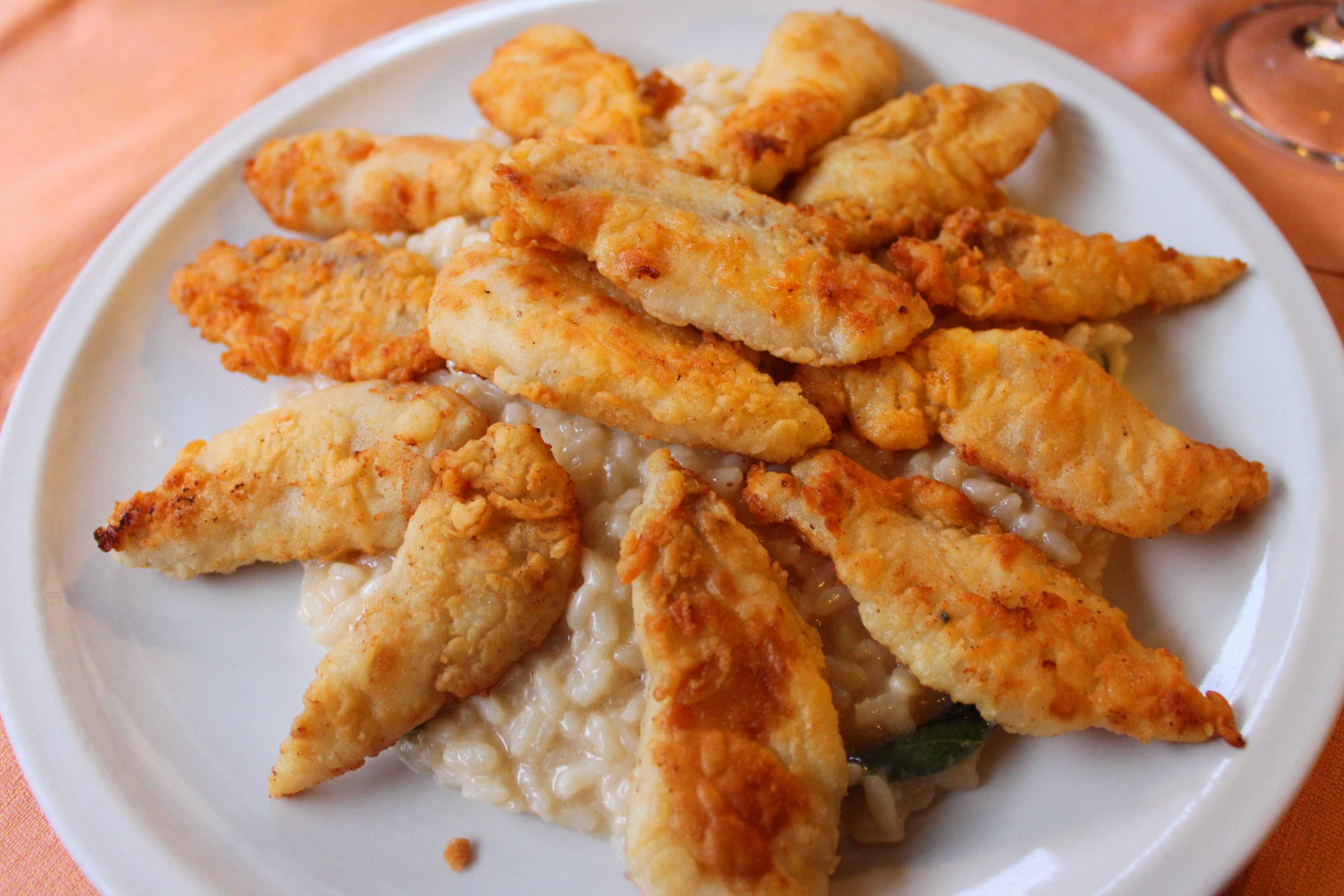
Risotto al pesce persico

La cucina lariana si è formata nei secoli sulla base delle risorse alimentari del territorio, essenzialmente legati all'attività della pesca di lago e la pastorizia alpina. Il nucleo principale di questo tipo di cucina è proprio il pesce d'acqua dolce, che fornisce la base per alcuni piatti tipici: il riso bollito o il risotto al pesce persico, il lavarello in "carpione" (cioè fritto e marinato in aceto con l'aggiunta di cipolla e timo selvatico), la frittura di alborelle e i famosi misultin, o missultitt (agoni autoctoni, privati delle interiora, salati, essiccati all'aria aperta, poi grigliati e mangiati con la polenta). Proprio la polenta è la regina della tavola. Qui è ottenuta mischiando e cuocendo farina di mais e di grano saraceno. Accompagna non solo il pesce, ma anche le carni, la cacciagione, i formaggi, gli insaccati. Tra gli altri piatti a base di pesce, la trota, l'anguilla, il cavedano, il lucioperca, la bottatrice.
Tra i numerosi formaggi, ricordiamo la semuda di latte vaccino scremato, a pasta soffice, di colore giallognolo e il Taleggio tipico della riviera lecchese. Tra i dolci, la resta di Como, il matalocch della Val Menaggio e il braschin originario di Garzeno, che sono tutti pani dolci oltre ai Caviadini, biscotti di pasta frolla e zucchero in grani. Nella Zoca de l'oli, nel comune di Ossuccio si produce un ottimo olio di oliva DOP pungente e di colore verde brillante con riflessi giallo oro, dal profumo profondo e dall'acidità molto bassa denominato "Laghi Lombardi" mentre la viticoltura è oggi poco sviluppata; il vino che si produce viene chiamato nustranell sul lago o pincianell in Brianza.
I Crotti sono le trattorie caratteristiche del lago di Como. Si tratta di ambienti ricavati in parte da anfratti naturali - il nome è una variante dialettale di grotta - che una volta venivano utilizzati come celle frigorifere per la conservazione dei prodotti quali vino, formaggi e salumi. Successivamente, in molti casi, si costruì sopra o a lato una saletta: spazi talvolta modesti o vere e proprie osterie, ristoranti o alberghi a rendere più ampi e confortevoli i crotti, pur rimanendo fedeli alla loro anima rustica dal fascino unico ideali per immergersi nella tradizione culinaria del territorio.

## Monumenti e luoghi di interesse

### Le ville storiche

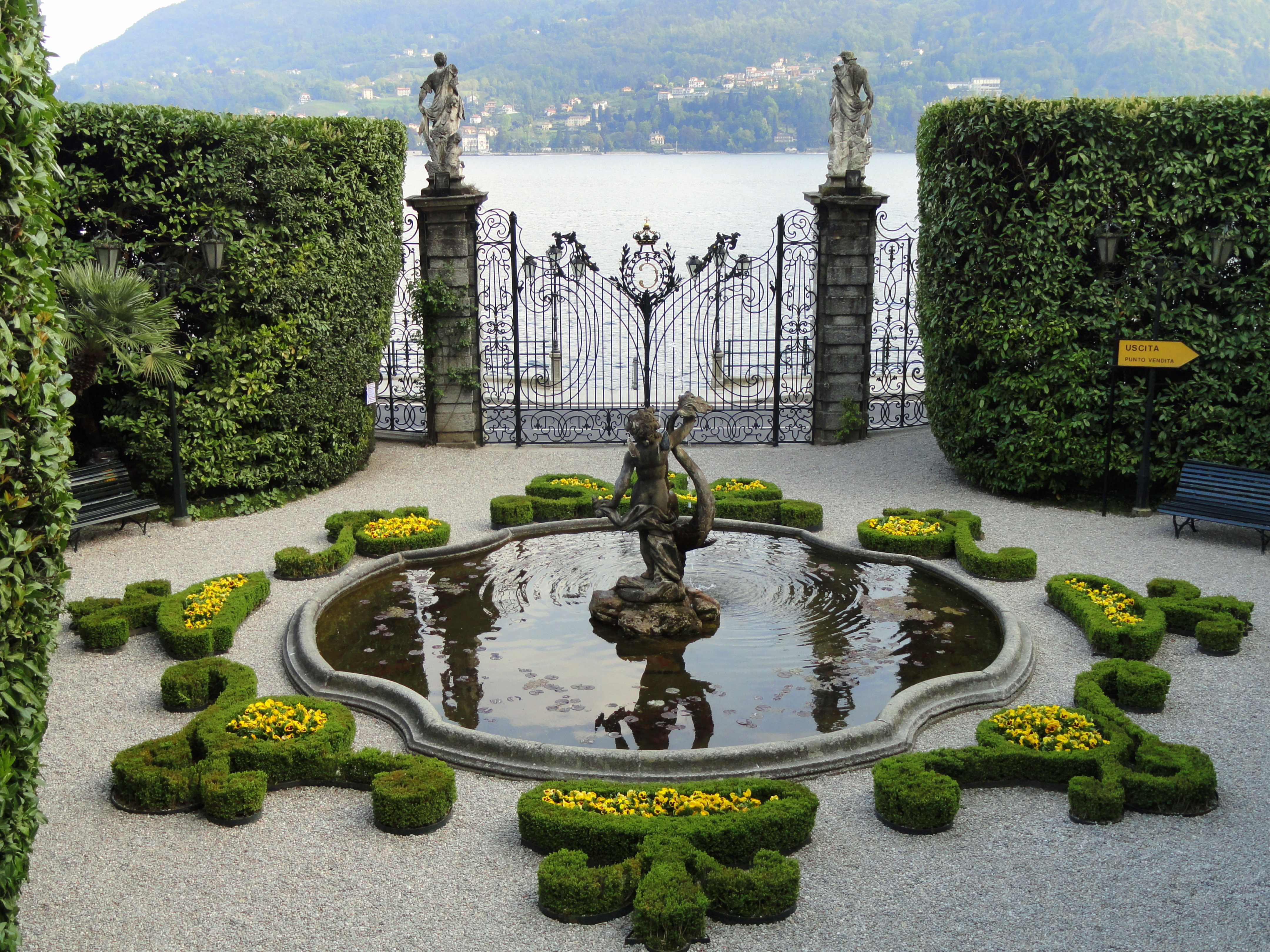
Giardini di Villa Carlotta

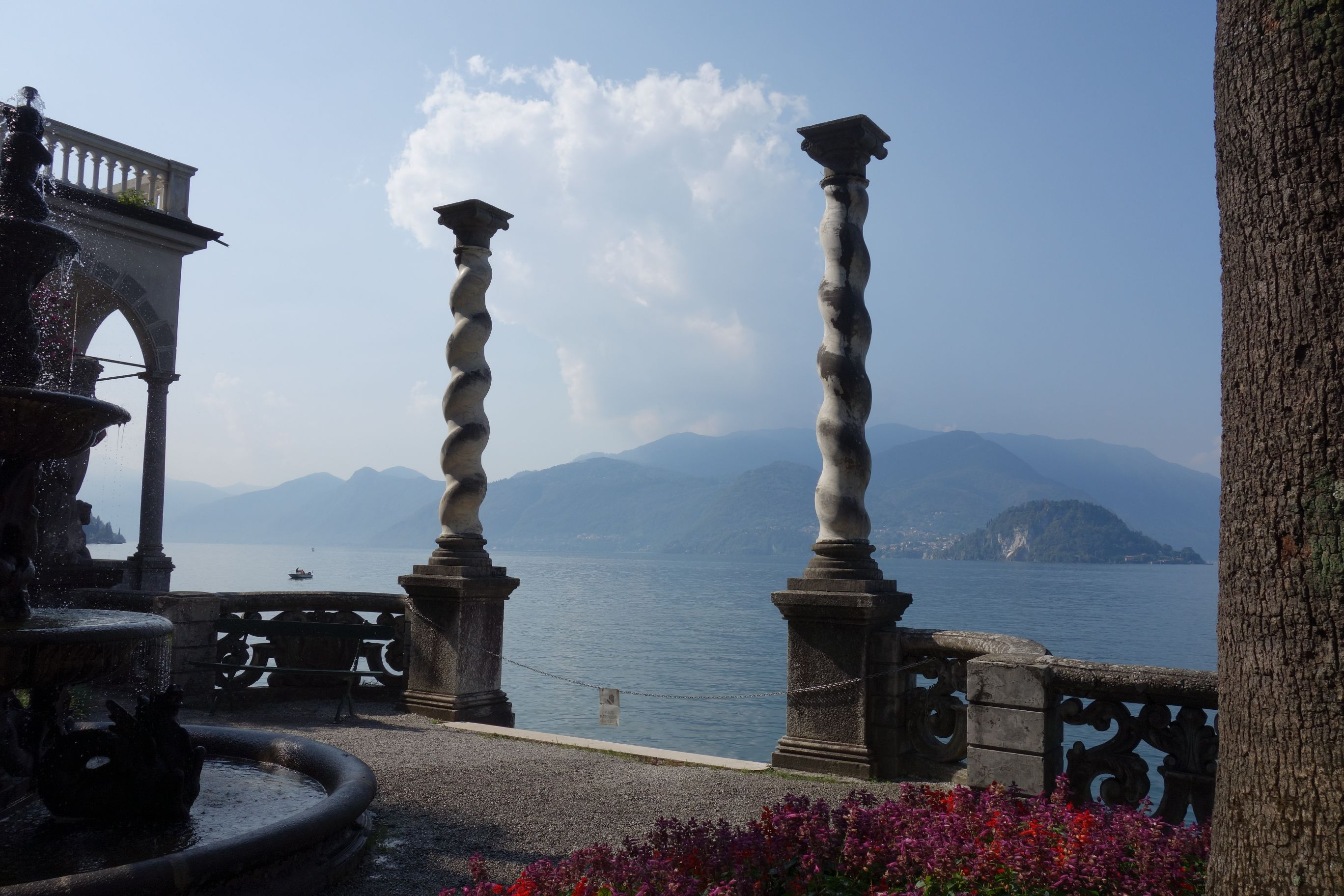
Villa Monastero a Varenna

Il lago è ben noto per le sontuose ville che costeggiano le rive fin dall'epoca romana come testimoniano i ritrovamenti dei resti di una villa dell'Antica Roma nel borgo di Villa (da cui prese il nome) presso la località di Lierna identificata dagli storici come Villa Commedia, una delle due costruzioni fatte realizzare sul Lario da Plinio il Giovane.
Fra le dimore storiche più celebri del territorio spiccano Villa Carlotta costruita per volere del marchese milanese Giorgio Clerici nel 1690; situata a Tremezzo, occupa un sito di oltre sette ettari che comprende, oltre all'edificio di grande imponenza noto per le raccolte d'arte, anche il vasto giardino botanico. Dopo aver ospitato Stendhal nel 1818 fu acquistato dalla principessa Marianna di Nassau come regalo di nozze per la figlia Carlotta da cui prende il nome.
Sulla stessa costa si trovano inoltre Villa d'Este, costruita nel 1568 dal cardinale Tolomeo Gallio successivamente trasformato in resort di lusso e sede di importanti convegni internazionali e Villa del Balbianello, situata sui resti di un antico monastero francescano su un promontorio nei pressi dell'isola Comacina a Lenno, protetta dal FAI.
A Bellagio appartengono la dimora neoclassica di Villa Melzi d'Eril realizzata fra il 1808 e il 1810, Villa Giulia che vanta il più ampio parco del lago di Como, e Villa Serbelloni, costruita nel XV secolo sui resti di un antico castello raso al suolo nel 1375 attualmente sede della fondazione Rockefeller di New York; secondo alcune fonti si ritiene che il sito in cui sorge l'edificio sia quello della seconda villa lariana di Plinio il Giovane (la Tragoedia).
Sulla sponda lecchese la dimora storica più prestigiosa è Villa Monastero nel piccolo borgo di Varenna. Così come ricorda il nome, venne fondato alla fine del XII secolo come monastero femminile cistercense successivamente trasformato e ristrutturato in stile eclettico di gusto nordico tra il 1897 e il 1909 dal suo ultimo proprietario tedesco Walter Keesil. Acquistata dalla Provincia di Lecco è oggi una casa museo che ospita un interessante itinerario botanico arricchito da palme tropicali che costeggiano le rive del lago.
Altre dimore storiche di rilievo sono Villa Pliniana a Torno, Villa Olmo a Como, Villa Manzoni a Lecco, Palazzo Gallio a Gravedona, Villa Erba, Villa Bernasconi e Villa Allamel a Cernobbio.

### I castelli e le fortificazioni

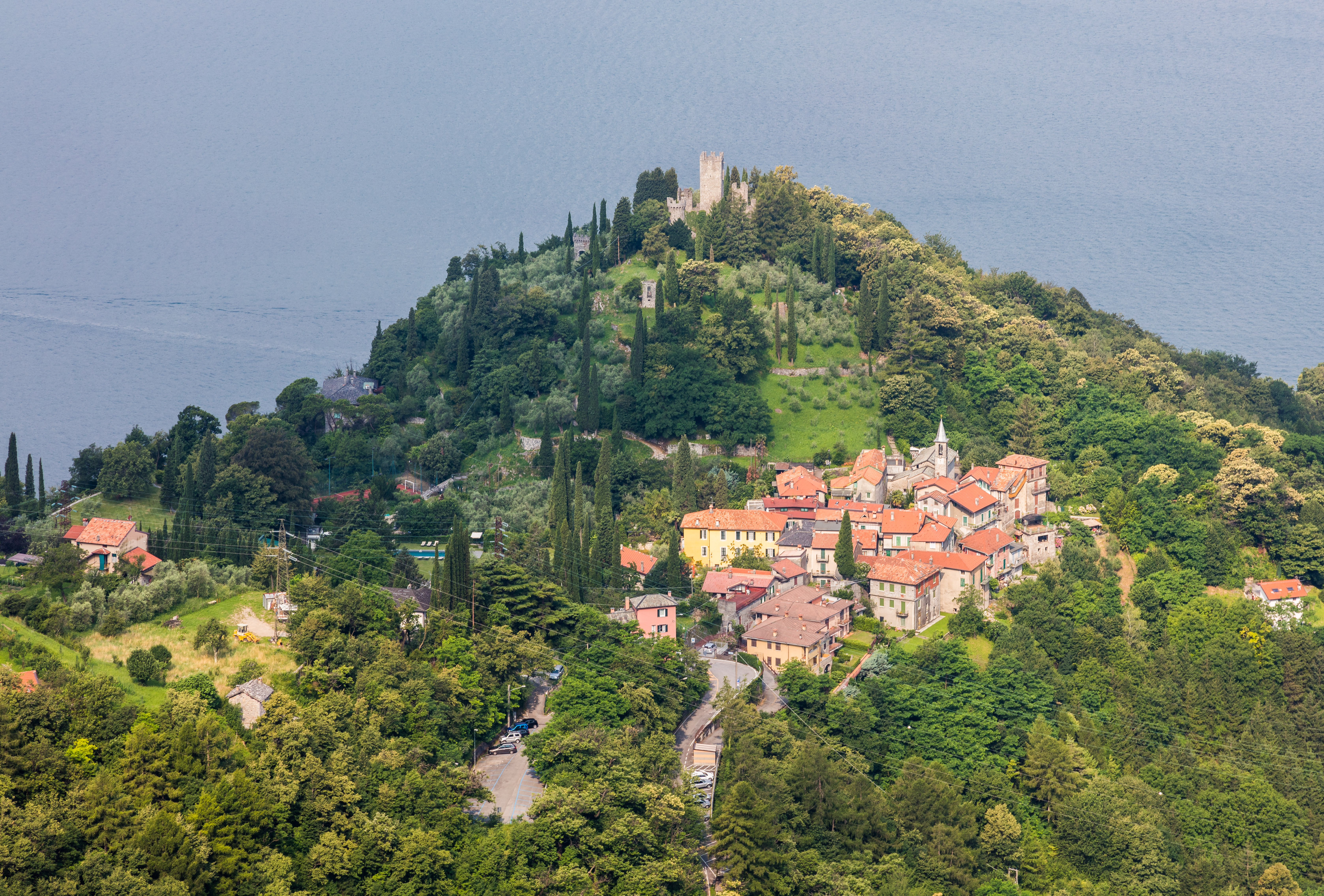
Il Castello di Vezio

Nell'alto lago, a San Siro, e più precisamente nella frazione di Rezzonico, si trova il castello omonimo edificato XIV secolo dalla famiglia Della Torre nato dapprima allo scopo di fortificazione a recinto nel cui interno erano dislocate le abitazioni e la torre principale. Costeggiando la riviera orientale, a Dervio, si trovano il castello di Orezia con una torre dell'XI secolo e il castello medievale di Corenno Plinio nella frazione che porta il medesimo nome. Sempre sulla sponda orientale, in una frazione del comune di Perledo, a Vezio, si erge la fortificazione più celebre del lago, forse a protezione dell'abitato di Varenna fra il XII e il XIII secolo.
Si dice che il Castello di Vezio fosse voluto dalla Regina Teodolinda. Scendendo verso Lecco, si può ammirare il Castello di Lierna, mentre nella sponda occidentale il Castello di Musso, divenuto roccaforte del Medeghino nel Cinquecento. Colico ospita invece il più moderno e mai utilizzato Forte di Fuentes e il Forte Montecchio Nord entrambi costruiti nella prima metà del XX secolo. Nel triangolo lariano si trovano il castello di San Lorenzo a Nesso risalente al 1449, il castello di Sormano e il castello di Torno. I due capoluoghi ospitano rispettivamente il Castel Baradello che domina la città di Como e la Torre Viscontea situata ne pressi del lungolago di Lecco; quest'ultima è l'unica testimonianza visibile dell'antica fortezza difensiva che comprendeva buona parte dell'attuale centro storico cittadino. Al confine fra Lecco e Vercurago si trova inoltre il castello dell'Innominato risalente al XIV secolo e reso celebre dal Manzoni come dimora dell'Innominato. Il più grande castello lariano si innalzava sull'isola Comacina ma venne distrutto da Federico Barbarossa e dai Comaschi nel 1169: ancora oggi l'isola è chiamata dagli abitanti rivieraschi el castell.

### I luoghi della fede

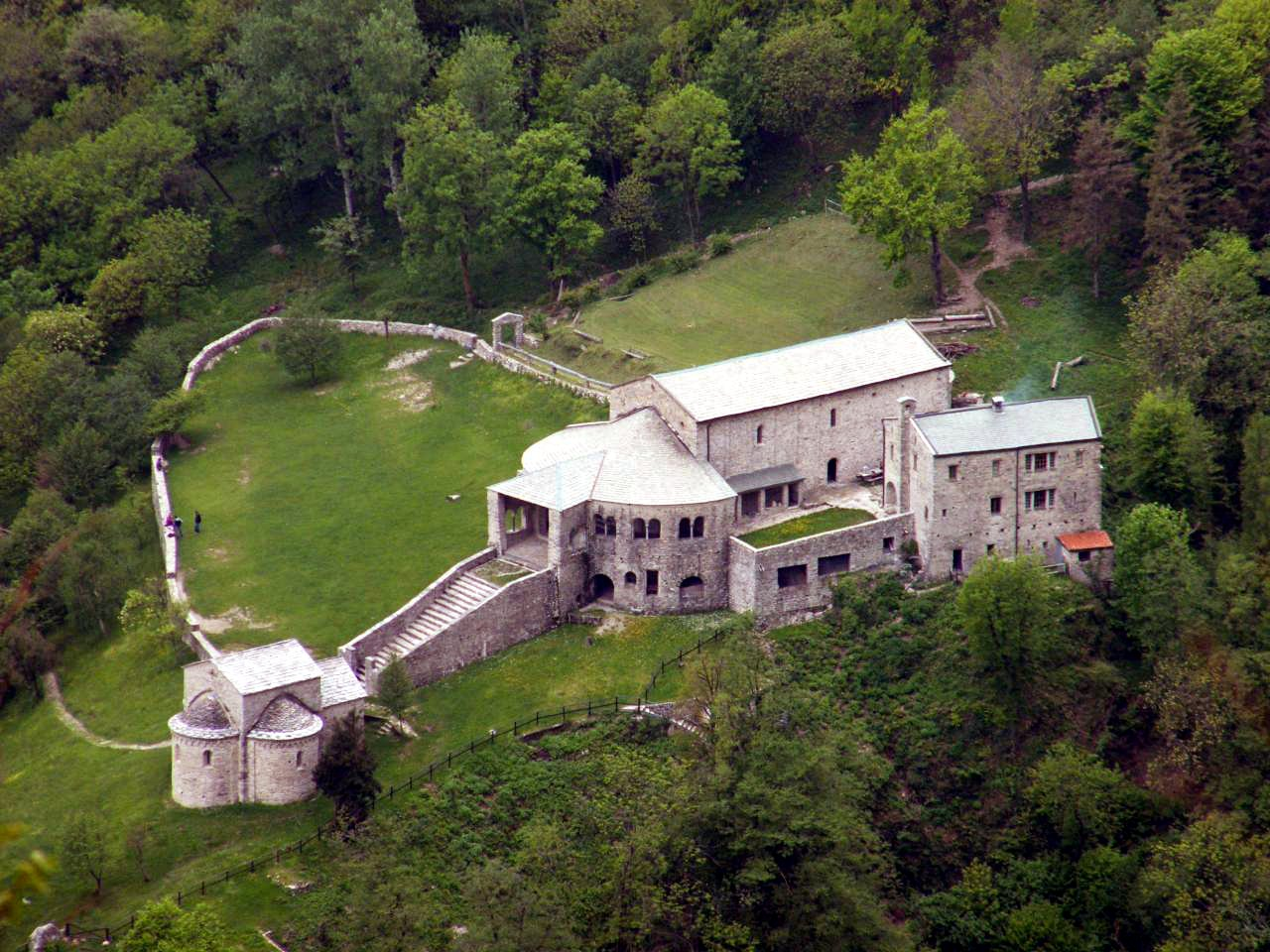
Vista d'insieme del complesso architettonico di San Pietro al Monte

Area di passaggio tra l'Italia e l'Europa, il lago di Como è stato in passato tappa di una delle principali vie di fede che conducevano l'evangelizzazione dall'Italia all'Europa e, nei secoli successivi, i pellegrini verso Roma. Tale ruolo è ancora oggi testimoniato dai numerosissimi luoghi sacri che il territorio conserva intatti come chiese e basiliche risalenti al periodo romanico, situate lungo le principali vie di comunicazione e spesso in luoghi nascosti non facilmente raggiungibili, abbazie e monasteri legati a diversi ordini religiosi immersi nella tranquillità.
I principali luoghi di culto del territorio sono:
- Abbazia cistercense di Piona è una delle principali testimonianze del romanico lombardo risalente al XI secolo situato a Colico;
- Abbazia di San Pietro al Monte situata a Civate, sulle pendici del monte Cornizzolo, è un importante esempio di arte romanica d'occidente;
- Monastero di Santa Maria del Lavello edificato fra il XIV e XV secolo a Calolziocorte è un importante complesso francescano di origine romanica;
- Basilica di Sant'Abbondio è una delle chiese più antiche di Como costruita intorno all'anno 1000;
- Chiesa di Santa Maria del Tiglio situata a Gravedona è caratterizzata da un rivestimento murario bicromo e dalla torre campanaria inserita in facciata;
- Santuario della Beata Vergine del Soccorso a Ossuccio fa parte del gruppo dei nove Sacri Monti prealpini protetti dall'UNESCO;
- Chiesa di San Nazaro e Celso a Brienno è considerata la chiesa più antica del Lario;
- Chiesa di Sant'Alessandro a Lasnigo è una chiesa medievale in stile romanico risalente al XII secolo.

## Turismo

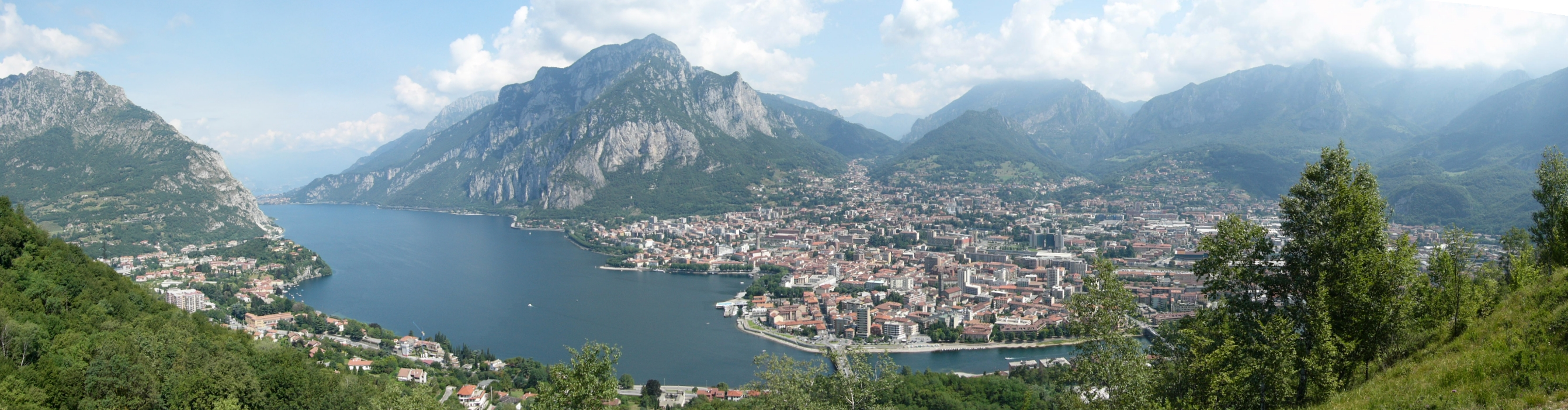
Vista di Lecco dal Monte Barro, da sinistra si vedono: il Moregallo, il Lario, il Monte San Martino e la città di Lecco

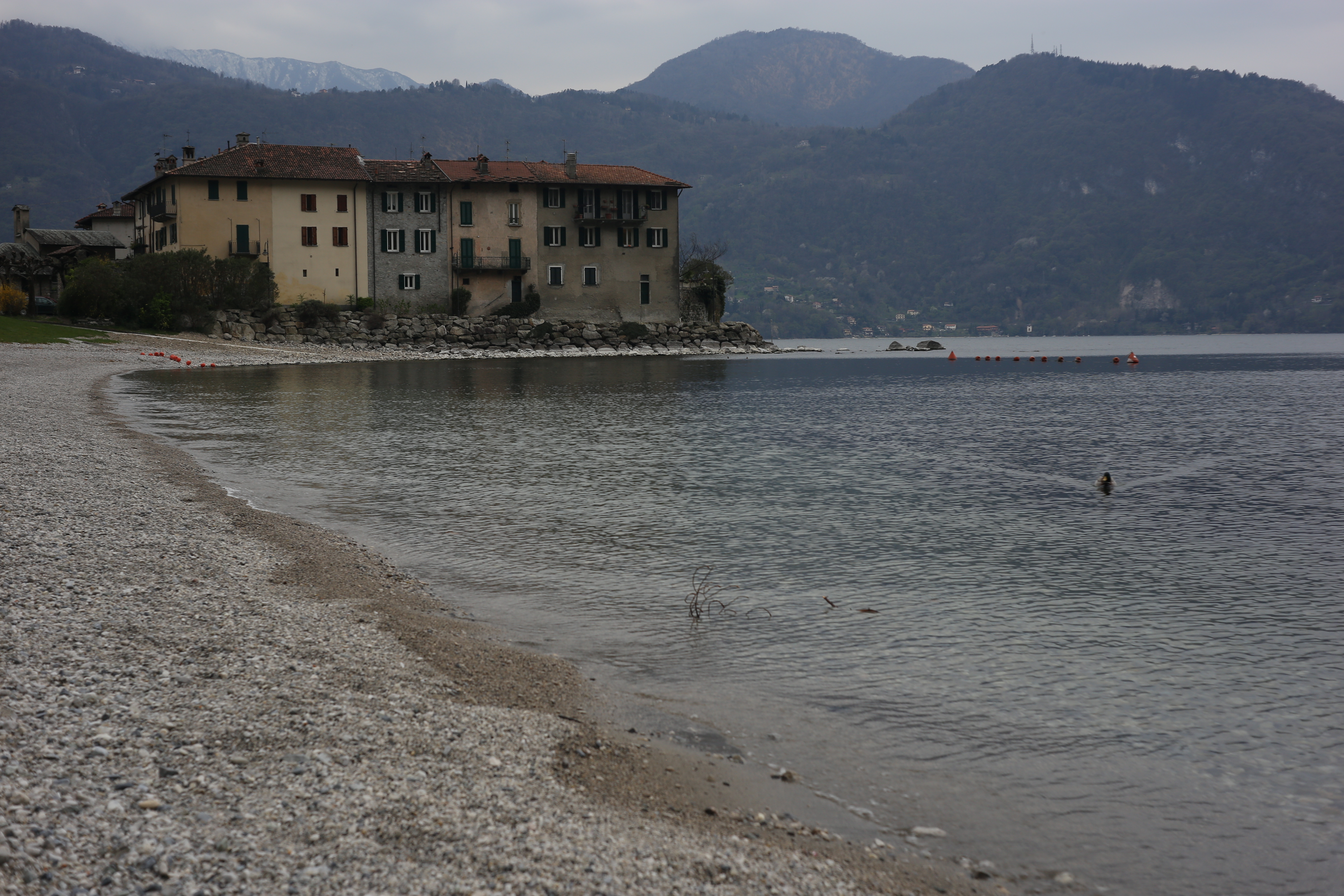
Vista del Lario dalla Riva bianca di Lierna

I due principali centri abitati sono le città di Como e Lecco, entrambe situate sulla punta inferiore dei due rami meridionali ma sono Bellagio e Varenna situate nella zona centrale del lago a contendersi il maggior flusso turistico del Lario. Di pregevole bellezza, e spesso fuori dai circuiti del turismo di massa, sono i piccoli borghi che si susseguono su entrambe le sponde a nascondere le vere bellezze storiche, culturali e naturalistiche che il territorio ha da offrire poiché, non risentendo la forte vocazione turistica, sono state in grado di mantenere intatte le tradizioni e le pecularità del territorio. 

### Le spiagge
I 170 km di costa che abbracciano il lago di Como, così come per gli altri grandi laghi dell'Italia settentrionale, hanno conosciuto una crescente affermazione del turismo balneare estivo. Le spiagge sono generalmente piccole e ghiaiose, spesso incastonate fra le rocce ad eccezione dell'alto lago dove non mancano litorali più ampi e sabbiosi ma più esposte ai venti. Numerosi inoltre sono i lidi attrezzati come a Colico, Abbadia Lariana e Mandello del Lario che, rispetto ad altre località, godono di un'esposizione solare più rilevante dovuta alla favorevole posizione rivolta ad occidente.

### Itinerari naturalistici

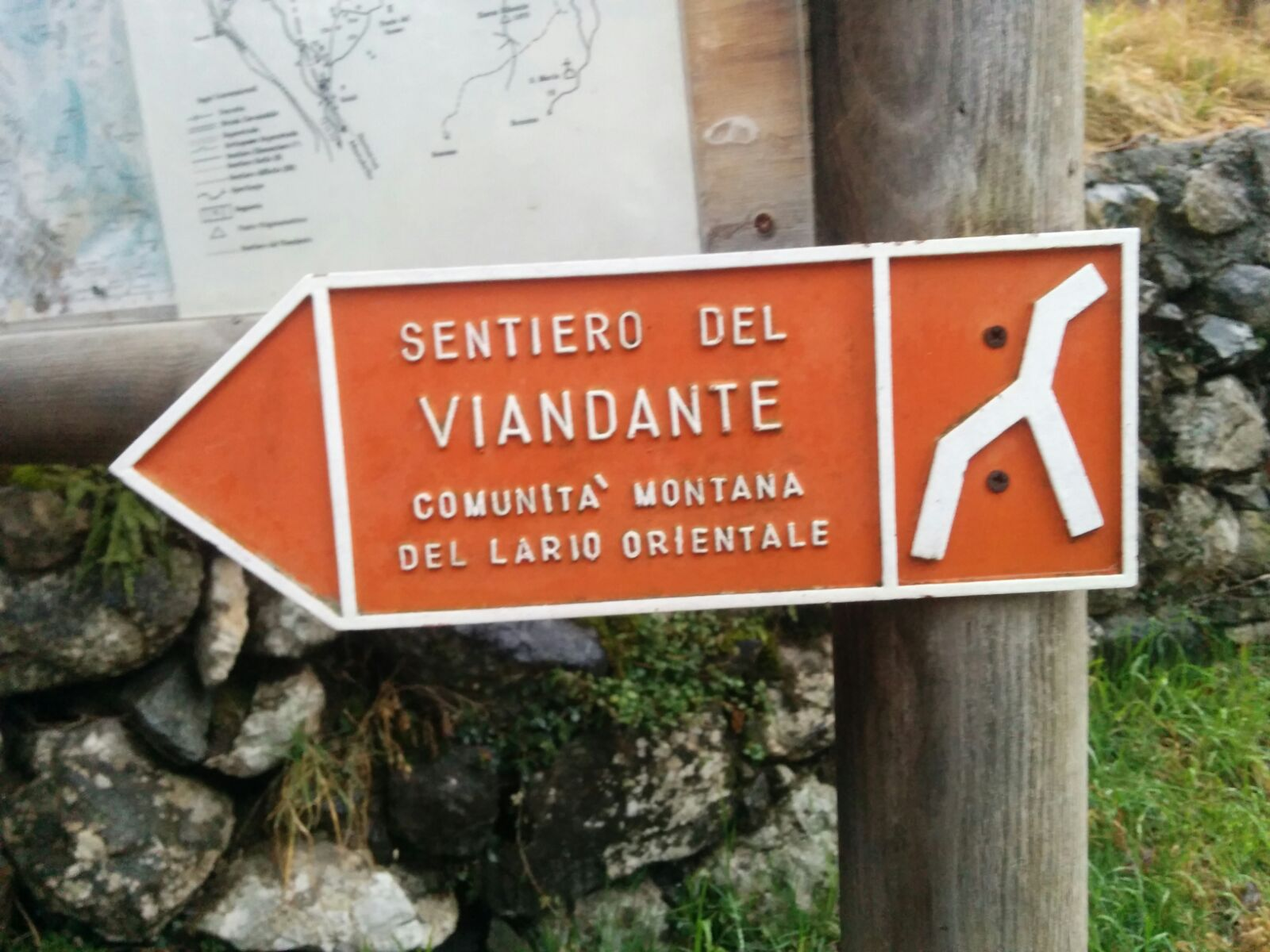
Segnavia lungo il Sentiero del Viandante

#### Sentiero del Viandante
Il sentiero del Viandante, lungo circa 45 chilometri, percorre la sezione orientale del ramo di Lecco snodandosi a mezzo costa da Abbadia Lariana a Colico. Per secoli fu un'importante via commerciale dal milanese verso la Svizzera e cadde in disuso nel 1832 quando fu costruita la strada militare (detta Napoleonica) fra Lecco e Colico, per essere poi recuperata a fine secolo XX in chiave escursionistica. Il tracciato è caratterizzato da pendenze non particolarmente impegnative, e viste panoramiche in tutte le stagioni. Si interseca con la linea ferroviaria Lecco-Colico, ed è solitamente suddiviso in quattro tappe, permettendo di utilizzare il treno come mezzo di trasporto per il ritorno. Lungo il percorso si trovano varie tracce della vita popolare di lago, con casali, coltivazioni e piccoli edifici religiosi come cappelle e edicole. Dall'estate 2017 il tracciato è stato prolungato di circa sei chilometri dalla località Basalun di Piantedo a Delebio nella bassa Valtellina attraversando boschi e maggenghi dei rispettivi paesi.

#### La Via Regina
L'antica Strada Regina è caratterizzata da un lungo tracciato che percorre l’intera sponda occidentale del lago di Como. I sentieri che si snodavano a mezzo costa sulla sponda lariana vennero riorganizzati dai Romani che diedero a questa via di comunicazione il nome di Via Regia principale (o strada maestra) mutato successivamente in Strada Regina al passaggio della regina longobarda Teodolinda. Per secoli la Via Regia ha rappresentato un importante collegamento militare, commerciale e culturale tra il sud e il nord delle Alpi, tra la zona comasca e le regioni transalpine, attraverso il Passo dello Spluga e del Maloja. Col passare del tempo la Strada Regina ha visto il fiorire di numerosi centri abitati, via via arricchiti di patrimoni artistici. Oggi, buona parte dell’antico tracciato è ancora percorribile a piedi e corre parallelo all'attuale Statale 340, chiamata ancora Strada Regina, con la quale si identifica per alcuni tratti. Particolarmente suggestivo è il tratto che da Nobiallo, frazione di Menaggio, raggiunge Rezzonico.

#### La Strada Regia
Il tracciato della Strada Regia è di origine romana e percorre la sponda orientale del ramo di Como tra il capoluogo e Bellagio. In passato era un reticolo di mulattiere che congiungeva i paesi rivieraschi consentendo a pastori, viandanti e commercianti di spostarsi sul territorio. Oggi è un percorso ciclopedonale di circa 35 chilometri sviluppato su selciati e mulattiere posate con pietra locale che si snoda fra le numerose località della sponda le quali hanno in comune la caratteristica di essere formate da borghi sulle pendici della dorsale del Triangolo Lariano e nuclei a lago per avere un approdo.

Ripristinato a uso escursionistico fra il 2002 e il 2006 dalla Società Archeologica Comense con l'aiuto della Comunità Montana del Triangolo Lariano, lungo il percorso rimangono numerosi reperti antichi come ponti di pietra, muretti a secco, edicole votive e locande con le scritte sbiadite del tempo.

#### Greenway del Lario
La Greenway del Lario è un itinerario pedonale situato sulla sponda occidentale del lago da Colonno a Griante. Il percorso, lungo circa 13 chilometri, segue una rete viaria precedentemente esistente che attraversa borghi storici e scende più volte sul lungolago, offrendo così scorci panoramici sia dall'alto sia dal basso, percorrendo anche tratti di territorio rurale terrazzato, con piccoli uliveti tipici della Tremezzina.

## Filmografia

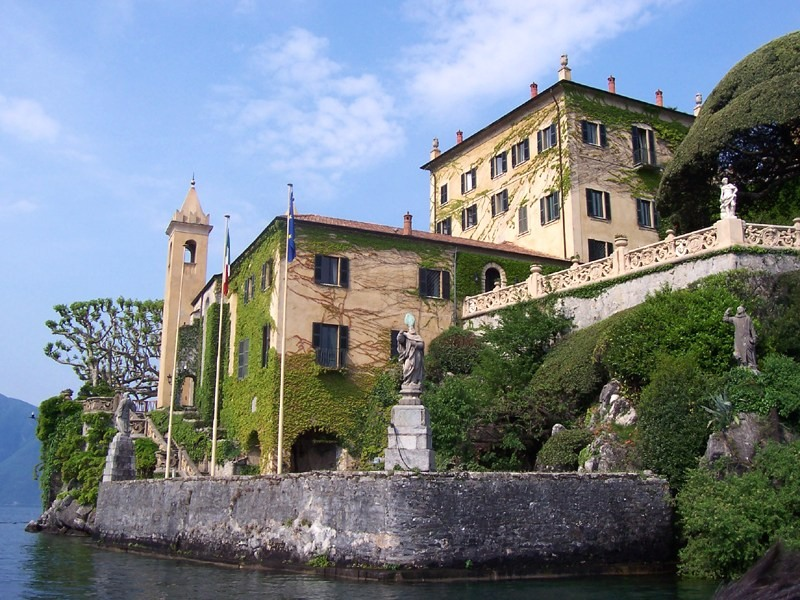
Villa del Balbianello a Lenno, sede di numerosi set cinematografici

Il legame tra il cinema e il lago di Como iniziò con i fratelli Lumière alla fine del XIX secolo. I padri del cinematografo realizzarono sul Lario alcuni filmati, tra cui una competizione tra barche e uno dei primi esperimenti di volo di Enrico Forlanini con il suo idroplano. Nel 1925 Alfred Hitchcock girò il suo primo film da regista dal titolo Il labirinto delle passioni con alcune scene girate in una delle più pregevoli ville comasche, Villa d’Este (dimora cinquecentesca riadattata a hotel di lusso), oltre ad alcune riprese effettuate sull'isola Comacina e presso la località di Nesso. Tra i registi italiani fu Mario Soldati con Piccolo Mondo Antico nel 1941 a scegliere il lago di Como come set cinematografico ambientandone buona parte a Lenno, in particolare a Villa del Balbianello, oggi patrimonio FAI. L’anno dopo tornò sulle stesse sponde per girare Malombra, tratto come il precedente da un romanzo di Antonio Fogazzaro e ambientato nella cinquecentesca Villa Pliniana di Torno.
L’indimenticabile Rocco e i suoi fratelli (1960) diretto da Luchino Visconti è ambientato in una Milano neorealista ma include una scena girata a Bellagio. Il regista trascorse sul lago sin da piccolo lunghi soggiorni, essendo Villa Erba di Cernobbio appartenuta alla sua famiglia. Nel 1961 anche Dino Risi risponde al richiamo del lago e gira Una vita difficile con Alberto Sordi come protagonista e la località di Lenno come scenario privilegiato, insieme ai monti di Cerano d'Intelvi. Nel 1984 il lago ospita un capolavoro della cinematografia internazionale, C'era una volta in America di Sergio Leone dove le rive di Bellagio, alternate al lido di Venezia, diventano set, con Robert De Niro e James Woods. Diversi sono gli sceneggiati sia televisivi sia cinematografici ambientati sulle rive del lago che raccontano le vicende di Renzo e Lucia liberamente tratte dall'opera di manzoniana memoria. Tra i più celebri quello diretto da Mario Camerini nel 1941 (I promessi sposi) e il più recente Renzo e Lucia del 2004 diretto da Francesca Archibugi.
Tra le commedie all'italiana nel 1981 Castellano e Pipolo diressero Innamorato pazzo con Adriano Celentano e Ornella Muti mentre Steno nel 1983 girò a Cernobbio il film Mani di fata con Renato Pozzetto. Sempre nel 1983 venne girato interamente a Lecco il film Segni particolari: bellissimo sempre con Adriano Celentano. Ambientato quasi completamente sul lago di Como è invece Un mese al lago (1995) per la regia di John Irvin e che annovera tra i protagonisti Uma Thurman e Alessandro Gassman. Nel ventunesimo secolo il lago non perde di fascino e continua ad attirare attori e registi come George Lucas che, affascinato dai giardini del lago, girò nel 2002 Star Wars: Episodio II - L'attacco dei cloni dove Villa del Balbianello, la piana di Rogaro e Tremezzo sono i magnifici set naturali di questo film ricco di effetti speciali. Seguì nel 2004 il film di Steven Soderbergh Ocean's Twelve e nel 2006 James Bond 007 – Casino Royale di Martin Campbell. Nel 2018 (quasi contemporaneamente e sempre nella centro di Como, incluso il suo lungolago) vengono girati il cinepanettone Amici come prima (di e con Christian De Sica e con Massimo Boldi) e Murder Mystery (di Kyle Newacheck, con Adam Sandler e Jennifer Aniston).
Il Lario, oltre al cinema, è stato utilizzato spesso come location in serie televisive tra cui tutte le dieci stagioni della soap opera Vivere e alcune puntate di Beautiful, entrambe ambientate a Como; seguirono le quattro stagioni di Un ciclone in famiglia, le cui vicende si animano nella località di Menaggio, e Una grande famiglia, dove la sponda lecchese è il set naturale scelto dalla produzione. A questi si aggiungono numerosi spot pubblicitari e videoclip musicali tra cui spiccano i singoli Cool di Gwen Stefani, All of me di John Legend e Vivendo adesso di Francesco Renga.

## Galleria d'immagini

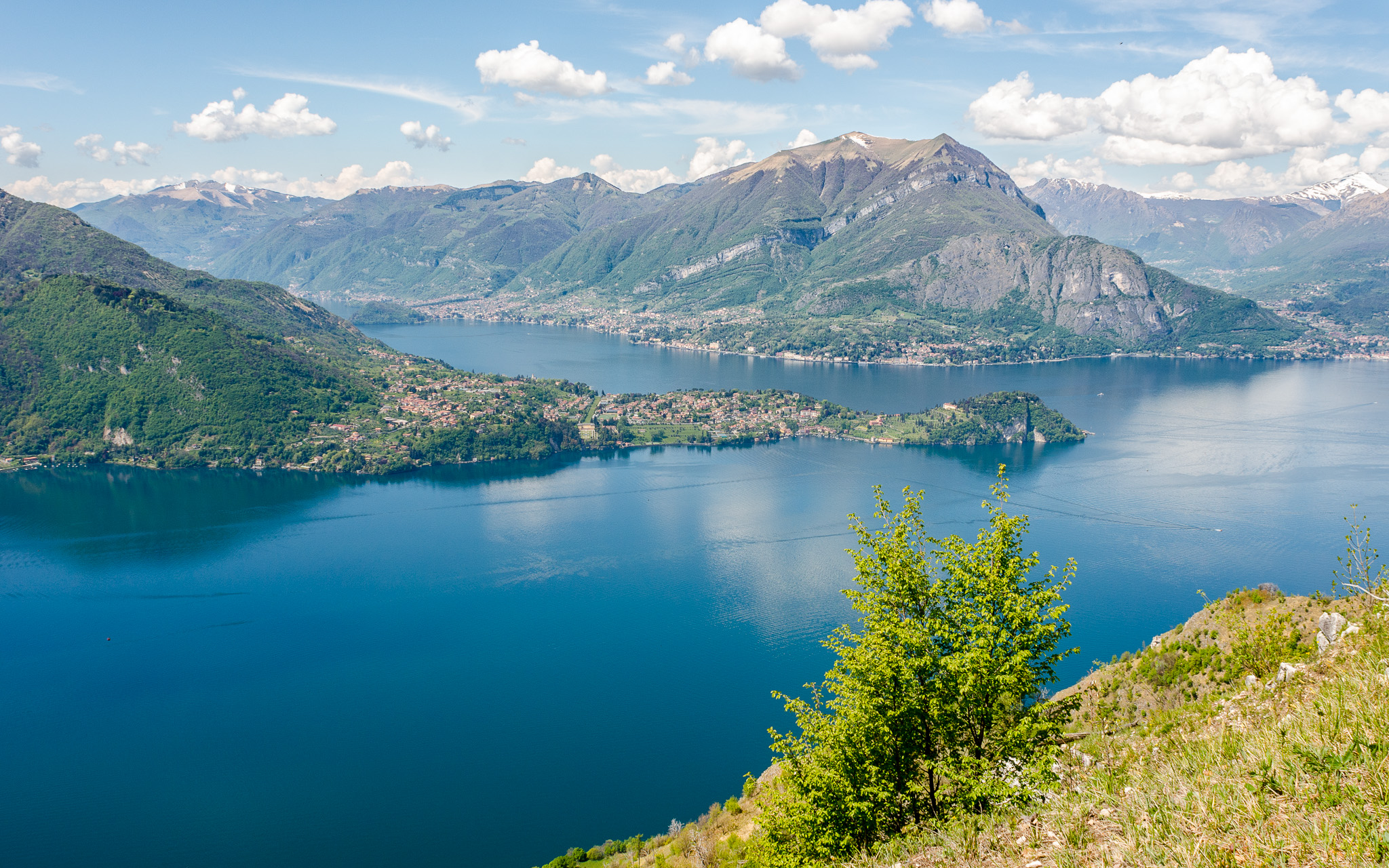
Veduta del lago da Lierna, un antico Borgo del lago di Como
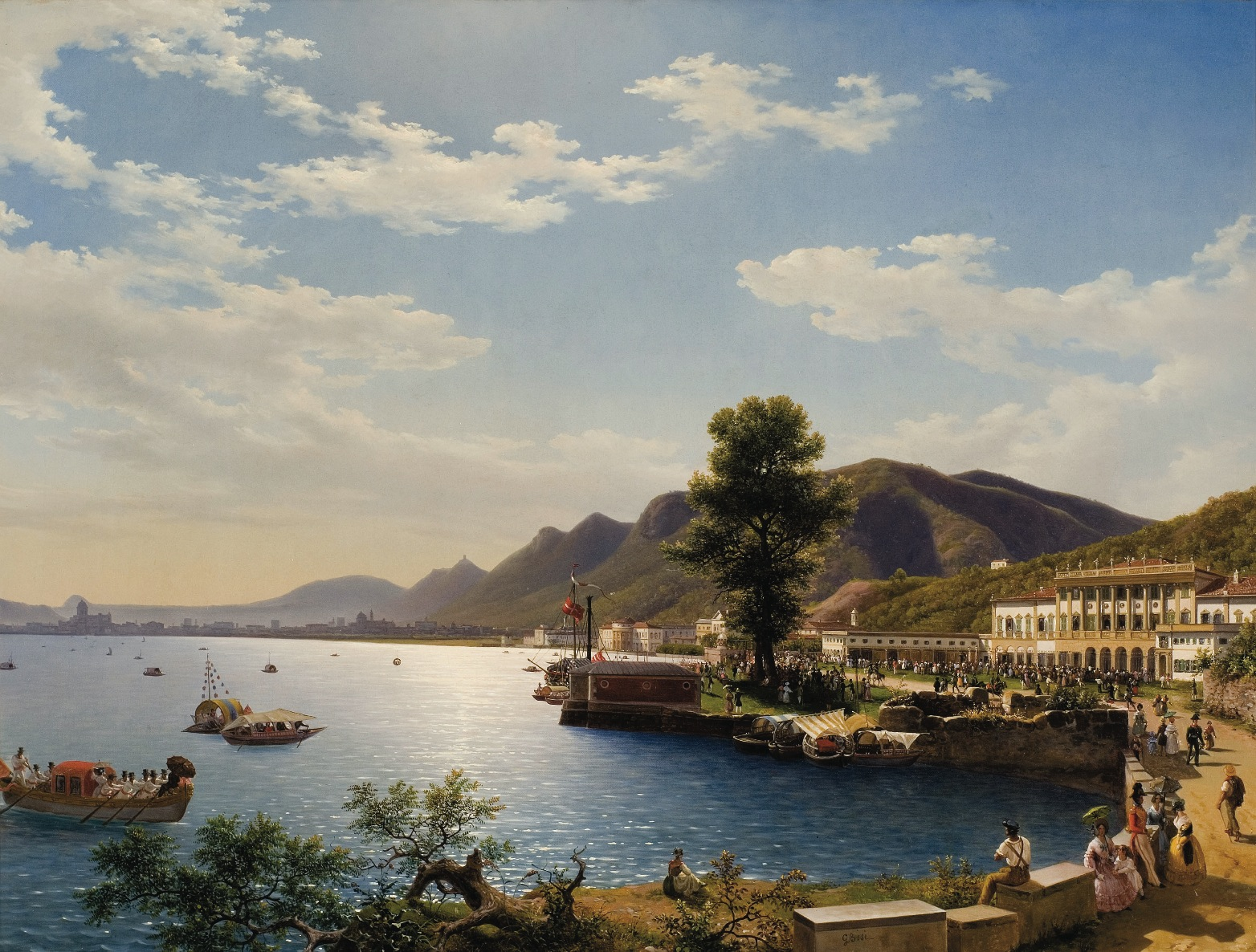
Immagine storica di villa Olmo
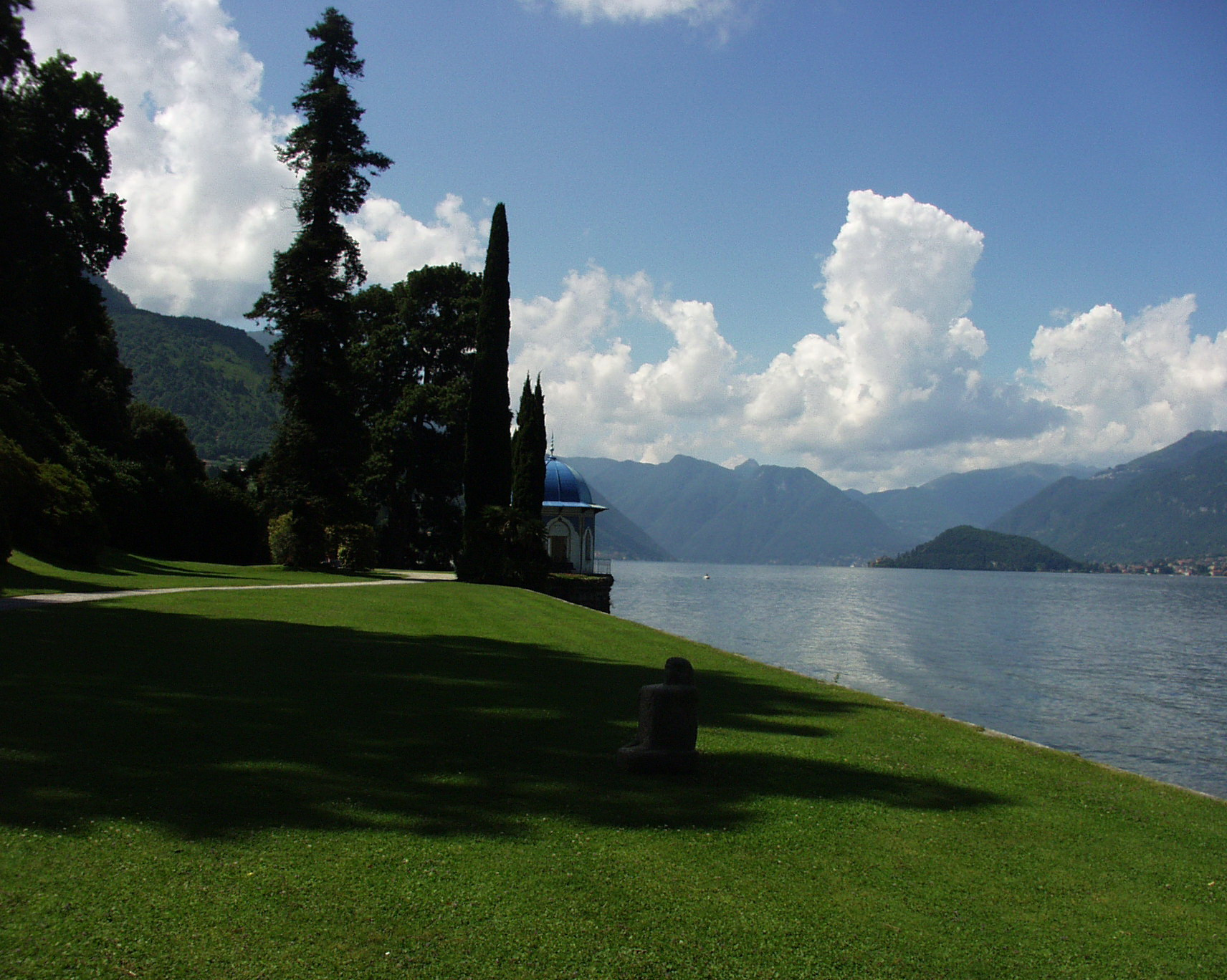
La punta di Lavedo dai giardini di villa Melzi
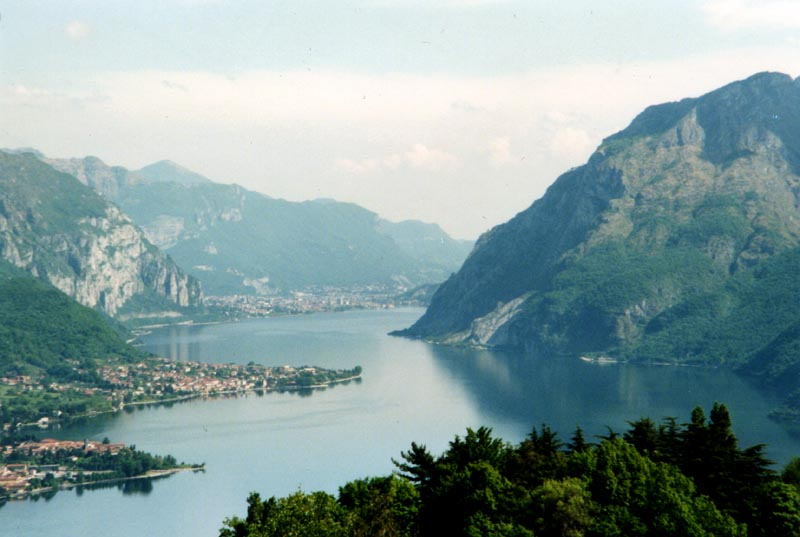
Vista di Lecco
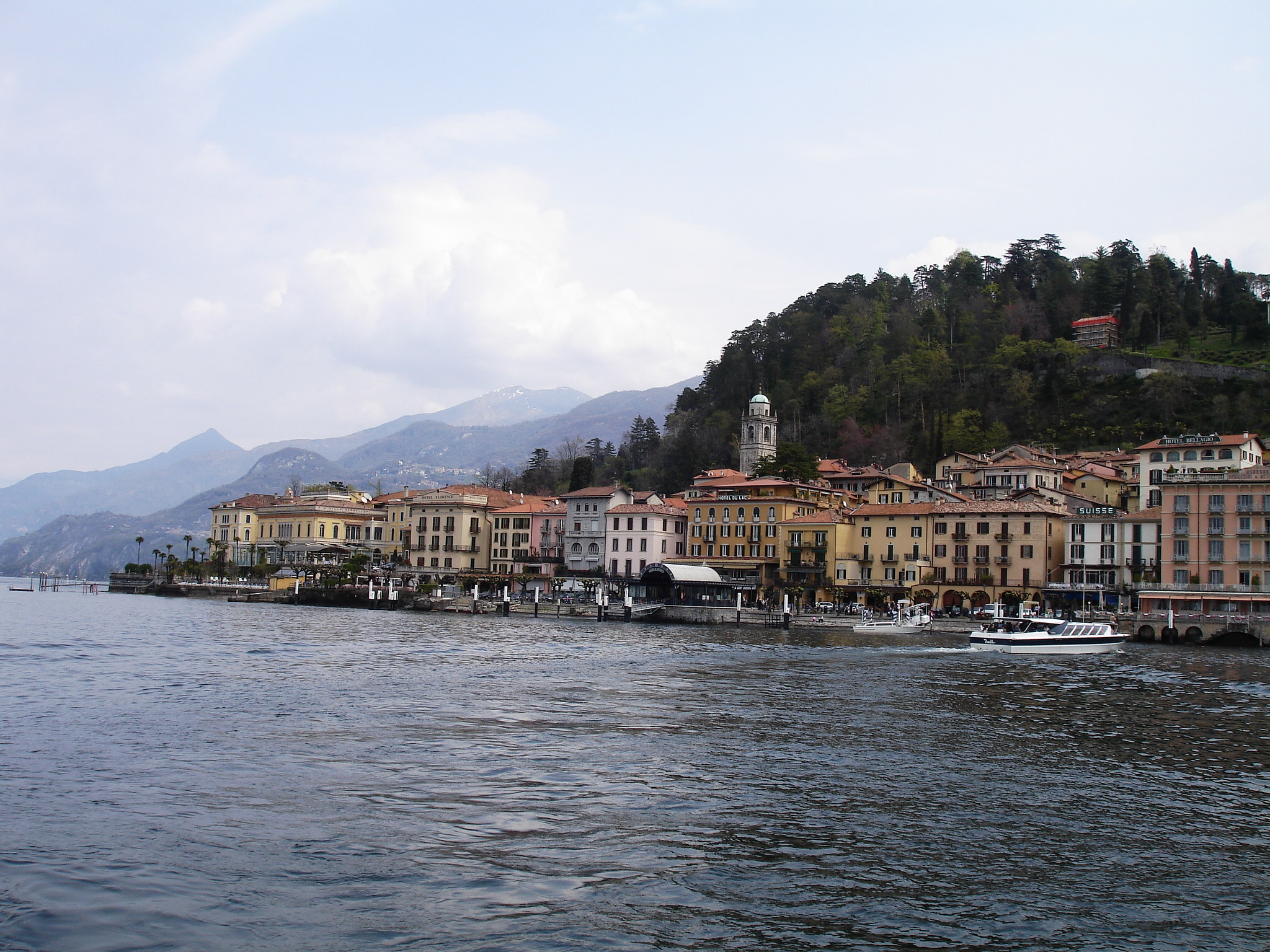
Veduta di Bellagio dal lago
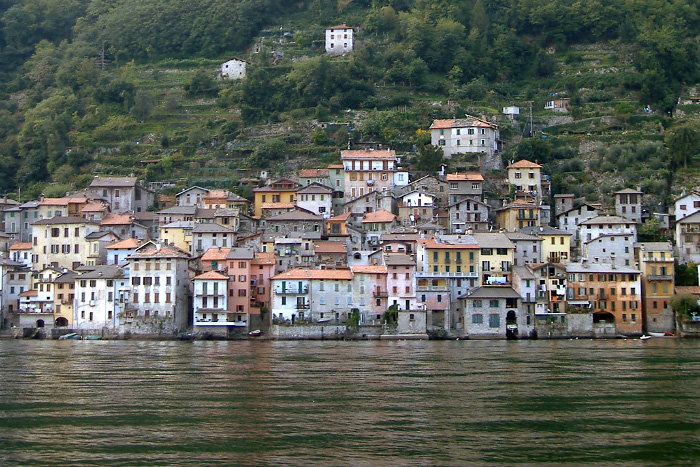
Un paesino tipico del lago: Brienno
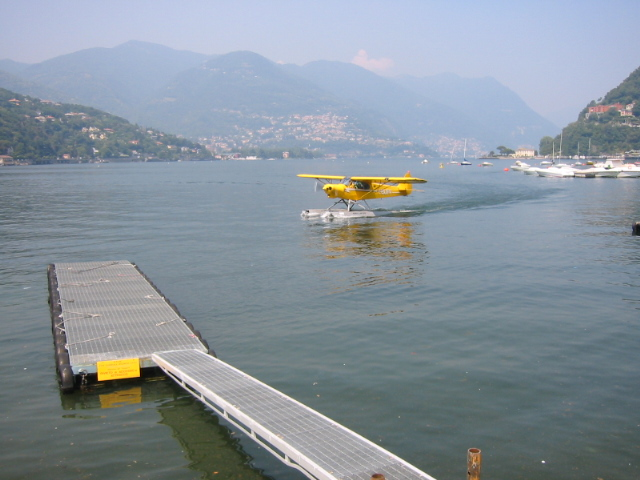
L'aerodromo di Como
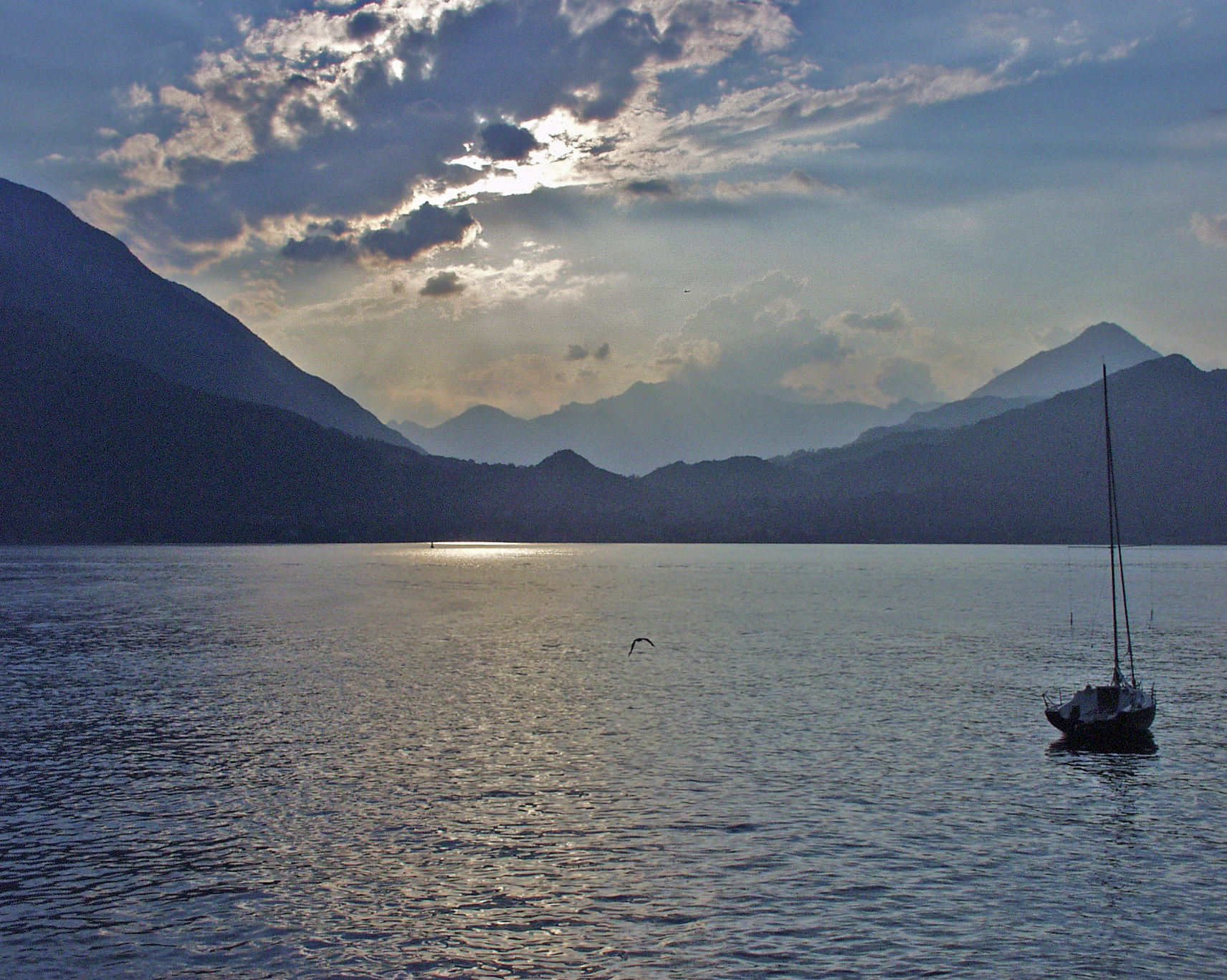
Nuvole sul lago
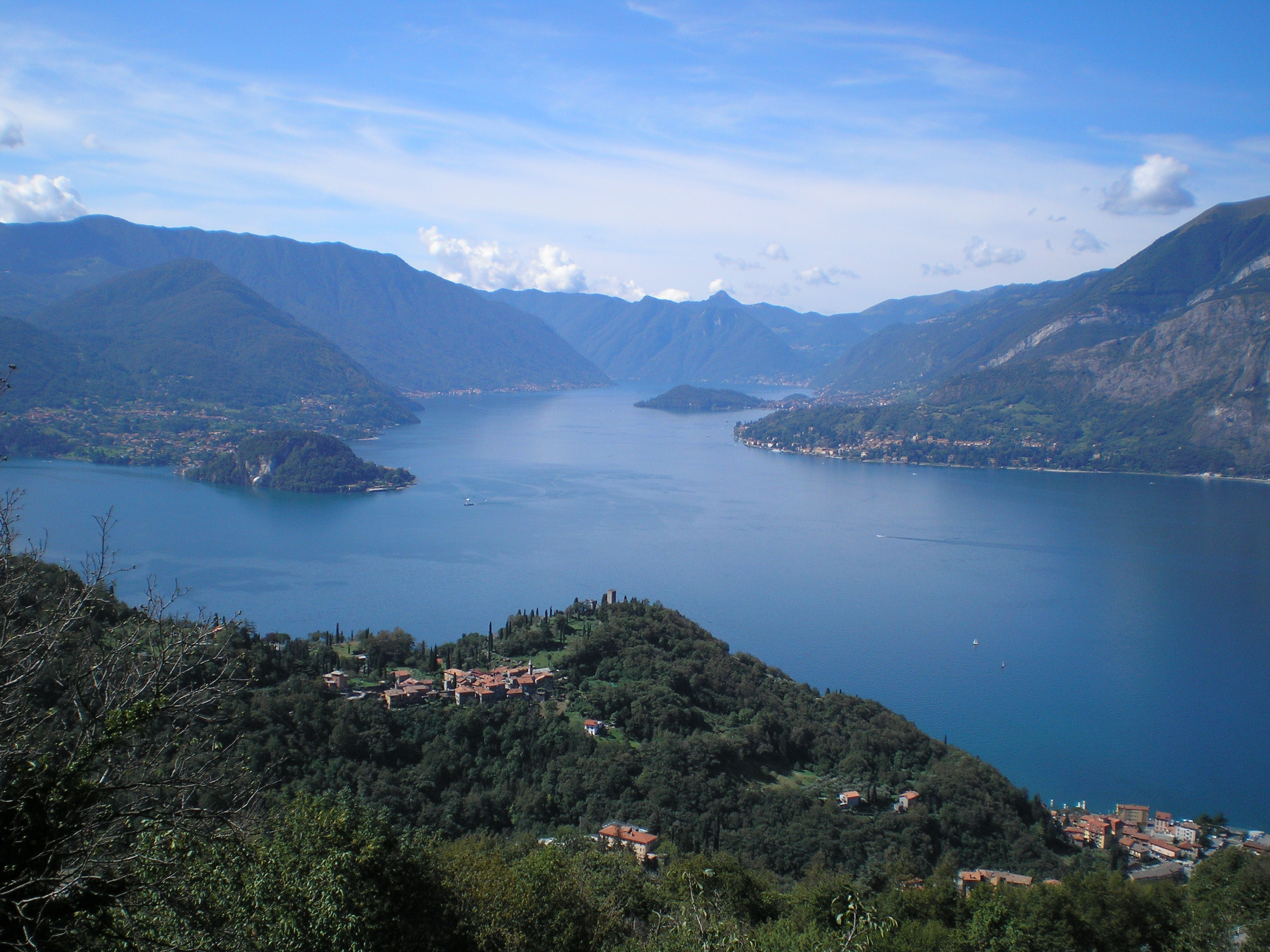
Veduta da Perledo
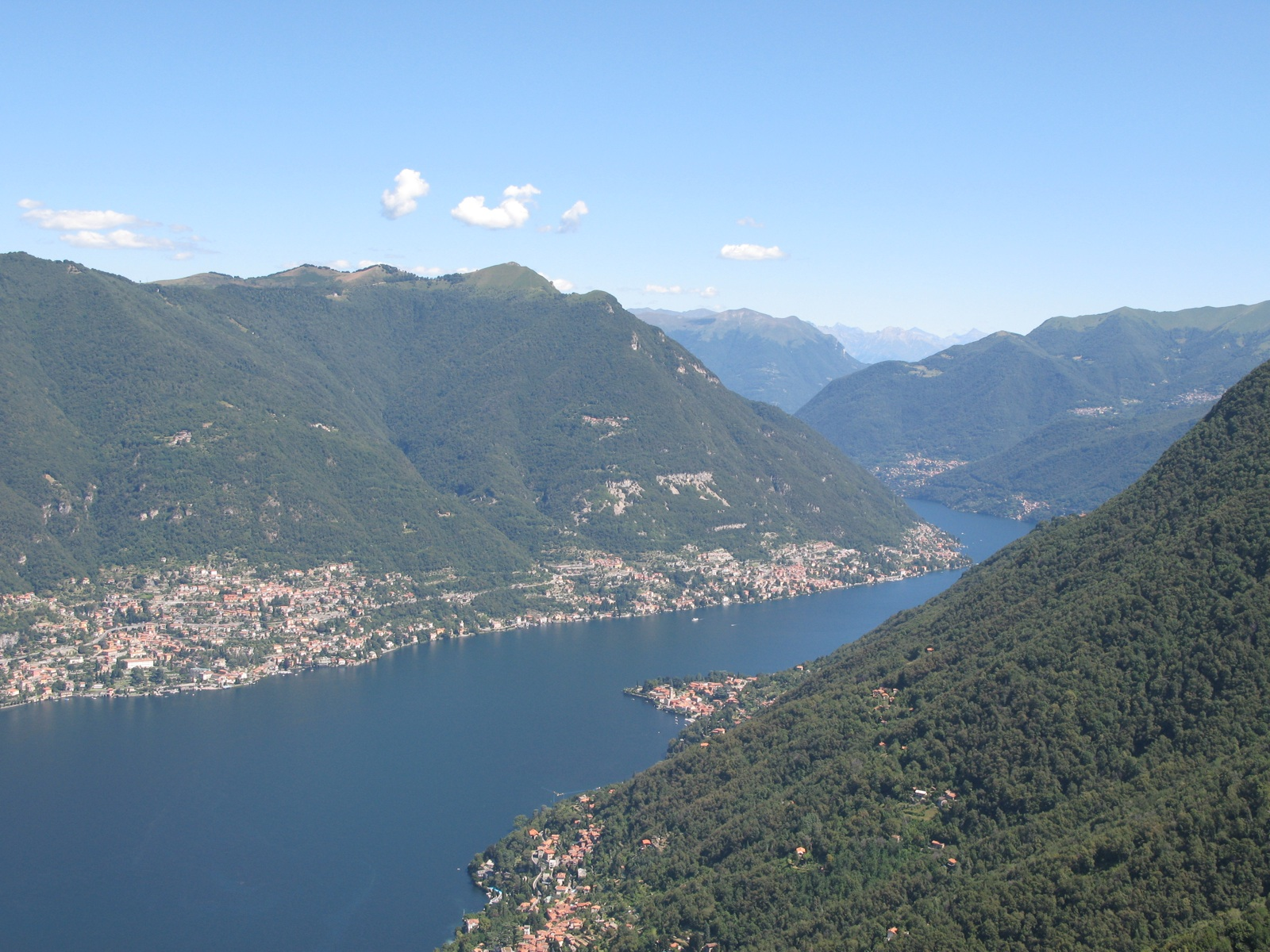
Il ramo comasco ripreso dal faro di Brunate
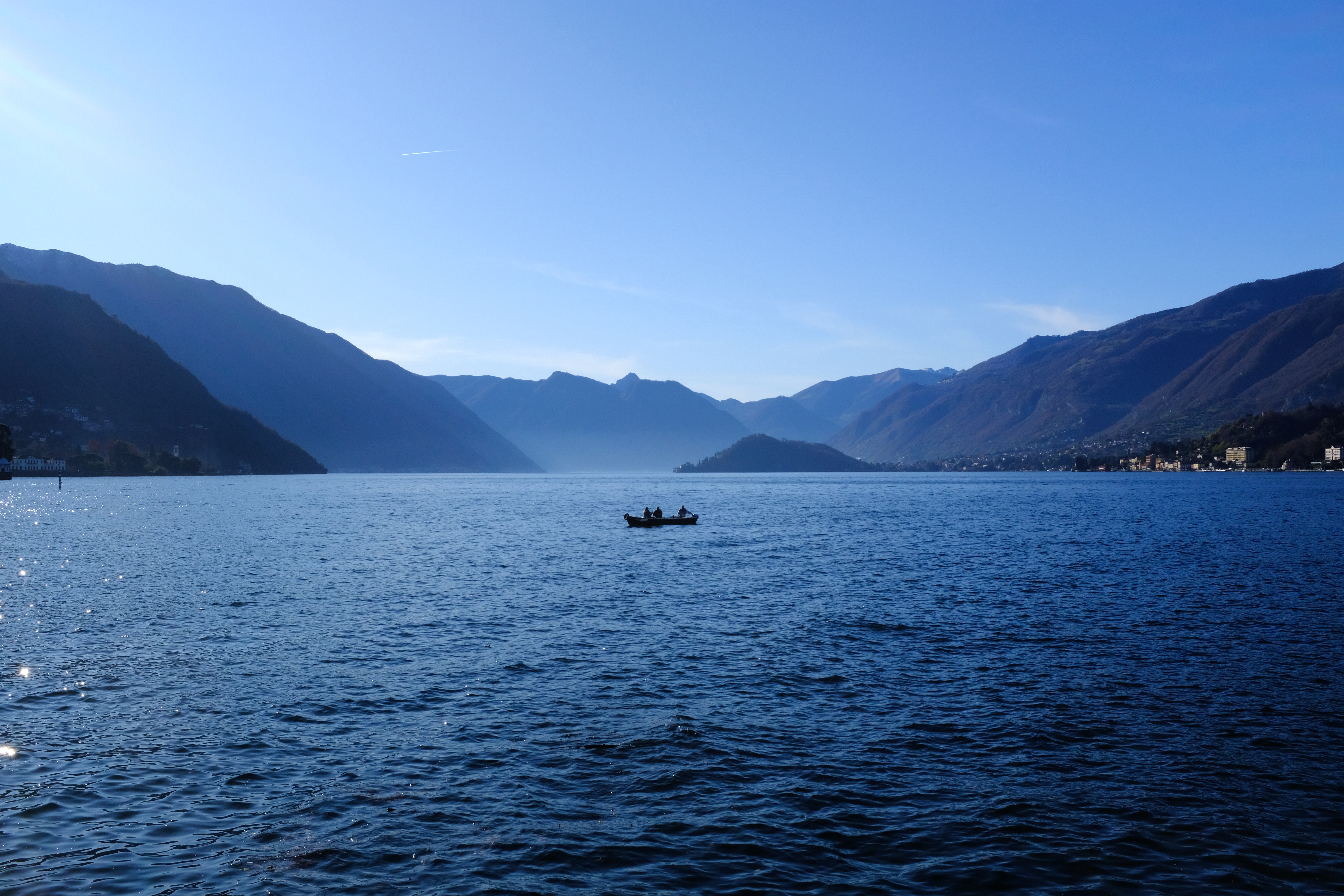
Vista del lago dal pontile di Bellagio

## Note

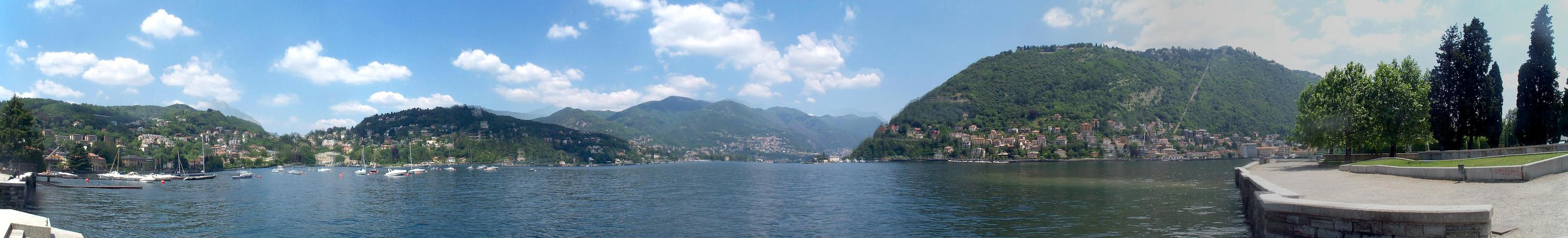
Panorama del lago visto da Como